# Врубель, Михаил Александрович
Михаи́л Алекса́ндрович Вру́бель (5 [17] марта 1856, Омск, Область Сибирских Киргизов — 1 [14] апреля 1910, Санкт-Петербург) — русский художник рубежа XIX—XX веков, работавший практически во всех видах и жанрах изобразительного искусства (живописи, графике, декоративно-прикладном искусстве, скульптуре и театральном искусстве).
С 1896 года был женат на известной певице Надежде Забеле, портреты которой неоднократно писал.
Нина Дмитриева сравнивала творческую биографию Врубеля с драмой в трёх актах с прологом и эпилогом, причём переход к новому этапу каждый раз совершался резко и неожиданно. Под «прологом» подразумеваются ранние годы учения и выбора призвания. Акт первый — 1880-е годы, пребывание в Академии художеств и переезд в Киев, занятия византийским искусством и церковной живописью. Акт второй — московский период, начатый в 1890 году «Демоном сидящим» и завершившийся в 1902 году «Демоном поверженным» и госпитализацией художника. Акт третий: 1903—1906 годы, связанные с душевной болезнью, постепенно подтачивавшей физические и интеллектуальные силы живописца. Последние четыре года, ослепнув, Врубель жил уже только физически.
В 1880—1890-е годы творческие искания Врубеля не находили поддержки Академии художеств и критиков искусства, однако его постоянным заказчиком сделался Савва Мамонтов. «Своим» сделали Врубеля художники и критики, объединившиеся позднее вокруг журнала «Мир искусства», его работы стали постоянно выставлять на экспозициях мирискусников и дягилевских ретроспективах, и в начале XX века живопись Врубеля стала органической частью русского модерна. «За известность на художественном поприще» 28 ноября 1905 года ему было присуждено звание академика живописи — как раз к моменту полного прекращения художественной активности.

## Становление

### Происхождение. Детство и отрочество

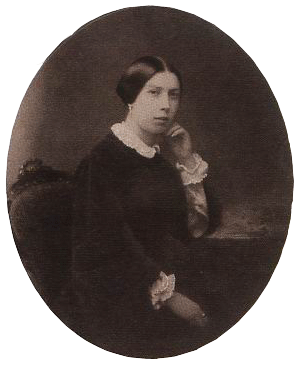
Анна Григорьевна Басаргина-Врубель

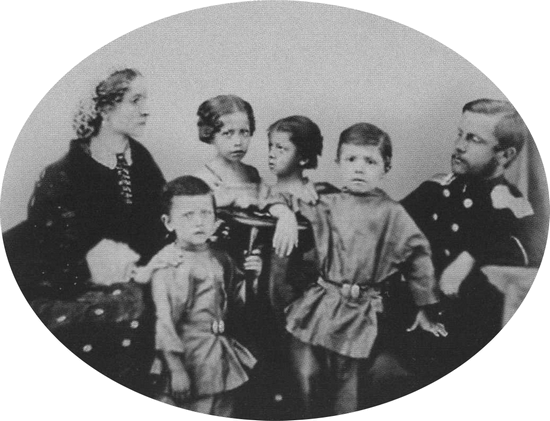
Семейство Врубелей в 1863 году. Слева — Елизавета Христиановна Вессель-Врубель

Учебный корпус, ул. Университетская 59, Саратов

Из российского дворянского рода польского происхождения (фамилия образована от пол. wróbel — воробей). Прадед художника — Антон Антонович Врубель — был родом из Белостока и служил в родном городе судьёй. Его сын — Михаил Антонович (1799—1859) — стал профессиональным военным, генерал-майор в отставке; дважды был женат и имел 3 сыновей и 4 дочерей. Последние десять лет своей жизни он служил наказным атаманом Астраханского казачьего войска. В это время астраханским губернатором был известный картограф, адмирал Г. Г. Басаргин. На его дочери Анне и женился второй сын М. А. Врубеля от первого брака, Александр Михайлович — будущий отец художника. Он окончил кадетский корпус, служил в Тенгинском пехотном полку, участвовал в Кавказской кампании и в Крымской войне. В 1855 году у них родилась дочь — Анна Александровна (1855—1928), а всего в семье было четверо детей, почти погодков.
Михаил Александрович Врубель родился 17 марта 1856 года в Омске, где тогда служил его отец (он занимал должность старшего штабного адъютанта Отдельного Сибирского корпуса). Там же родились его младшие брат и сестра — Екатерина и Александр, не дожившие до отроческих лет. Частые роды и климат Омска привели к преждевременной смерти матери от чахотки в 1859 году, когда Михаилу было три года. Судя по позднейшим свидетельствам, он запомнил, как больная мать лёжа в постели вырезала детям «человечков, лошадей и различные фантастические фигуры» из бумаги. Михаил был слабым от рождения ребёнком, только в три года он начал ходить.
Детство Анны и Михаила Врубелей проходило в переездах по местам служебного назначения отца: в 1859 году вдовца перевели обратно в Астрахань (где ему могли помогать родственники), в 1860 году назначили в Харьков. Там маленький Миша быстро научился читать и увлекался книжными иллюстрациями, особенно в журнале «Живописное обозрение». В 1863 году А. М. Врубель женился во второй раз на петербурженке Е. Х. Вессель, которая полностью посвятила себя детям своего мужа (первый собственный ребёнок родился у неё в 1867 году). В 1865 году семья переехала в Саратов, где подполковник Врубель принял командование губернским гарнизоном. Семья жила в казармах губернского батальона по адресу: ул. Университетская 59, Саратов.
Вессели принадлежали к интеллигенции, сестра Елизаветы Христиановны — Александра — окончила Петербургскую консерваторию и очень много сделала для приобщения племянника к миру музыки. Елизавета Христиановна всерьёз занялась здоровьем Михаила, и хотя он впоследствии с иронией вспоминал «диеты сырого мяса и рыбьих жиров», нет сомнения, что будущей своей физической силой он обязан режиму, установленному мачехой. Воспитанием детей занимался также дядя — профессиональный педагог Николай Христианович Вессель, увлечённый внедрением развивающих игр, домашних представлений. Несмотря на прекрасные отношения между всеми родственниками, Анна и Михаил держались несколько особняком, подчас сквозил и холодок в отношении к мачехе, которой они дали ироническое прозвище «Мадринька — перл матерей», и явно выражали желание начать самостоятельную жизнь вне дома, что огорчало отца. К десятилетнему возрасту у Михаила проявлялись артистические способности, в том числе к рисованию, но театр и музыка занимали в его жизни не меньше места. По выражению Н. А. Дмитриевой, «мальчик был как мальчик, даровитый, но скорее обещающий разностороннего дилетанта, чем одержимого художника, которым потом стал».
Для углублённых занятий живописью отец пригласил Михаилу учителя Саратовской гимназии — А. С. Година. Тогда же в Саратов привезли копию фрески Микеланджело «Страшный суд», которая произвела на Михаила такое впечатление, что, по воспоминаниям сестры, он воспроизвёл её по памяти во всех характерных подробностях.

### Гимназические годы

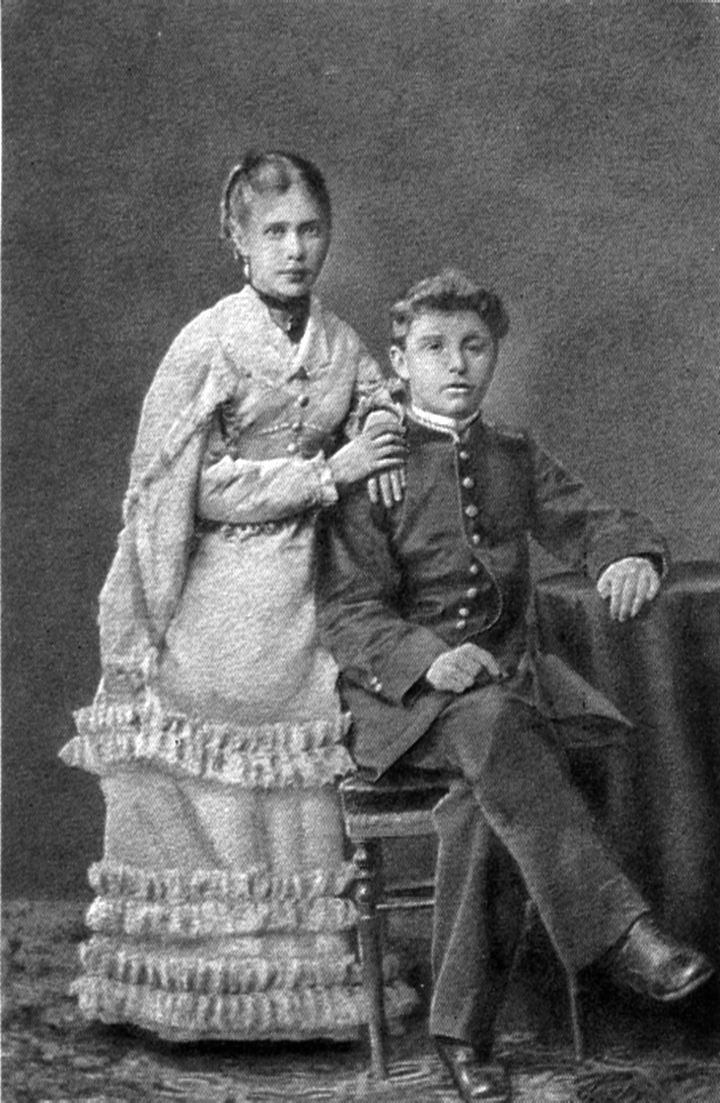
М. Врубель с сестрой Анной. Гимназическая фотография 1870-х годов

В гимназию Михаил Врубель поступил в Петербурге (отец тогда стал слушателем Военно-юридической академии) — это была Пятая городская гимназия, в которой постоянно модернизировали методики преподавания, особое внимание уделяли древним языкам, литературному развитию старшеклассников, были введены уроки танцев и гимнастики. Рисованием он занимался в школе при Обществе поощрения художников. При этом больше всего его занимало естествознание, которым его увлёк в Саратове учитель Н. А. Песков — политический ссыльный. Проведя три года в столице, в 1870 году семья отправилась в Одессу, куда А. М. Врубель был назначен на должность гарнизонного судьи.
В Одессе Михаил стал учиться в Ришельевской гимназии. От этого периода сохранилось несколько писем сестре (в Петербург; она уехала получать педагогическое образование), первое из которых датировано октябрём 1872 года. Письма велики по объёму, написаны лёгким слогом, в них много французских и латинских цитат. Упоминаются там и живописные работы: Михаил написал маслом с фотографии портрет младшего брата Саши (умершего в 1869 году) и портрет сестры, украшавший кабинет отца. Однако по сравнению с прочим кругом интересов, занятия живописью представлены крайне лапидарно. Врубель учился легко и шёл в классе первым, преуспевая в литературе и языках, увлекался историей, любил читать сестре на каникулах римских классиков на языке оригинала со своим переводом. Даже досуг гимназиста был посвящён любимым занятиям: в одном из писем он сетовал, что хотел на каникулах прочитать в оригинале «Фауста» и сделать по учебнику 50 английских уроков, но вместо этого копировал маслом «Закат на море» Айвазовского. Театр в те времена увлекал его больше, чем живопись, о «Передвижной художественной выставке», прибывшей в Одессу, Михаил Врубель упоминал едва ли не односложно на фоне подробных описаний гастролей столичной оперной труппы.

### Университет

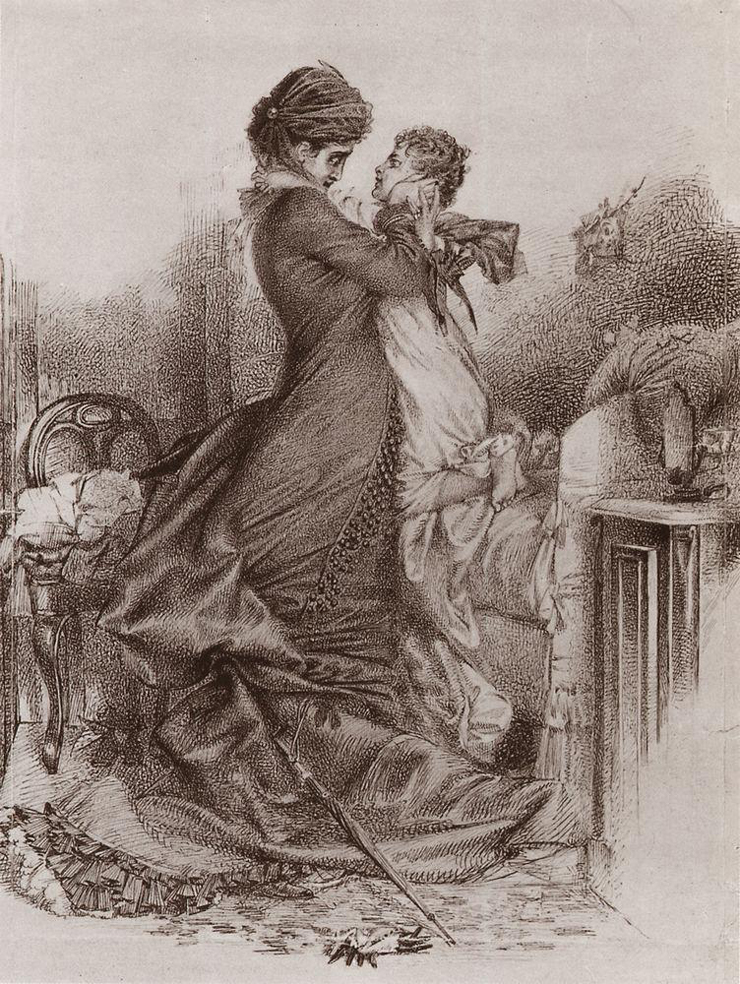
Свидание Анны Карениной с сыном. 1878. Коричневая бумага, тушь, сепия. Государственная Третьяковская галерея, Москва

После окончания гимназии с золотой медалью ни сам Врубель, ни его родители не помышляли о карьере художника. Было решено отправить его в Петербургский университет, расходы на проживание и пропитание брал на себя Н. Х. Вессель, на квартире которого Михаилу предстояло жить. Решение поступать именно на юридический факультет по-разному оценивалось биографами, например, А. Бенуа, учившийся там же, полагал, что сказывались и семейная традиция, и попросту «так полагалось» в их социальном окружении. В 1876 году Врубель остался на втором курсе ещё на один год, аргументируя это в письме отцу необходимостью упрочить познания и повысить оценки. В результате, проучившись на год больше положенного срока, М. Врубель не защитил заключительную конкурсную работу и окончил университет в звании действительного студента. Отчасти сказывался и богемный образ жизни, который он вёл с попустительства дяди. Однако в студенческие годы Врубель систематически и глубоко занимался философией и увлёкся теорией эстетики Канта, хотя собственно художественным творчеством занимался мало. В университетские годы он делал иллюстрации к литературным произведениям — классическим и современным. По определению Н. А. Дмитриевой — «в целом… творчество Врубеля насквозь „литературно“: у него редки произведения, не имеющие литературного или театрального источника». Из сохранившихся графических работ того периода чаще всего воспроизводится композиция «Свидание Анны Карениной с сыном». По определению В. М. Домитеевой, это ещё «доврубелевский этап» в творчестве Врубеля; работа больше всего напоминает журнальные иллюстрации того времени: «донельзя романтично, даже мелодраматично, и весьма тщательно отделано».
Активное участие в театральной жизни (Врубель был знаком с М. Мусоргским, бывавшим в доме Весселя) требовало немалых расходов, поэтому Врубель регулярно зарабатывал репетиторством и гувернёрством. Благодаря этой работе в середине 1875 года он смог впервые посетить Европу, побывав вместе со своим воспитанником во Франции, Швейцарии и Германии. Лето 1875 года он провёл в имении Починок Смоленской губернии в семействе сенатора Бера (Юлия Михайловна Бер была племянницей М. И. Глинки). Далее, благодаря превосходному знанию латыни, Врубель почти на половину десятилетия обосновался в семействе сахарозаводчиков Папмелей, став репетитором собственного сокурсника по университету. По воспоминаниям А. И. Иванова:

У Папмелей Врубель жил, как родной: зимою ездил с ними в оперу, летом переселялся со всеми на дачу в Петергоф. Папмели ни в чём себе не отказывали, и всё у них было не похоже на строгий и скромный уклад в семье самого Врубеля; дом был полной чашей, даже в излишне буквальном смысле, и именно у Папмелей обнаружилась во Врубеле впервые склонность к вину, в котором здесь никогда не было недостатка.
Именно семья Папмелей, склонная к эстетству и богемной жизни, стала поощрять художественные занятия Врубеля и его дендизм. В одном из писем 1879 года он сообщал, что возобновил знакомство с Эмилием Вилье, который ещё в Одессе всячески покровительствовал его изобразительным опытам, а потом сблизился со студентами Академии художеств — учениками П. П. Чистякова. Он вновь стал посещать академические вечерние классы, куда свободно допускались любители, и оттачивать пластические навыки. Результатом стал коренной жизненный перелом, совершённый в 24-летнем возрасте: окончив университет и отбыв краткую воинскую повинность, Врубель поступил в Академию художеств.

## 1880-е годы

### Академия художеств

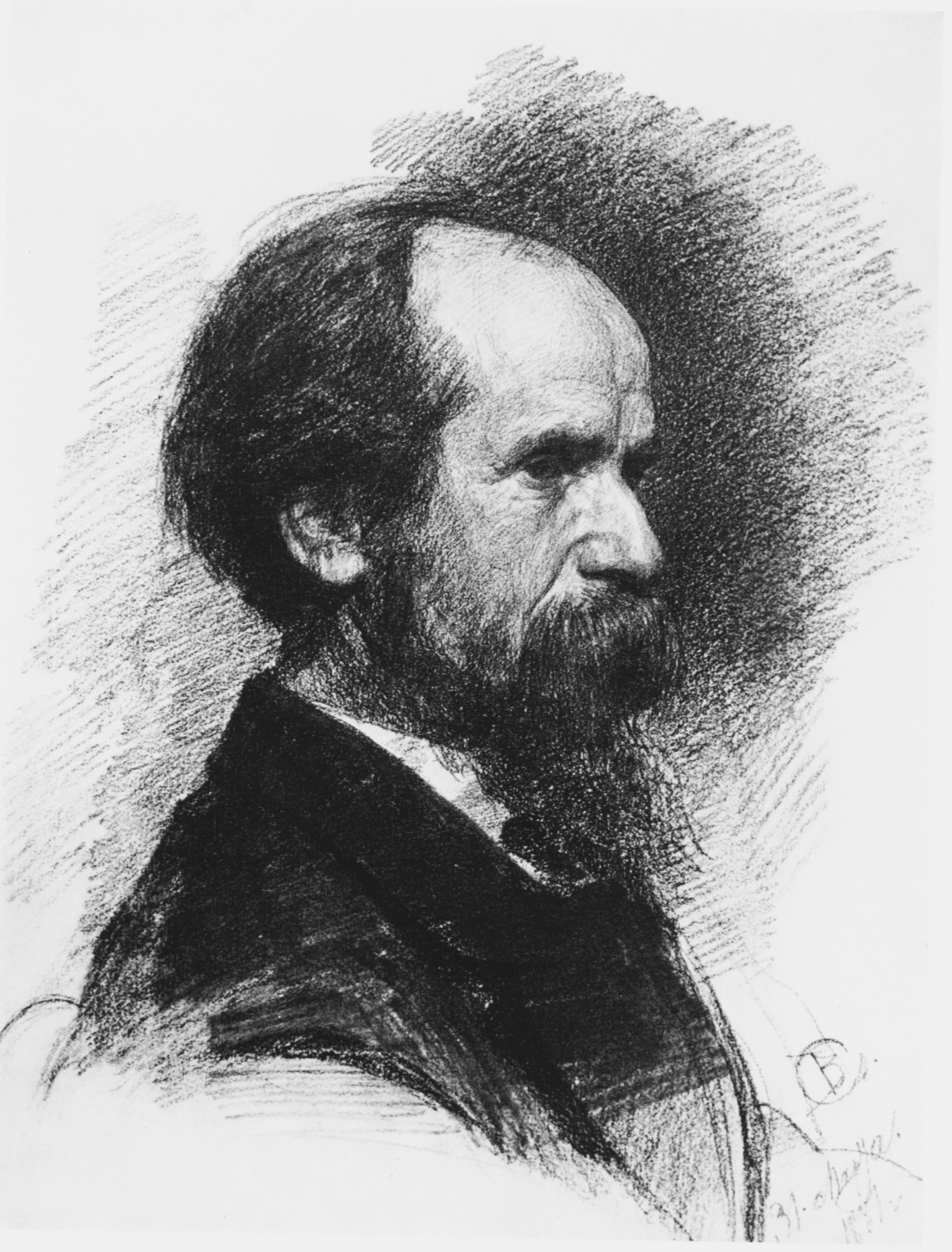
В. А. Серов. Портрет П. П. Чистякова. 1881. Бумага, итальянский карандаш. Государственная Третьяковская галерея, Москва

По мнению В. Домитеевой, окончательное решение Врубеля поступать в Академию художеств было результатом его штудий в области кантианской эстетики. Его младший коллега и почитатель Степан Яремич полагал, что Врубель извлёк из философии Канта «ясность расчленения жизни физической от жизни моральной», что с течением времени привело к разделению этих сфер в реальной жизни. Михаил Александрович демонстрировал «мягкость, уступчивость, застенчивость в житейских мелочах дня и железное упорство в деле общего высшего направления жизни». Однако это лишь внешняя сторона: Врубель в возрасте 24 лет несомненно ощущал себя гением, а в теории эстетики Канта категория гениев с их особой миссией — работы в сфере между природой и свободой — признавалась только в области искусства. Для одарённого молодого человека это было ясной долгосрочной программой.
С осени 1880 года Врубель стал вольнослушателем Академии и, по-видимому, сразу стал частным образом заниматься в мастерской Павла Чистякова, регулярные занятия с ним, однако, документируются с 1882 года. Сам художник утверждал, что провёл у Чистякова четыре года в обучении. В автобиографии, датированной 1901 годом, художник характеризовал годы в Академии благодаря Чистякову «как самые светлые в своей художественной жизни». Это не противоречит тому, что он писал сестре в 1883 году (возобновив переписку, оборвавшуюся на 6 лет):

Когда я начал занятия у Чистякова, мне страсть понравились основные его положения, потому что они были не что иное, как формула моего живого отношения к природе, какое мне вложено.
Учениками Чистякова были очень разные художники: Илья Репин, Василий Суриков, Василий Поленов, Виктор Васнецов и Валентин Серов.

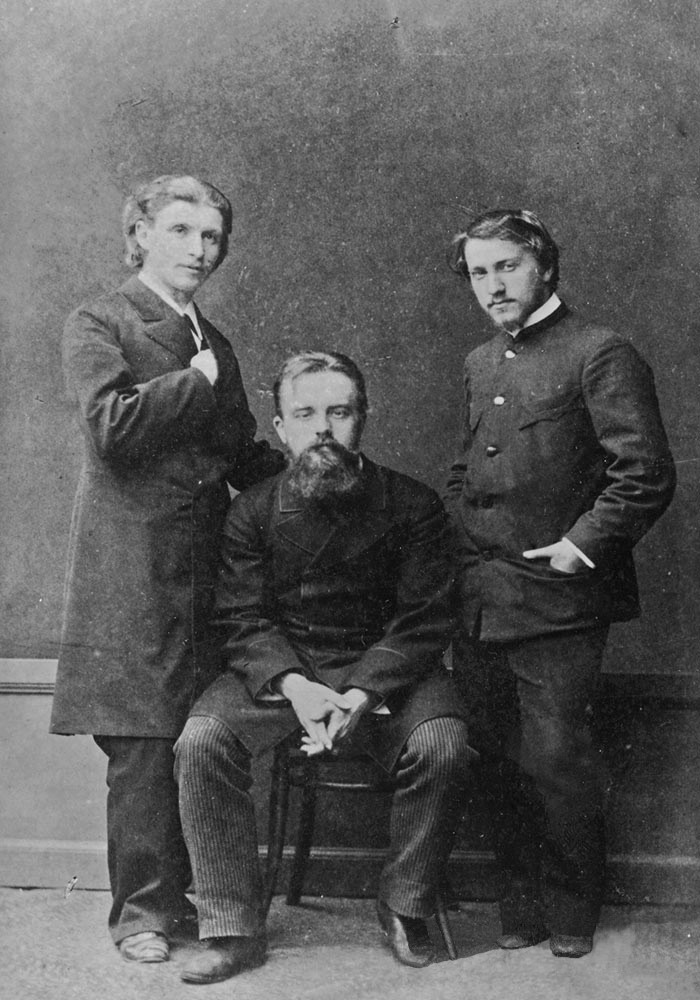
М. А. Врубель, В. Д. Дервиз, В. А. Серов. Около 1884 года.

Все они — так же, как и Врубель — признавали его единственным своим учителем, почитая до конца своих дней. Это было непонятно следующему поколению художников, крайне скептически относившихся к академической системе выучки. Метод Чистякова отталкивался от классического академизма, но был сугубо индивидуальным: Павел Петрович внушал «священные понятия» о работе над пластической формой, но учил и сознательному рисованию, структурному анализу формы. Рисунок, по Чистякову, надлежало строить разбивкой на мелкие планы, передаваемые плоскостями; стыки плоскостей образуют грани объёма с его впадинами и выпуклостями. Обрисованность, «кристаллообразная» техника Врубеля, таким образом, были полностью усвоены им у учителя.

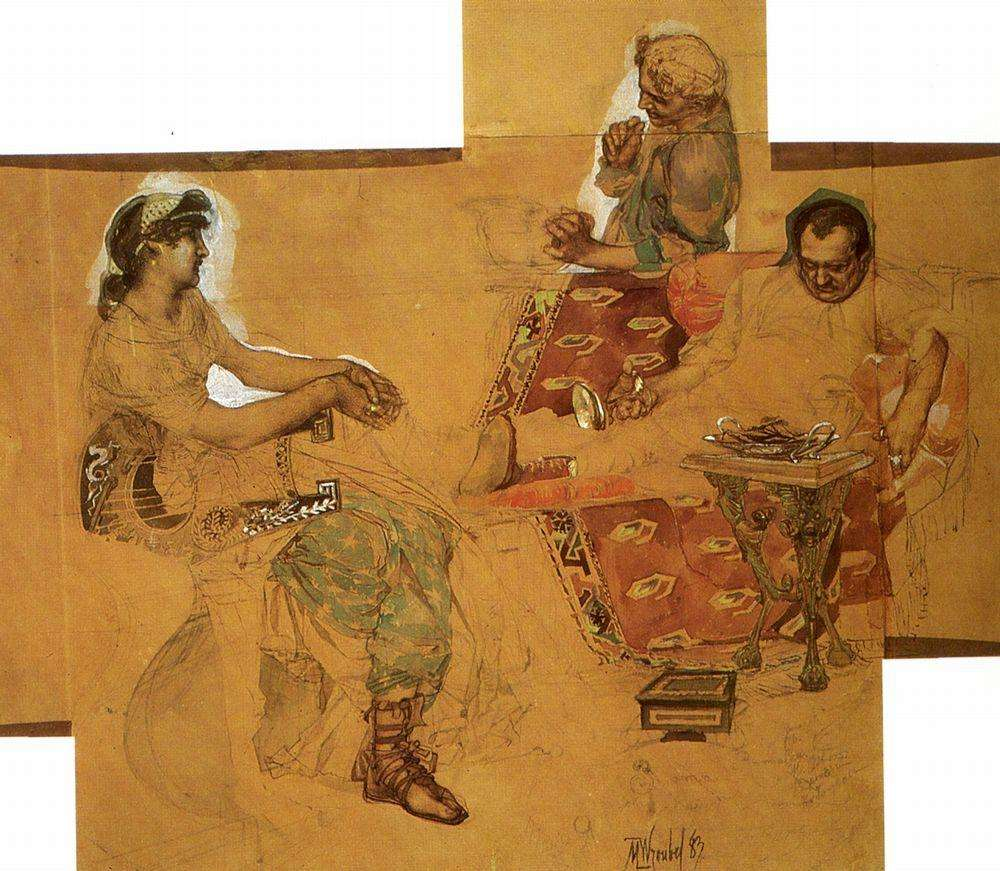
Пирующие римляне. 1883. Бумага, акварель, белила. Государственный Русский музей, Санкт-Петербург

Важным для Врубеля в Академии оказалось знакомство с Валентином Серовым. Невзирая на десятилетнюю разницу в возрасте, их связывало многое, в том числе на самом глубинном уровне. За годы, проведённые в мастерской Чистякова, резко поменялись мотивы поведения Врубеля: декоративный дендизм уступил место аскезе, о чём он с гордостью писал сестре. С 1882 года, перейдя в натурный класс, Михаил Александрович совмещал занятия у Чистякова с утренними акварельными штудиями в мастерской И. Репина, с которым они довольно быстро вступили в конфликт из-за впечатлений от полотна «Крестный ход в Курской губернии». Врубель в письме к сестре Анне раздражённо писал, что это «надувательство публики», заключающееся в том, чтобы «пользуясь её невежеством, красть то специальное наслаждение, которое отличает душевное состояние перед произведением искусства от состояния перед развёрнутым печатным листом». В этом явно проявлялось влияние П. Чистякова, который полагал, что подчинение техники искусства идее — коренное духовное свойство русского творчества.

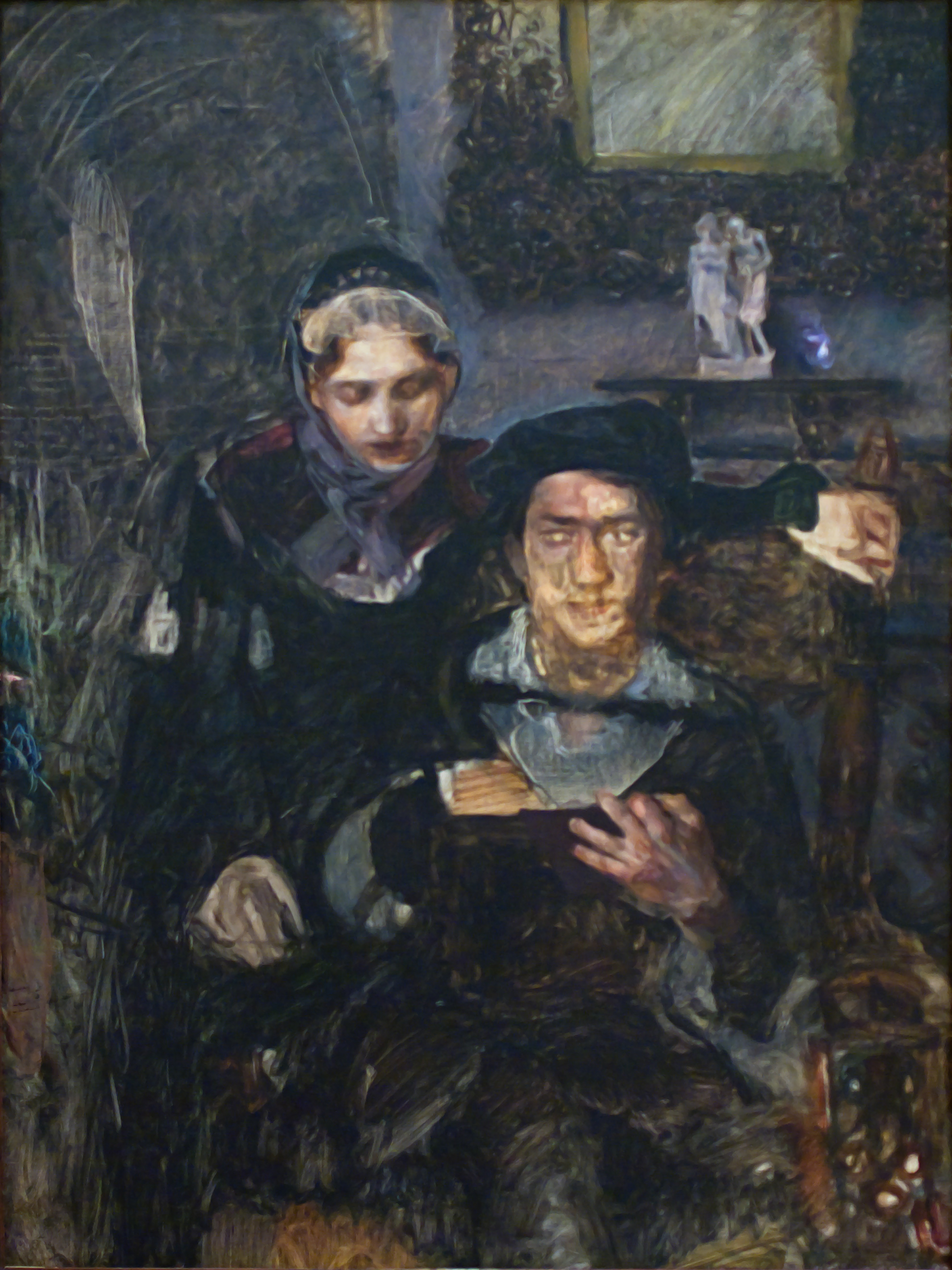
Гамлет и Офелия. Второй вариант. 1884. Для Гамлета позировал В. Серов, для Офелии — М. Симонович. Холст, масло. Государственный Русский музей, Санкт-Петербург

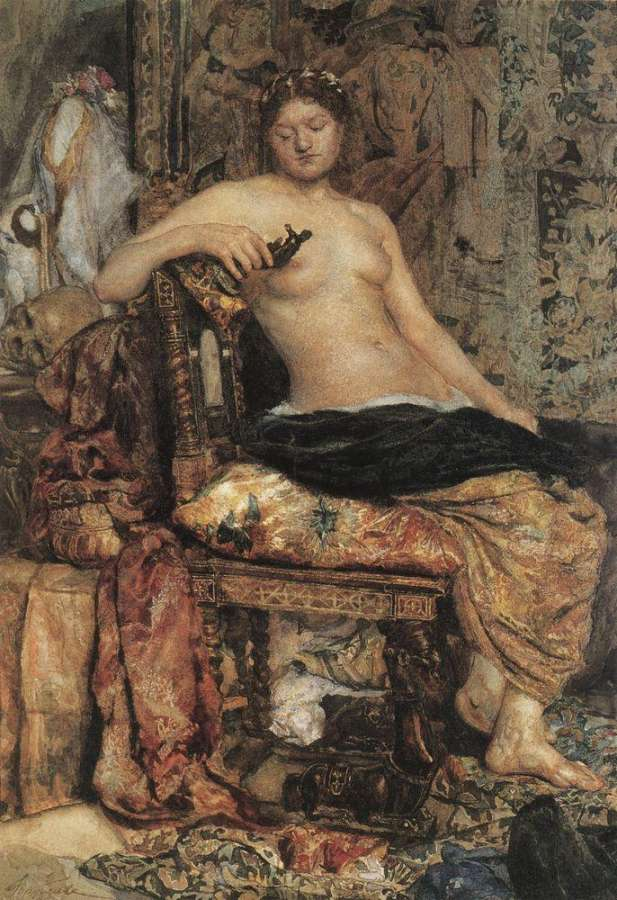
Натурщица в обстановке Ренессанса. 1882. Бумага, акварель, лак. Национальный музей русского искусства, Киев

Один из ярких примеров академической работы Врубеля — набросок «Пирующие римляне». Эта работа резко контрастирует с канонами академизма, несмотря на соблюдение всех формальных признаков, включая античную тему. Однако у композиции отсутствует единый центр, ракурсы причудливы, совершенно неясен сюжет. Нина Дмитриева писала: «Эта ранняя академическая работа — одна из самых „колдовских“ у Врубеля. Она не окончена, но в неоконченности как будто и кроется её очарование, — в том, что одни части завершены в объёмном и светотеневом решении и кажутся тяжёлыми рядом с другими, которые намечены лёгкими тонкими линиями и выглядят бесплотными. Местами рисунок подцвечен, местами — нет, филигранно нарисованный узор кифары соседствует с бегло набросанными очертаниями кресла. Вся сцена словно подёрнута дымкой, сквозь которую некоторые фрагменты выступают явственно и телесно, другие — призрачно, исчезающе».
Между тем, «Пирующие римляне» были итогом почти двухлетней мучительной работы над сюжетом и формой конкурсной картины, известной из переписки художника с сестрой. Замысленный сюжет был прост: возле заснувшего патриция перемигиваются виночерпий и юный кифаред. Ракурс был прихотлив: откуда-то с балкона или верхнего окна. Предполагалось сумрачное освещение «после заката солнца, без рефлексов» ради силуэтных эффектов. Окончательным намерением Врубеля было «некоторое сходство с Альмою Тадема». Акварельный эскиз разрастался подклейками и вызвал даже бурный восторг Репина. Однако художник интуитивно почувствовал предел зыбких форм и бросил неоконченную акварель, отказавшись от написания исторической картины.
Врубель не оставил идеи соединить свои творческие искания с заработком: благодаря Папмелям он получил заказ от промышленника Леопольда Кёнига, в условиях которого сюжет и техника оставались на усмотрение художника. Гонорар должен был составить 200 рублей. Михаил Александрович решил также участвовать в соискании премии Общества поощрения художеств и остановился на теме «Гамлет и Офелия» в стиле рафаэлевского реализма. Сохранились автопортретные штудии для образа Гамлета и акварели для общей композиции, в которой принц Датский представлен художником. Это также не привело ни к какому результату, что также накладывалось на крайне сложные отношения с отцом. Потерпев фиаско и с «Гамлетом», Врубель поддался уговорам друзей писать натурщицу, для чего усадили опытную модель Агафью в то же кресло, которые служило для «Гамлета», а студент В. Дервиз доставил из родительского дома флорентийский бархат, венецианскую парчу и прочие предметы эпохи Ренессанса. Результатом стала удачная работа «Натурщица в обстановке Ренессанса» с характерной для собственного стиля Врубеля «чеканкой» живописи, гранящей её форму до тончайших изгибов. Под впечатлением от «Натурщицы» Михаил Александрович вернулся к «Гамлету» — уже маслом на холсте, для которого теперь позировал В. Серов. Художник процарапал по сырой краске черенком кисти в углу следующую надпись, позволяющую судить о творческом замысле:

Сознание 1) Бесконечного. Перепутанность понятий о зависимости человека 2) Жизни. Бесконечное и догмат, бесконечное и наука… первобытного… бесконечное и догмат в союзе с сознанием жизни, покуда нравственность зиждется на…
Расшифровки этого послания многообразны, но большинство критиков согласны с тем, что завершением последних слов должен был стать категорический императив. Иными словами, художник Гамлет не в состоянии примирить чувства с интуитивным ощущением Абсолюта — «бесконечным» — и догматом, не суть важно — научным или религиозным.
Михаилу Врубелю так и не удалось официально окончить Академии, несмотря на сопутствовавший ему формальный успех: композиция «Обручение Марии с Иосифом» удостоилась весной 1883 года второй серебряной медали Академии. Осенью 1883 года профессор Адриан Прахов по рекомендации Чистякова пригласил Врубеля в Киев для работы над реставрацией Кирилловской церкви XII века. Предложение было лестным и сулило хороший заработок, художник согласился ехать после окончания учебного года.

### Киев

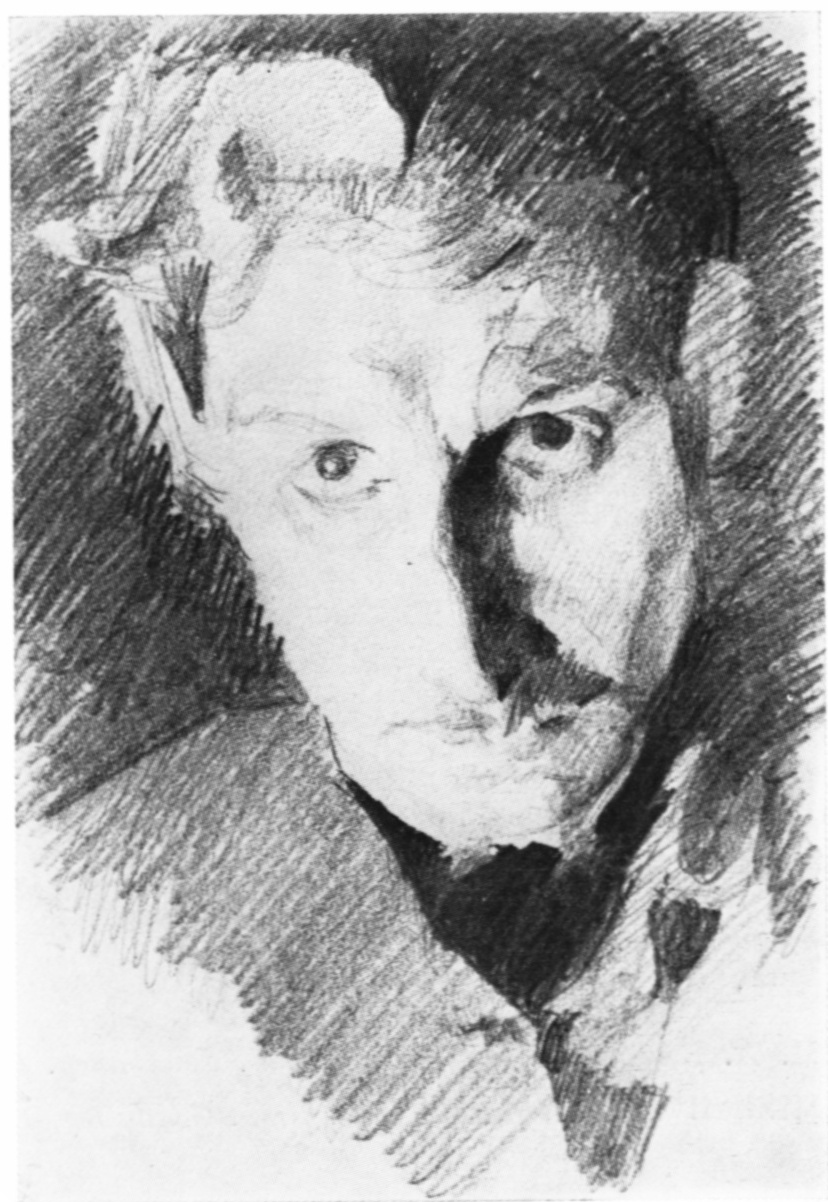
Автопортрет. Ок. 1885. Бумага, карандаш. Национальный музей русского искусства, Киев

Киевские работы Врубеля оказались важным этапом в его художественной биографии: он впервые смог завершить весьма монументальный замысел и при этом обратиться к первоосновам русского искусства. Общий объём работ, выполненных им за пять лет, грандиозен: самостоятельная роспись в Кирилловской церкви и иконы для неё, прорисовка там же ста пятидесяти фигур для реставрационных подмалёвков и реставрация фигуры ангела в куполе Софийского собора. По словам Н. А. Дмитриевой:

Такое «соавторство» с мастерами XII века было неведомо никому из больших художников XIX века. Шли только 1880-е годы, только начинались первые поиски национальной старины, которая никого ещё, кроме специалистов, не интересовала, да и специалистов занимала с точки зрения более исторической, чем художественной. <…> Врубель в Киеве первым перекидывал мост от археологических изысканий и реставраций к живому современному творчеству. При этом не помышлял о стилизации. Он просто чувствовал себя соучастником истового труда старинных мастеров и старался быть их достойным.
А. В. Прахов пригласил Врубеля практически случайно: ему требовался квалифицированный для церковных работ живописец с академической выучкой, но при этом недостаточно известный, чтобы обременять сметы работ его гонораром. Судя по письмам родным, контракт с Праховым изначально был рассчитан на написание четырёх икон в срок 76 дней с оплатой в 300 рублей за каждые 24 дня работы.
Своё явление в Киев Михаил Александрович обставил в присущем только ему стиле. По воспоминаниям Л. Ковальского, бывшего в 1884 году студентом киевской рисовальной школы и встречавшего столичного художника во время натурных этюдов:

…На фоне примитивных холмов Кирилловского за моей спиной стоял белокурый, почти белый блондин, молодой, с очень характерной головой, маленькие усики тоже почти белые. Невысокого роста, очень пропорционального сложения, одет… вот это-то в то время и могло меня более всего поразить… весь в чёрный бархатный костюм, в чулках, коротких панталонах и штиблетах. <…> В общем, это был молодой венецианец с картины Тинторетто или Тициана, но это я узнал много лет спустя, когда был в Венеции.

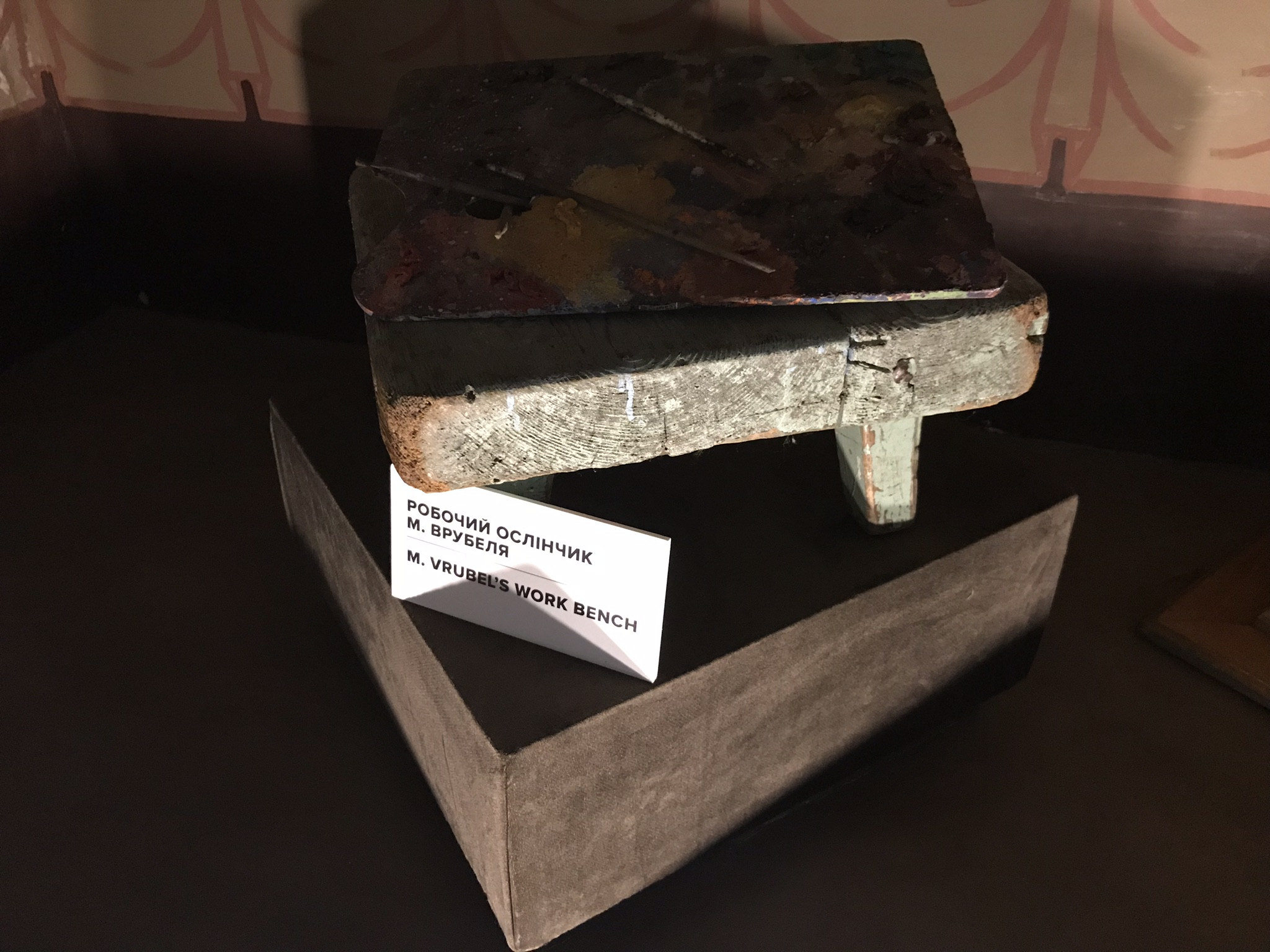
Рабочий стульчик Михаила Врубеля в Кирилловской церкви, Киев

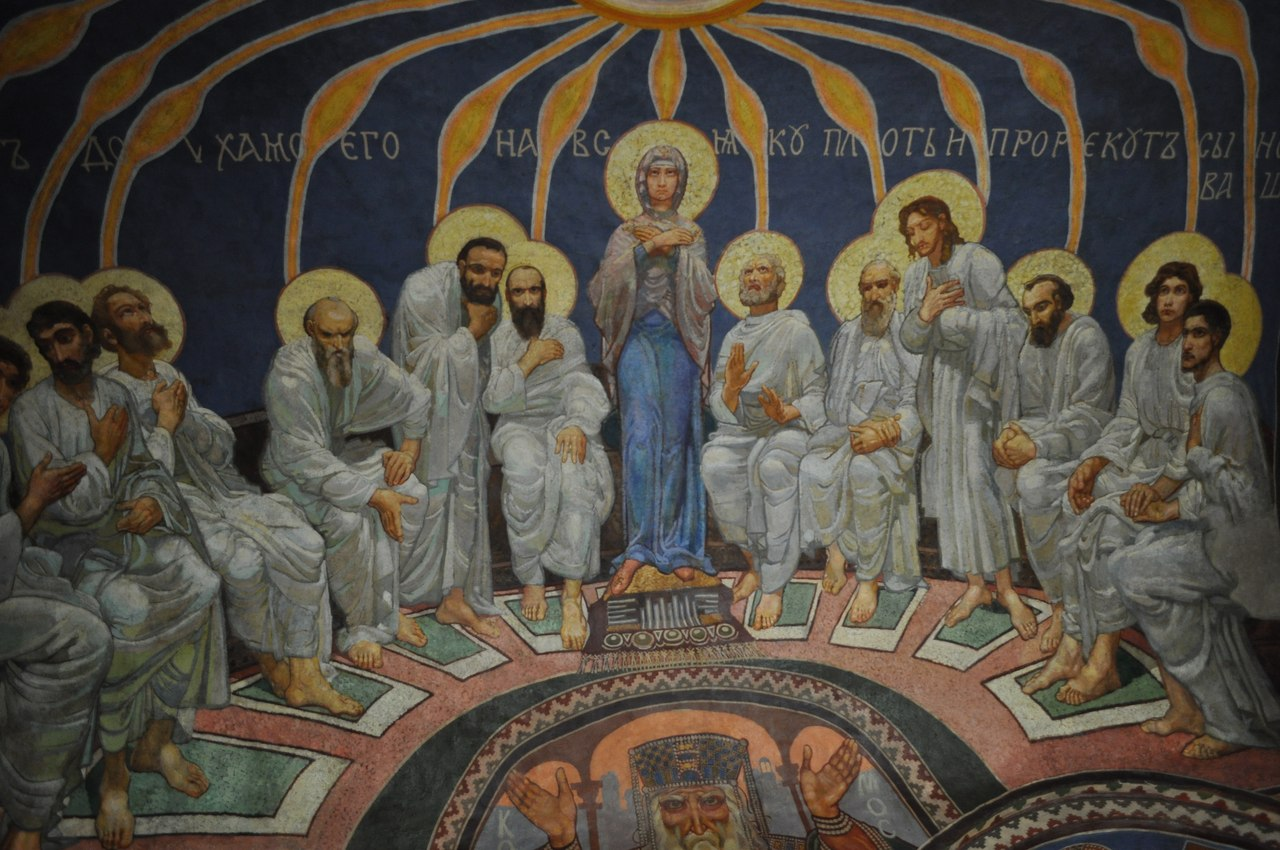
Сошествие Святого Духа на апостолов. 1884. Масло. Кирилловская церковь, Киев

Одной из самых характерных композиций Врубеля для Кирилловской церкви стала роспись маслом по гипсовому грунту (в отличие от традиционной фрески) на хорах «Сошествие Святого Духа на апостолов», которая сочетает в себе точно уловленные черты византийского искусства и портретные искания молодого Врубеля. Фигуры двенадцати апостолов расположены полукругом в коробовом своде хор, в центре — стоящая Богоматерь. Фон синий, золотые лучи нисходят на апостолов из круга с изображением голубя. Образ матери Спасителя писался с гостьи дома Праховых, фельдшерицы М. Ф. Ершовой (она вышла замуж за одного из художников — участников реставрации), второй апостол от левой руки Богородицы — протоиерей Пётр (Лебединцев), преподававший в Ришельевской гимназии; вторым от правой руки изображён киевский археолог В. И. Гошкевич, третьим — настоятель Кирилловского прихода Пётр (Орловский), который, собственно, и обнаружил остатки древних росписей и заинтересовал ими Русское археологическое общество. Четвёртый апостол, молитвенно сложивший ладони, — сам А. В. Прахов. Помимо «Сошествия», Врубель написал «Вход Господень в Иерусалим» и «Оплакивание». «Сошествие» писалось прямо на стене, без картонов и даже без предварительных эскизов, лишь отдельные детали могли уточняться на небольших листах бумаги. Схема росписи — полукруг апостолов, чьи нимбы соединены с эмблемой Святого Духа подобием связки, — византийского происхождения, и заимствована из чеканного складня одного из тифлисских монастырей.

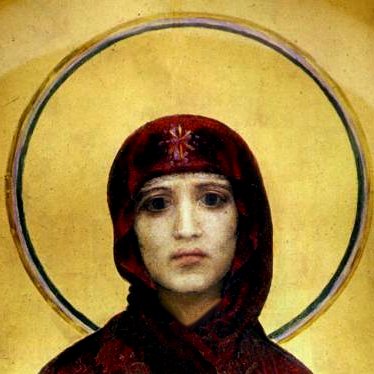
Богоматерь с Младенцем. 1885. Цинк, масло, золочение. Деталь росписи Кирилловской церкви в Киеве

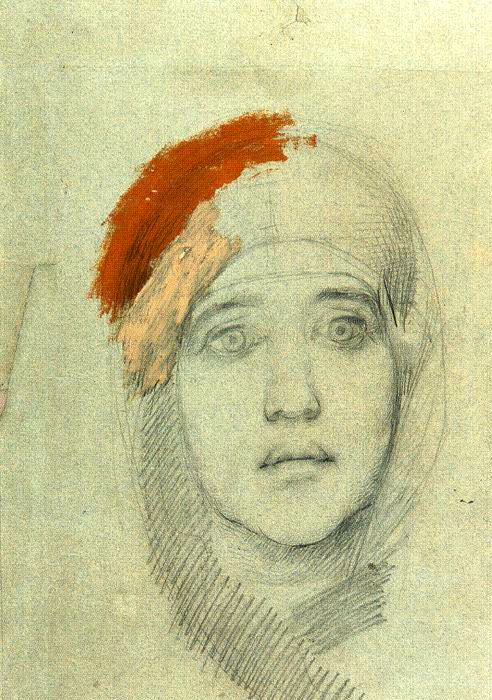
Голова Э. Л. Праховой. 1884. Бумага, итальянский карандаш. Государственная Третьяковская галерея, Москва

По воспоминаниям, Врубель киевской весной 1884 года переживал бурную влюблённость в жену покровителя — Э. Л. Прахову. Её лицо изображено на иконе «Богоматерь с младенцем», сохранились и многочисленные наброски. Романа возникнуть не могло, но 27-летний художник сделал Эмилию Львовну объектом некоего романтического культа, который поначалу забавлял А. В. Прахова. После переезда Врубеля на дачу Праховых, однако, его привязанность стала раздражать обоих. Выходом стала командировка художника в Италию — в Равенну и Венецию, для изучения сохранившихся там памятников позднеримского и византийского искусства. В письмах отцу и сестре Анне Врубель сообщал, что заработал за лето (в том числе в Софийском соборе, где написал трёх ангелов в барабане купола) 650 рублей, в то время как Прахов увеличил гонорар за четыре иконы до 1200 рублей. Художник совершенно оставил идею доучиться в Академии художеств и получить официальное удостоверение своей профессии.

### Первое путешествие в Италию

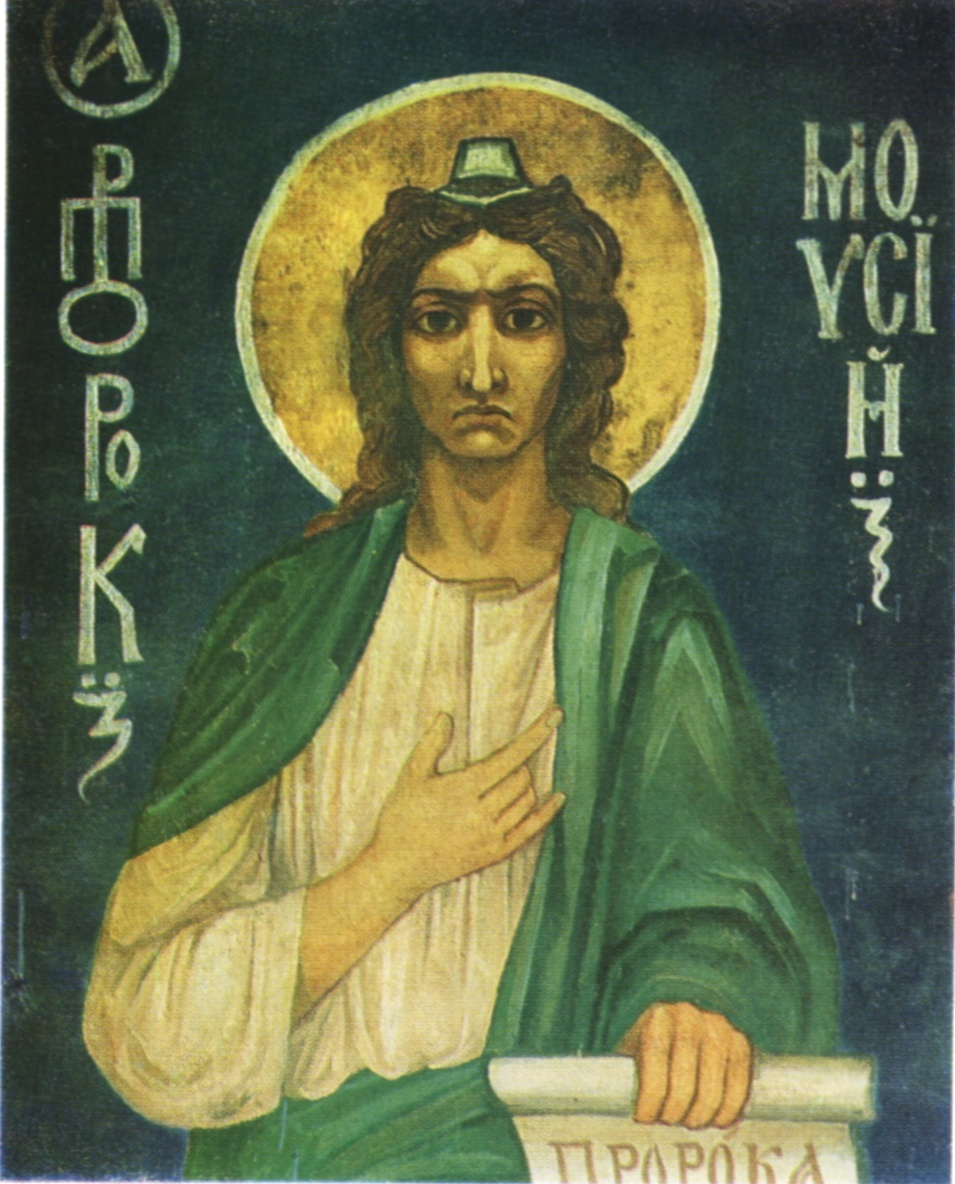
Пророк Моисей. 1884. Масло. Деталь росписи хора Кирилловской церкви в Киеве

В Венецию Врубеля командировали в обществе Самуила Гайдука — молодого украинского художника, который проявил себя, исполняя росписи по эскизам Михаила Александровича. Не обошлось без приключений: по воспоминаниям А. В. Прахова, в Вене при пересадке Врубель «загулял» в обществе петербургского приятеля, а Гайдук, благополучно прибывший в Венецию, прождал его два дня. Жизнь в зимней Венеции была дешева, и художники сняли на двоих одну студию в центре города на виа Сан-Маурицио. Главным объектом их интереса были церкви заброшенного острова Торчелло.
Ход художественной эволюции Врубеля описала Н. А. Дмитриева: «Ни Тициан и Веронезе, ни вообще пышная гедонистическая живописная стихия венецианского чинквеченто его не увлекли. Диапазон его венецианских пристрастий очерчивается определённо: от средневековых мозаик и витражей Сан Марко и церкви св. Марии в Торчелло — до живописцев раннего Ренессанса — Карпаччо, Чима да Конельяно (у которого Врубель находил особенное благородство в фигурах), Джованни Беллини. <…> Если первая встреча с византийско-русской древностью в Киеве обогатила понимание Врубелем пластической формы, то Венеция обогатила палитру, пробудила колористический дар».
Всё перечисленное ярко проявилось в трёх иконах для Кирилловской церкви, написанных в Венеции, — «Св. Кирилле», «Св. Афанасии» и сумрачном по колориту «Христе Спасителе». Привыкнув к интенсивной работе в мастерской Чистякова и в Киеве, Врубель исполнил все четыре больших иконы за полтора месяца и ощущал жажду деятельности и недостаток общения. В Венеции состоялось случайное знакомством с Д. И. Менделеевым, женатым на одной из учениц Чистякова. Обсуждали они проблемы сохранения живописи в условиях повышенной влажности и дискутировали о преимуществе письма маслом по цинку, а не по холсту. Цинковые доски для трёх икон Врубелю доставили из Киева, но художнику долго не удавалось отработать технологию, и краска не держалась на металле. В апреле Михаил Александрович стремился только к одному — вернуться в Россию.

### Киев и Одесса

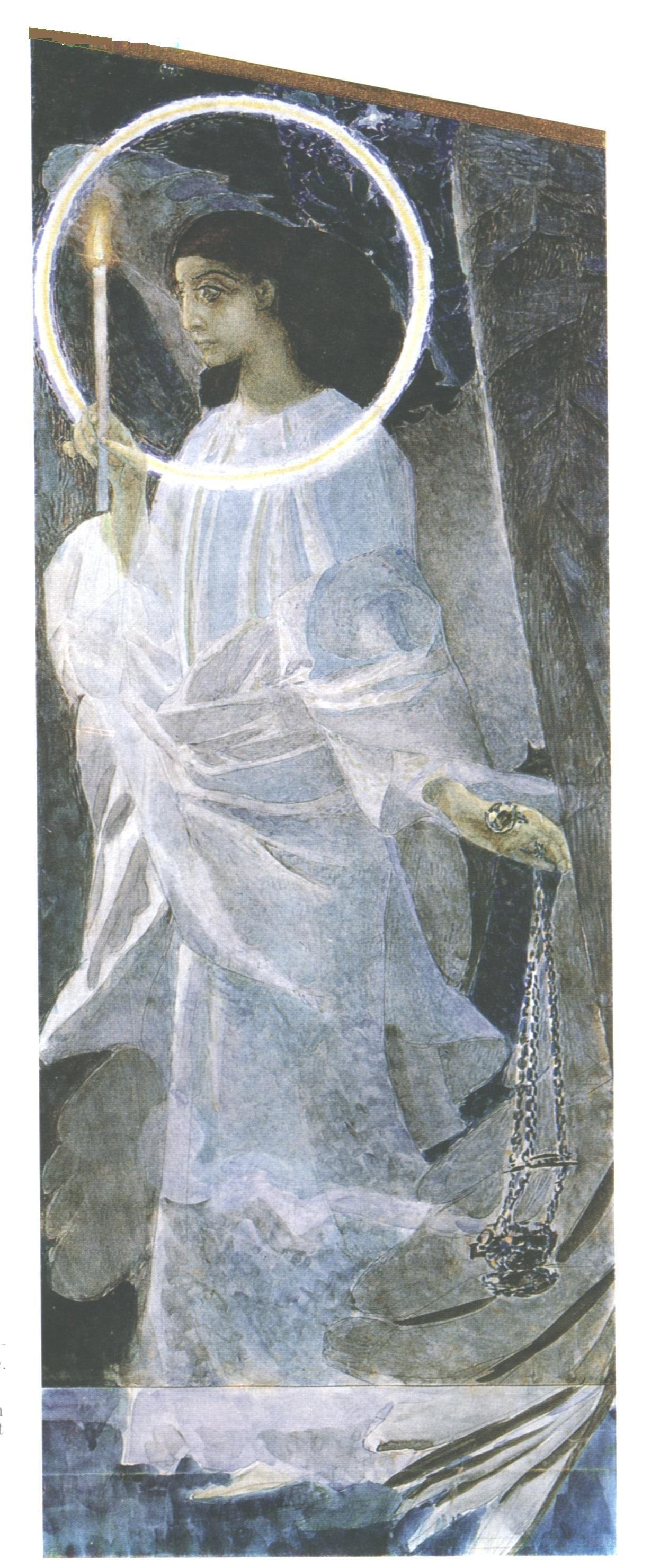
Ангел с кадилом и свечой. 1887. Эскиз росписи Владимирского собора. Бумага, карандаш, акварель. Национальная картинная галерея, Киев

Вернувшись из Венеции, весь май и большую часть июня 1885 года Врубель провёл в Киеве. Ходили слухи, что он немедленно по прибытии сделал предложение Э. Праховой, невзирая на её положение матери семейства, причём, по одной из версий, он объявил о своём намерении жениться на ней даже не самой Эмилии Львовне, а мужу — Адриану Викторовичу. Хотя Михаилу Александровичу не было отказано от дома, по воспоминаниям, А. В. Прахов «определённо его боялся», а Э. Л. Прахова вслух возмущалась врубелевской «инфантильностью». По-видимому, к этому периоду относится инцидент, описанный год спустя подружившимся с Врубелем Константином Коровиным:

Было лето. Жарко. Мы пошли купаться на большой пруд в саду. <…> «Что это у вас на груди белые большие полосы, как шрамы?» — «Да, это шрамы. Я резал себя ножом». <…> «…А всё-таки скажите, Михаил Александрович, что же это такое вы себя резали-то ножом — ведь это должно быть больно. Что это — операция, что ль, как это?» Я посмотрел поближе — да, это были большие белые шрамы, их было много. «Поймёте ли вы, — сказал Михаил Александрович. — Значит, что я любил женщину, она меня не любила — даже любила, но многое мешало её пониманию меня. Я страдал в невозможности объяснить ей это мешающее. Я страдал, но когда резал себя, страдания уменьшались».
В конце июня 1885 года Врубель уехал в Одессу, где возобновил знакомство с Б. Эдуардсом, с которым когда-то посещал рисовальную школу. Эдуардс вместе с К. Костанди пытался в тот период реформировать Одесскую художественную школу и решил привлечь к своим целям и Врубеля. Он поселил живописца в собственном доме и уговаривал остаться в Одессе навсегда. Летом в Одессу прибыл В. Серов, которому Врубель впервые заявил о замысле «Демона». В письмах родным речь шла уже о тетралогии. Получив деньги от отца — чтобы приехать домой (семья тогда жила в Харькове) — М. Врубель вновь уехал в Киев, где и встретил новый, 1886 год.
В Киеве Врубель интенсивно общался с литераторами круга И. Ясинского. Тогда же произошло знакомство с К. Коровиным. Несмотря на интенсивную работу, Михаил Александрович вёл богемный образ жизни, стал завсегдатаем кафешантана «Шато-де-флёр». Это поглощало все его невеликие гонорары, работу ему дал сахарозаводчик И. Н. Терещенко, который сразу же по прибытии в Киев выдал ему 300 рублей в счёт только задуманной картины «Восточная сказка».

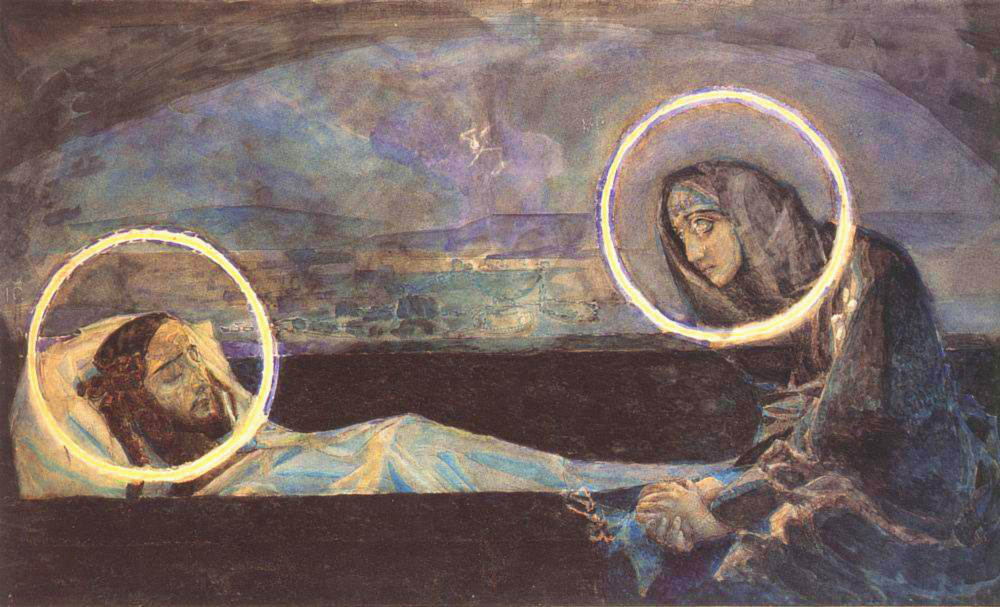
Надгробный плач. Второй вариант. 1887. Бумага, акварель. Национальная картинная галерея, Киев

А. В. Прахов в тот же период организовывал роспись Владимирского собора, к которой планировал привлечь и Врубеля, невзирая на личное к нему отношение. Михаил Александрович, несмотря на небрежное отношение к работе (из-за богемного образа жизни), создал не менее шести вариантов «Надгробного плача» (сохранились четыре). Данный сюжет отсутствует в Евангелиях и не характерен для православной иконописи, но встречается в искусстве итальянского Ренессанса. Однако самостоятельные работы Врубеля были отвергнуты А. В. Праховым, который прекрасно понимал их значение. Оригинальность врубелевского стенописного стиля настолько выделялась на фоне работ его коллег, что разрушила бы и без того относительную целостность ансамбля росписей. Прахов однажды заметил, что для росписей Врубеля надо было бы и храм построить «в совершенно особом стиле».
Помимо заказных работ, Врубель пытался писать «для себя» картину «Моление о чаше» и испытал при этом серьёзный кризис. Сестре он писал:

Рисую и пишу изо всех сил Христа, а между тем, вероятно, оттого, что вдали от семьи, — вся религиозная обрядность, включая и Хр[истово] Воскр[есение], мне даже досадны, до того чужды.

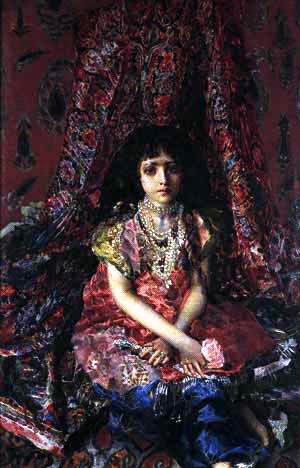
Девочка на фоне персидского ковра. 1886. Холст, масло. Национальный музей русского искусства, Киев

Расписывая киевские церкви, Врубель одновременно обращается к образу Демона. Перенос выработанных при создании священных изображений художественных приёмов на прямо противоположную тему, по П. Ю. Климову, был совершенно логичным и естественным для Михаила Александровича, и свидетельствует о направлении его исканий. В период тяжких душевных борений сына в Киев приехал отец — Александр Михайлович Врубель. Жизнь Михаила ужаснула его: «Ни тёплого одеяла, ни тёплого пальто, ни платья, кроме того, которое на нём… Больно, горько до слёз». Увидел отец и первый вариант «Демона», который вызвал у него отвращение. А. М. Врубель заметил, что едва ли эта картина будет вызывать симпатии и у публики, и у Академии художеств. Художник уничтожил картину, как и многое другое, созданное им в Киеве. Для заработка он начал картину «Восточная сказка», но сумел сделать только акварель. Он пытался подарить её Э. Праховой, разорвал отвергнутую работу, но потом склеил уничтоженный лист. Единственная законченная его картина — портрет дочери владельца ссудной кассы Мани Дахнович — «Девочка на фоне персидского ковра». Н. А. Дмитриева определяла жанр картины как «портрет-фантазия». Картина, впрочем, заказчику не понравилась, и её выкупил И. Н. Терещенко.
Душевный кризис художника проявился в следующей истории: явившись однажды к Прахову, где уже собралась компания художников, занятых в росписи собора, Врубель заявил, что скончался его отец, и ему срочно нужно в Харьков. Художники собрали ему денег на дорогу. На следующий день к Прахову прибыл А. М. Врубель. Прахов объяснил ему внезапный отъезд увлечением Михаила некой певицей-англичанкой из кафешантана. Далее друзья попытались обеспечить Врубелю постоянный заработок. Ему была поручена второстепенная работа во Владимирском соборе — написание орнаментов и «Дней творения» в одном из плафонов по эскизам братьев Сведомских. Он давал также уроки рисования, преподавал в Киевской художественной школе. Все эти приработки были неофициальными, с Врубелем даже не заключали договоры. Н. А. Дмитриева, резюмируя его жизнь в киевский период, писала:

В Киеве он жил на отшибе, получая импульсы только от старинных мастеров. Ему предстояло войти в гущу художественной жизни — современной жизни. Это произошло, когда он переехал в Москву.

## Московский период (1890—1902)

### Переезд в Москву

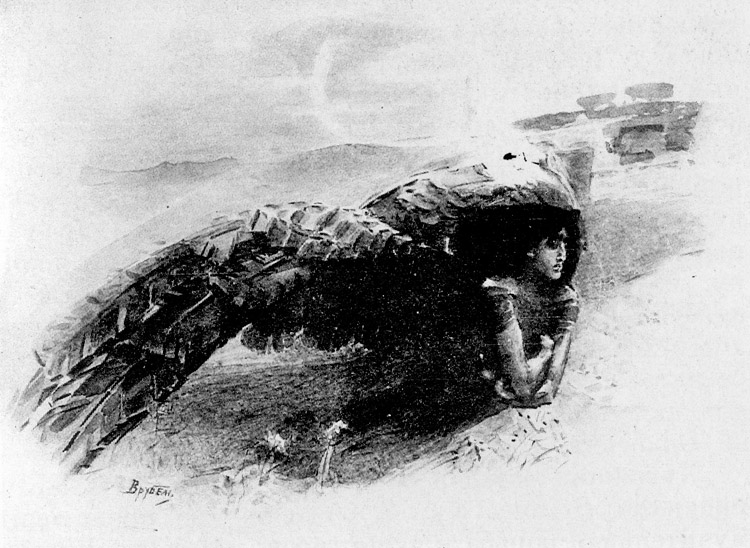
Демон летящий. Иллюстрация к поэме М. Ю. Лермонтова. 1891. Бумага, чёрная акварель. Государственный Русский музей, Санкт-Петербург

В 1889 году отца Врубеля из Харькова перевели в Казань, где он тяжело заболел. Сын вынужден был покинуть Киев и срочно приехать в Казань. А. М. Врубель оправился, но принял решение выйти в отставку и поселиться в Киеве. В сентябре Михаил Врубель поехал в Москву — повидать знакомых — и в результате остался в этом городе на полтора десятка лет.
Переезд Врубеля в Москву произошёл случайно, как и многое в его жизни. Вероятнее всего, он приехал в столицу из-за увлечения цирковой наездницей — в мир цирка его ввёл брат И. Ясинского, выступавший под псевдонимом Александр Земгано. В результате Врубель поселился в мастерской К. Коровина на Долгоруковской улице. Возникла даже идея работать втроём — Врубелю, Коровину и В. Серову, — однако отношения с последним не сложились. К. Коровин в результате познакомил Михаила Александровича с предпринимателем и известным меценатом Саввой Мамонтовым. В декабре художник переехал в его дом на Садовой-Спасской улице (ныне дом № 6, строение 2), приглашённый, по выражению В. Домитеевой, «не без внимания к его гувернёрским навыкам». Отношения, впрочем, не всегда были безоблачными: супруга С. Мамонтова совершенно не переносила Врубеля и открыто называла его «богохульником и пьяницей». Вскоре художник переехал на съёмную квартиру.

### Демон

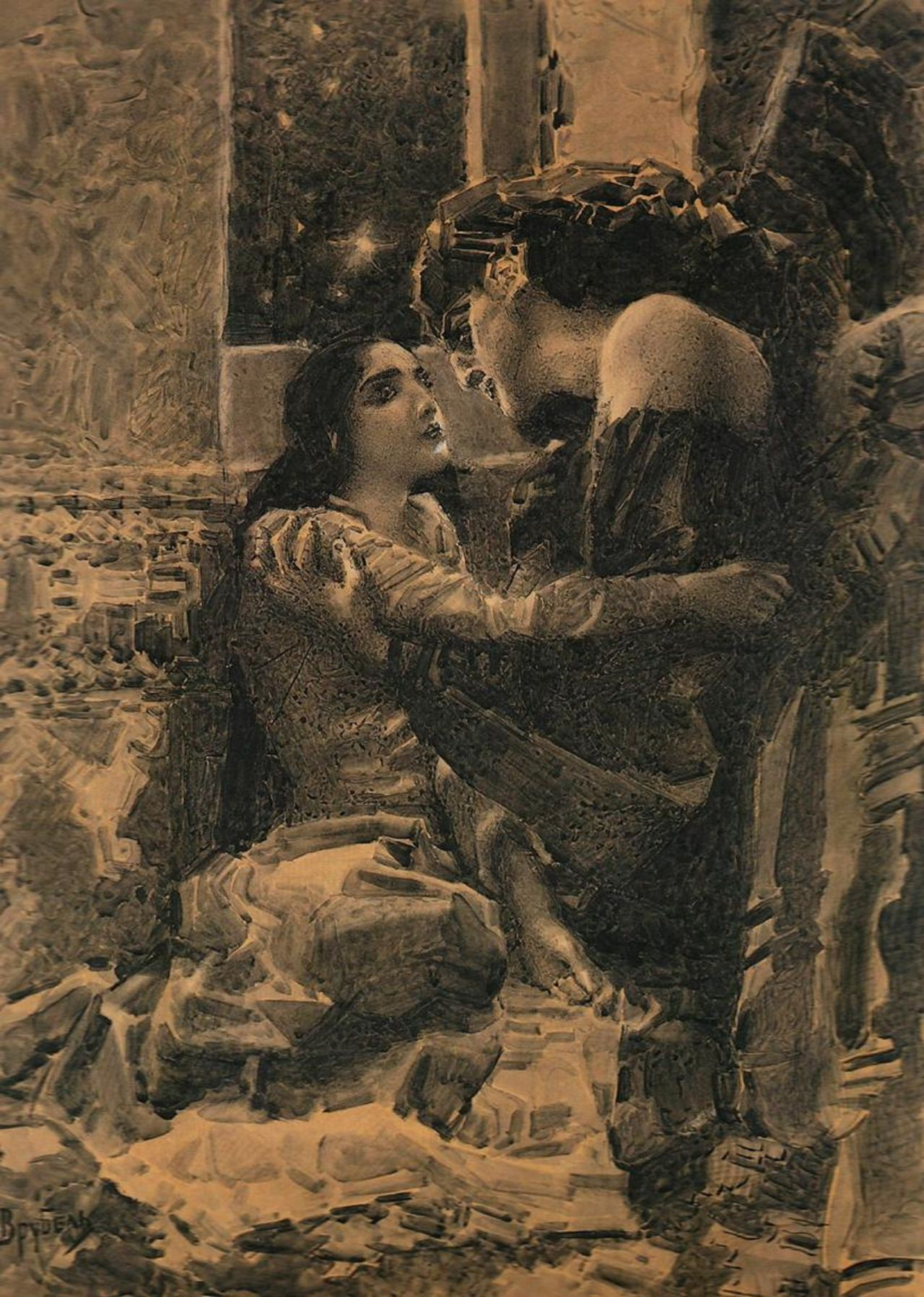
Тамара и Демон. Иллюстрация к поэме М. Ю. Лермонтова, 1890. Коричневая бумага, итальянский карандаш, белила. Государственная Третьяковская галерея, Москва

Возвращение к теме Демона у М. А. Врубеля совпало с проектом, предпринятым братьями Кушнерёвыми и издателем Петром Кончаловским (отцом П. П. Кончаловского), издать юбилейный двухтомник сочинений М. Ю. Лермонтова с иллюстрациями «лучших наших художественных сил». Всего было отобрано 18 художников, включая Репина, Шишкина, Айвазовского, Леонида Пастернака, Аполлинария Васнецова. Врубель в этой когорте был единственным, кто был совершенно неизвестен публике. Книжное оформление редактировал Л. Пастернак. Неизвестно, кто обратил внимание издателей на Врубеля. По разным версиям, Кончаловского с ним познакомили С. Мамонтов, К. Коровин и даже сам Л. Пастернак. Гонорары за работу были невелики (800 рублей за пять больших и 13 малых иллюстраций), при этом работы Михаила Александровича проходили с трудом, поскольку оригиналы были чрезвычайно сложны для воспроизведения, в них приходилось вносить поправки. Основной сложностью, впрочем, было то, что творчество Врубеля не находило понимания у коллег по изданию. Несмотря на это, 10 апреля 1891 года иллюстрированное издание получило цензурное разрешение и сразу же стало событием в прессе. Именно в прессе иллюстрации Врубеля подверглись ожесточённым нападкам, в первую очередь — за «грубость, уродливость, карикатурность и нелепость» (через 20 лет критики станут утверждать, что именно Врубелю было подвластно «в переводе на новый язык» передать поэтическую сущность лермонтовского духа). Непонимание даже благожелательно настроенных к нему людей привело к тому, что Михаил Александрович внёс коррективы в собственные эстетические взгляды и отныне полагал, что «истинное искусство» непонятно почти никому, а «„всепонятность“ становилась в его глазах так же подозрительной, как другим — „непонятность“».
Все иллюстрации к поэме были выполнены Врубелем чёрной акварелью; монохромность позволяла подчеркнуть драматичность сюжета и одновременно позволяла показать диапазон фактурных изысканий художника. Демон становился архетипическим «падшим ангелом», который одновременно соединял мужской и женский облик, в то время как Тамара на разных иллюстрациях изображалась по-разному, что подчёркивало необходимость её выбора между земным и небесным. По мнению Н. А. Дмитриевой, лермонтовские иллюстрации явились вершиной мастерства Врубеля-графика.

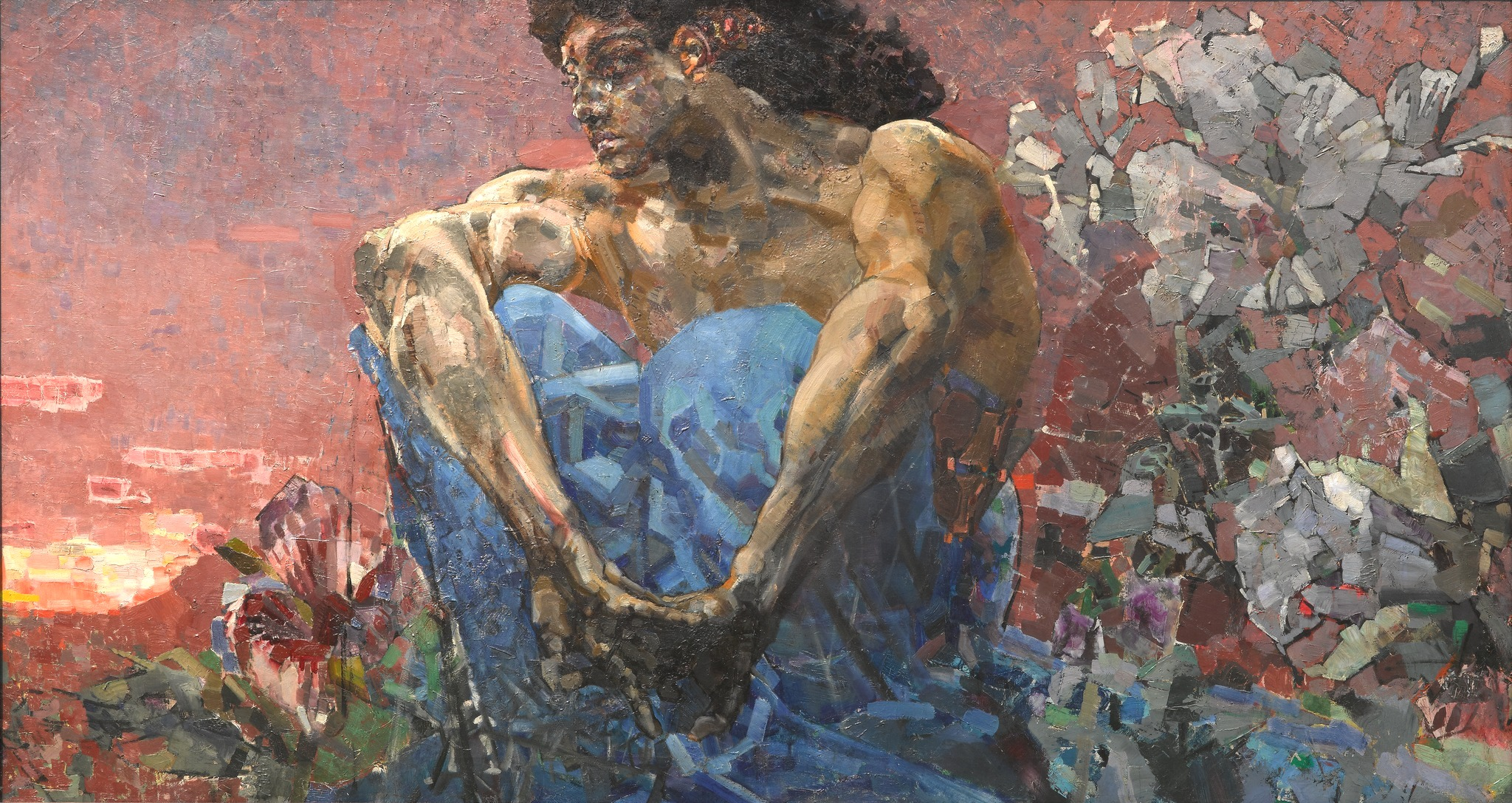
Демон сидящий.1890. Холст, масло. Государственная Третьяковская галерея, Москва

Одновременно с иллюстрациями Врубель написал первое своё большое полотно на ту же тему — «Демон сидящий». По мнению П. Ю. Климова, он оказался одновременно и самым известным из врубелевских Демонов, и наиболее свободным от литературных ассоциаций. О работе над картиной Михаил Александрович сообщал сестре в письме 22 мая 1890 года:

…Я пишу Демона, то есть не то чтобы монументального Демона, которого я напишу ещё со временем, а «демоническое» — полуобнажённая, крылатая, молодая уныло-задумчивая фигура сидит, обняв колена, на фоне заката и смотрит на цветущую поляну, с которой ей протягиваются ветви, гнущиеся под цветами.
Многоцветная картина оказалась аскетичнее, чем монохромные иллюстрации. Фактура живописи и цвет подчёркивают меланхолию Демона, тоскующего по живому миру. Окружающие его цветы — это холодные кристаллы, воспроизводящие изломы горных пород. Чуждость Демона миру подчёркивают и «каменные» облака. Несмотря на суждение самого Врубеля, крыльев у Демона нет, однако существует их мираж, образованный контуром гигантских соцветий за плечом и откинутых волос. К образу Демона художник вновь обратился спустя восемь лет.

### Абрамцевские мастерские
20 июля 1890 года в Абрамцеве скончался 22-летний А. Мамонтов, проститься с которым поехал друживший с ним Врубель. Художник так и остался в Абрамцеве, где страстно увлёкся керамикой и вскоре с гордостью писал Анне Врубель, что стал руководить «заводом изразцовых и терракотовых декораций». С. Мамонтов, хотя и не разделял эстетических устремлений художника, признавал его талант и всячески стремился создать ему подходящую среду обитания — в результате впервые в жизни Врубель перестал быть нахлебником в барских семьях и мог хорошо зарабатывать: он получил заказы на несколько печных композиций, занялся созданием майоликовой часовни над могилой А. Мамонтова и стал разрабатывать проект пристройки к городскому дому Мамонтовых в «римско-византийском вкусе». По словам Н. А. Дмитриевой, «Врубель… оказался незаменим, так как действительно мог с лёгкостью делать всё, только не сочинял текстов. В его даровании раскрылись универсальные возможности. Скульптура, мозаика, витраж, майолика, архитектурные маски, архитектурные проекты, театральные декорации, костюмы — везде он оказывался в своей стихии. Как из рога изобилия лились декоративно-изобразительные мотивы — птицы-сирины, русалки, морские дивы, рыцари, эльфы, цветы, стрекозы, и всё делалось „стильно“, с пониманием особенностей материала и окружения. Вот в это-то время, в поисках „чисто и стильно прекрасного“, одновременно прилагающего дорогу в бытовой обиход, а тем самым — к сердцу публики, Врубель и становился одним из творцов русского модерна — того „нового стиля“, который наслаивался на неорусский романтизм мамонтовского кружка, частично из него вырастая».

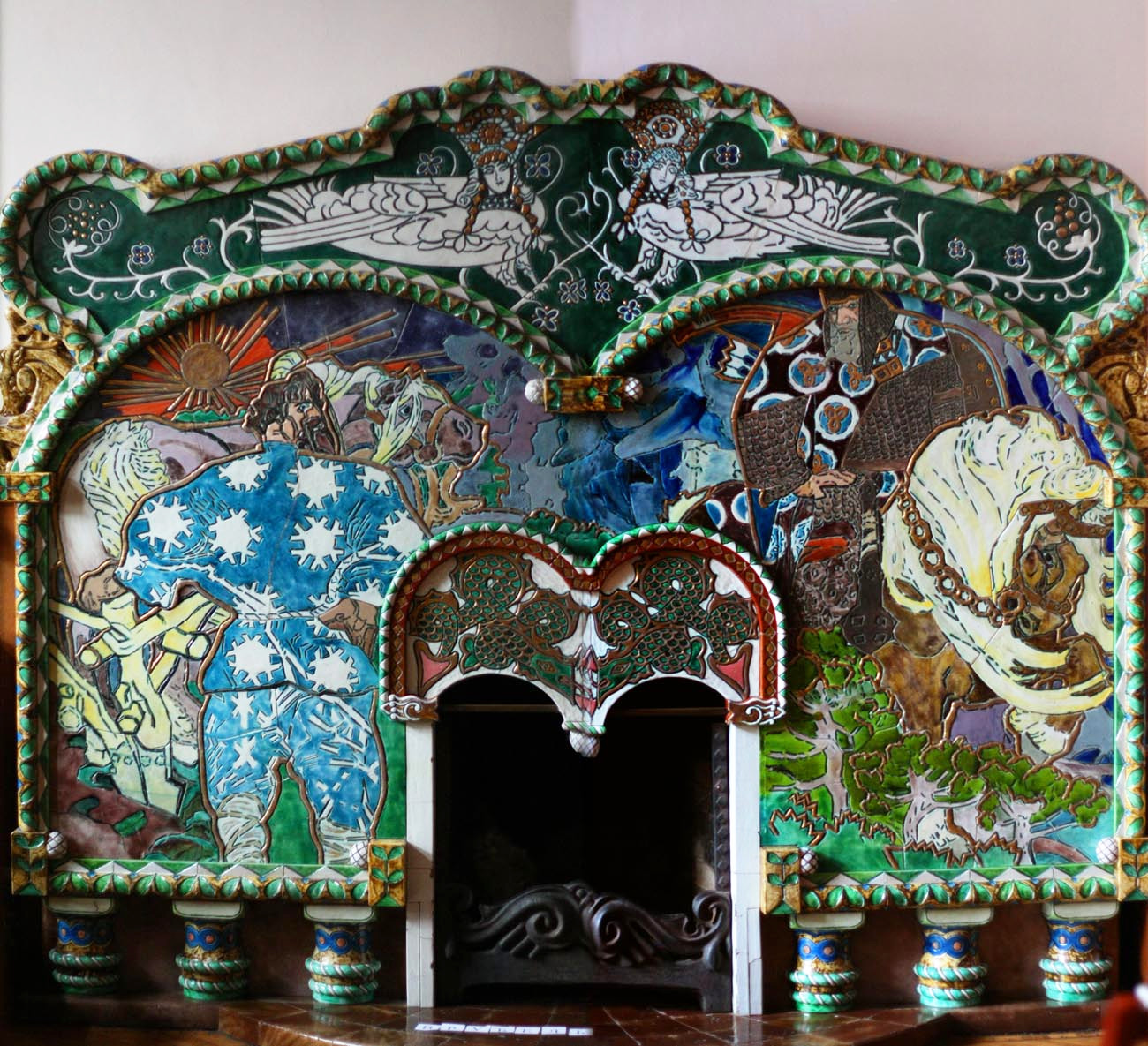
Камин «Вольга Святославич и Микула Селянинович» для дома Бажанова. 1908. Майолика. Государственный Русский музей, Санкт-Петербург

Мастерские Мамонтова в Абрамцеве и Тенишевой в Талашкине были реализацией в России принципа «искусство и ремесло», сформулированного в кругу У. Морриса. С одной стороны, речь шла о возрождении традиционных русских ремёсел, с другой стороны, машинная фабрикация противоречила программному принципу модерна — уникальности. Характерна и разница в деятельности Абрамцева и Талашкина, в которых активно работал Врубель, — у Мамонтова основной акцент делался на театральные и архитектурные проекты, использующие все достижения мировой культуры; у Тенишевой же деятельность мастерских ограничивалась сферой быта с опорой на русские национальные традиции. Абрамцевская гончарня сыграла существенную роль в возрождении в России искусства майолики, которая привлекала художника простотой, спонтанностью обобщения формы при грубой фактуре и прихотливости изливов глазури. Керамика позволяла Врубелю свободно экспериментировать с пластическими и живописными возможностями материала, а отсутствие ремесленной выучки с её шаблонами позволяло свободно реализовать фантазии. В Абрамцеве замыслы Врубеля были поддержаны и использованы известным керамистом Петром Ваулиным.

### Второе путешествие в Италию

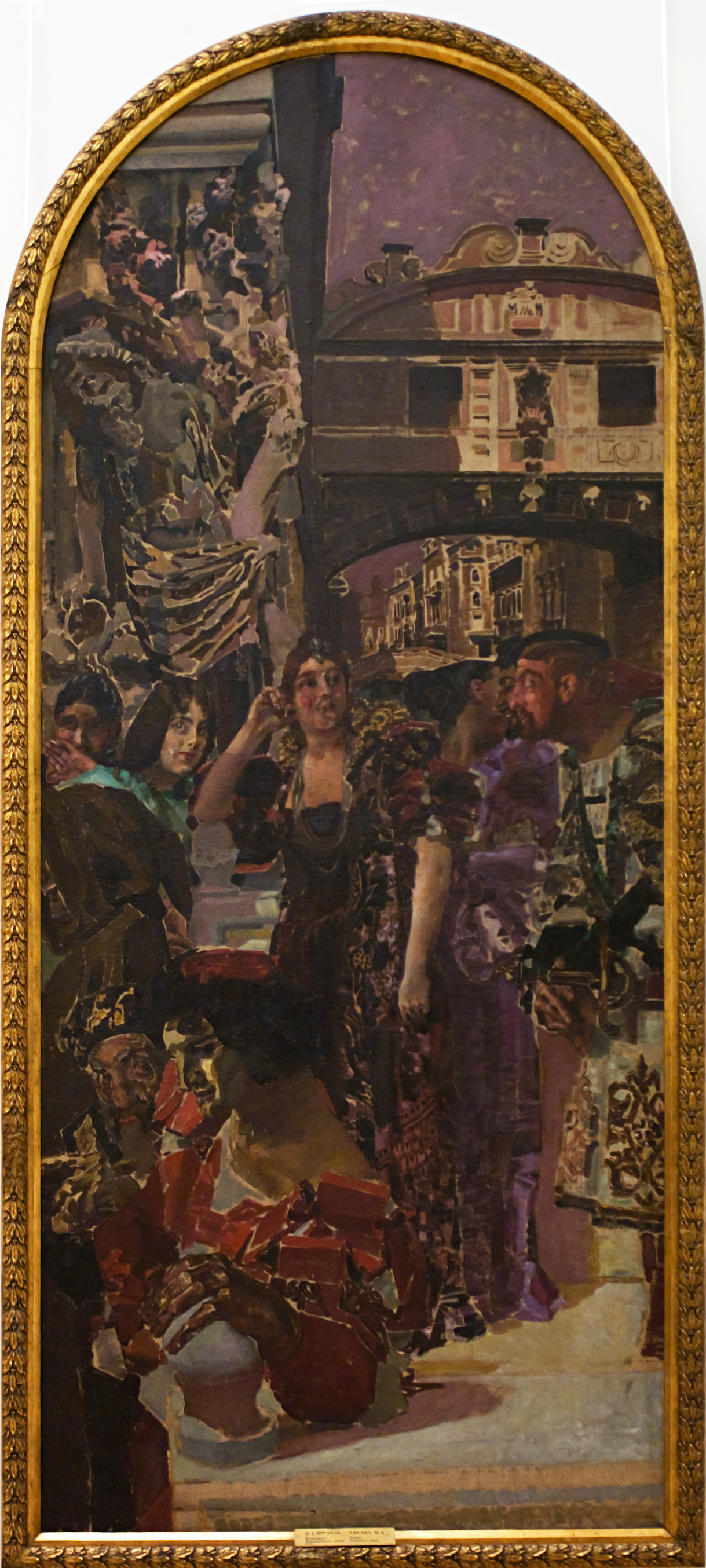
Венеция. Панно. 1893. Холст, масло. Государственный Русский музей, Санкт-Петербург

В 1891 году семейство Мамонтовых отправилось в Италию, причём маршруты строились с учётом специальных интересов абрамцевской гончарной мастерской. Врубель сопровождал главу семейства в качестве консультанта, в результате возник острый конфликт с супругой, Елизаветой Григорьевной, и Мамонтов с художником отбыли в Милан, где тогда училась вокалу младшая сводная сестра Елизавета (Лиля) Врубель. Предполагалось, что зиму художник проведёт в Риме, где должен был исполнить мамонтовский заказ — декорации к «Виндзорским насмешницам» и дизайн нового занавеса Частной оперы. Савва Иванович положил Врубелю ежемесячное жалованье, однако попытка поселить Врубеля в доме Мамонтовых привела к очередному конфликту, и Михаил Александрович поселился у братьев Александра и Павла Сведомских.
С работавшими в Риме русскими художниками Врубель так и не сошёлся, постоянно задирал их своими рассуждениями о неумении рисовать, подражательстве и т. п. Ближе других ему были Сведомские, с которыми он постоянно посещал варьете «Аполлон» и кафе «Араньо». Обстановка их мастерской ему тоже была близка, поскольку помещение было перестроено из оранжереи, однако из-за стеклянной стены и потолка римской зимой там было очень холодно. Сведомские безоговорочно признавали творческое превосходство Врубеля и не только приютили его у себя дома, но и делились заказами.
Мамонтов в конце концов договорился устроить Врубеля в мастерской Александра Антоновича Риццони — наполовину итальянца, выпускника Академии художеств. Михаил Александрович весьма уважал живописца, охотно работал под его началом — Риццони считал себя не вправе вмешиваться в личные стилевые изыскания, но был придирчив к прилежанию. Врубель впоследствии писал, что «мало от кого я услышал столько справедливой, столько благожелательной оценки».
Зимой 1892 года Врубель задумал участвовать в Парижском салоне, из чего вырос замысел картины «Снегурочка» (не сохранилась). Е. Г. Мамонтова так вспоминала об этой работе:

Заходили к Врубелю, сделал акварелью голову Снегурочки в натуральную величину на фоне сосны, покрытой снегом. Красиво по краскам, но лицо с флюсом и сердитыми глазами. Оригинально, что ему нужно было приехать в Рим для того, чтобы писать русскую зиму.
Над той же картиной Врубель продолжал работать и в Абрамцеве. Из Италии он вернулся, обуреваемый идеей писать пейзажи по фотографиям, результатом стал единичный заработок в 50 рублей. Одной из крупных его работ, выполненных после возвращения, стало панно «Венеция», также написанное с использованием фотографий. Особенностью композиции является её вневременность — трудно сказать, когда происходит действие. В расположении фигур видна хаотичность, «спрессовывающая» пространство, которое проецировано на плоскость. Парной к «Венеции» стала «Испания», которую критики признают одной из наиболее совершенных картин Врубеля.

### Декоративные работы

Роберт и монахини. Отливка из гипса в Омском Музее имени М. А. Врубеля с гипсового оригинала 1896 года. Государственная Третьяковская галерея, Москва

Зиму 1892—1893 годов Врубель вновь провёл в Абрамцеве. Заказы у Мамонтова привели к упрочению репутации Врубеля в Москве, и он смог получить несколько выгодных заказов по оформлению особняка семейства Дункер на Поварской, а затем и на оформление особняка Саввы Морозова. В отделке особняка С. Т. Морозова на Спиридоновке и усадьбы А. В. Морозова в Подсосенском переулке Врубель работал вместе с самым значительным архитектором московского модерна Фёдором Шехтелем.
В декоративных работах Врубеля проявлялась универсальность его талантов, соединявших собственно живопись с архитектурой, скульптурой и прикладным искусством. Е. Карпова признавала его главенствующую роль в создании ансамблей московского модерна. Скульптуры Врубеля привлекали внимание современников, так, А. Т. Матвеев в конце жизни заявил, что «без Врубеля не было бы никакого Конёнкова…». Самой значительной скульптурной работой Врубеля признаётся «готическая» композиция «Роберт и монахини», декорирующая лестничный фонарь особняка Морозова. В архитектурной литературе подчёркивается исключительная роль Врубеля в формировании художественного облика произведений московского модерна. Он является автором ряда произведений архитектурной керамики (мелкой скульптурной пластики из майолики и изразцов), которыми украшены важные произведения модерна и неорусского стиля (Ярославский вокзал, дом Сокол, особняк Якунчиковой, дом Васнецова и другие). Особняк Мамонтова на Садовой-Спасской был построен именно по архитектурному замыслу Врубеля, он является автором и ряда других архитектурных проектов (церковь в Талашкине, выставочный павильон на Всемирной выставке в Париже и прочих).

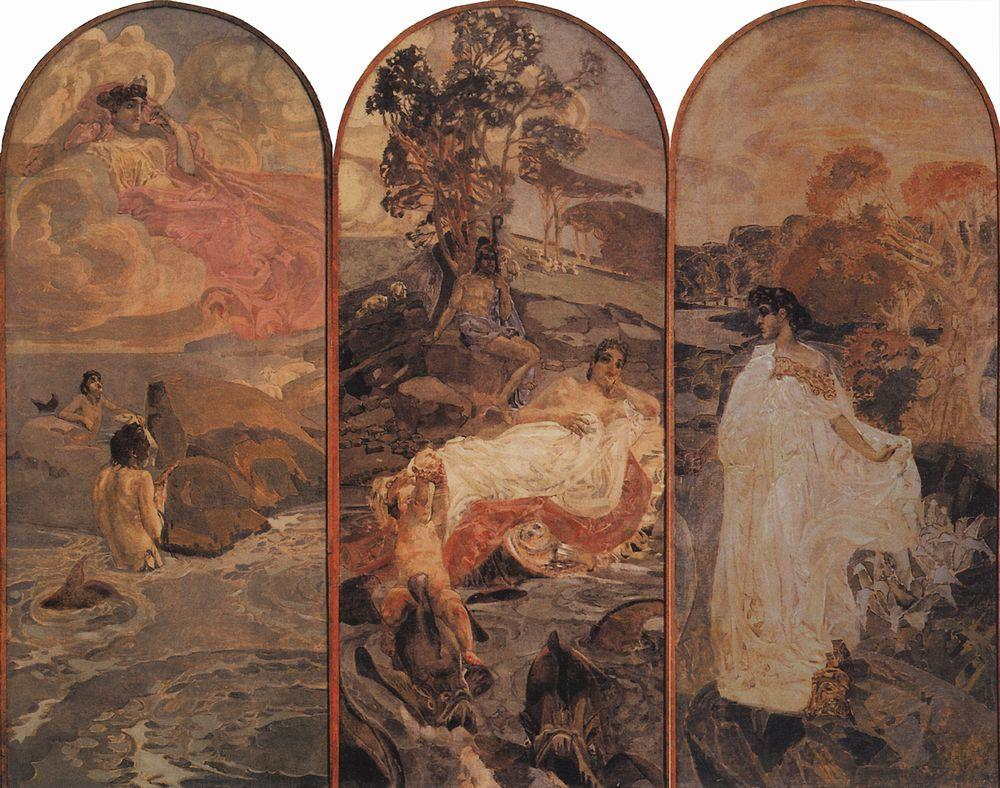
Суд Париса. 1893. Холст, масло. Государственная Третьяковская галерея, Москва

Для особняка Дункеров Врубель выбрал тему «Суд Париса», работа над которым шла до ноября 1893 года. Итог работы С. Яремич определил как «высокий праздник искусства». Однако заказчики отвергли и «Париса», и спешно написанную «Венецию», которые купил известный коллекционер К. Д. Арцыбушев. Он же обустроил студию в своём доме у Земляного Вала, где Врубель подолгу жил всю первую половину 1890-х годов. Тогда же из Оренбурга в Москву перевелась Анна Врубель, получив возможность часто видеться с братом.

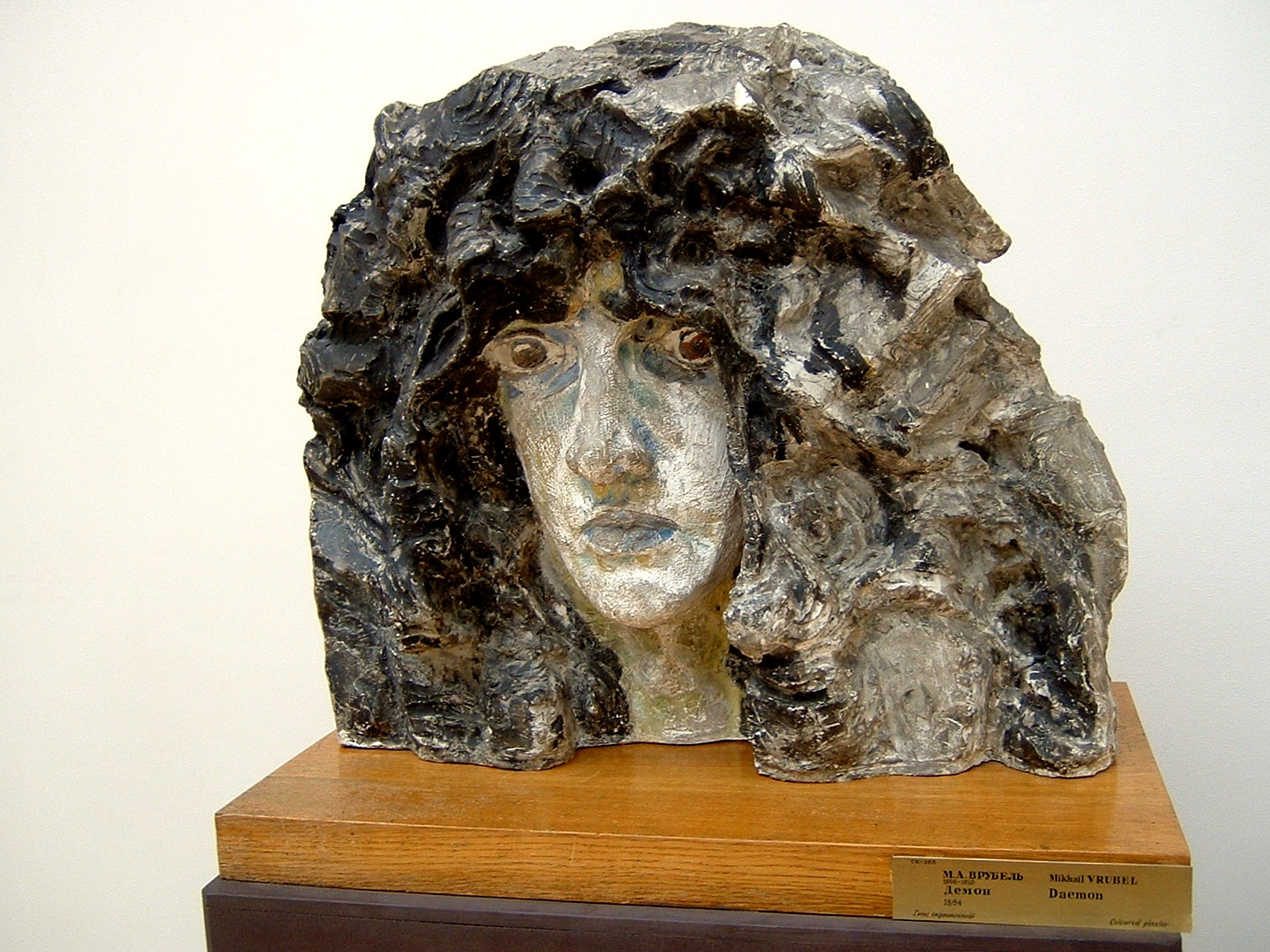
Голова Демона. 1894. Майолика. Государственный Русский музей, Санкт-Петербург

В 1894 году Врубель погрузился в тяжёлую депрессию, и С. Мамонтов отправил его в Италию приглядывать за сыном Сергеем — отставным гусарским офицером, который должен был провести в Европе курс лечения (он страдал наследственным заболеванием почек и перенёс операцию). В этом плане кандидатура Врубеля была весьма подходящей: Михаил Александрович не переносил азартных игр и даже ушёл из казино в Монте-Карло, бросив: «Какая скука!». Вернувшись в апреле в Одессу, художник вновь оказался в ситуации хронического безденежья и семейных размолвок. Тогда он в очередной раз взялся за майолику, создав голову Демона. Эта работа была куплена Арцыбушевым, что дало возможность Врубелю уехать в Москву.

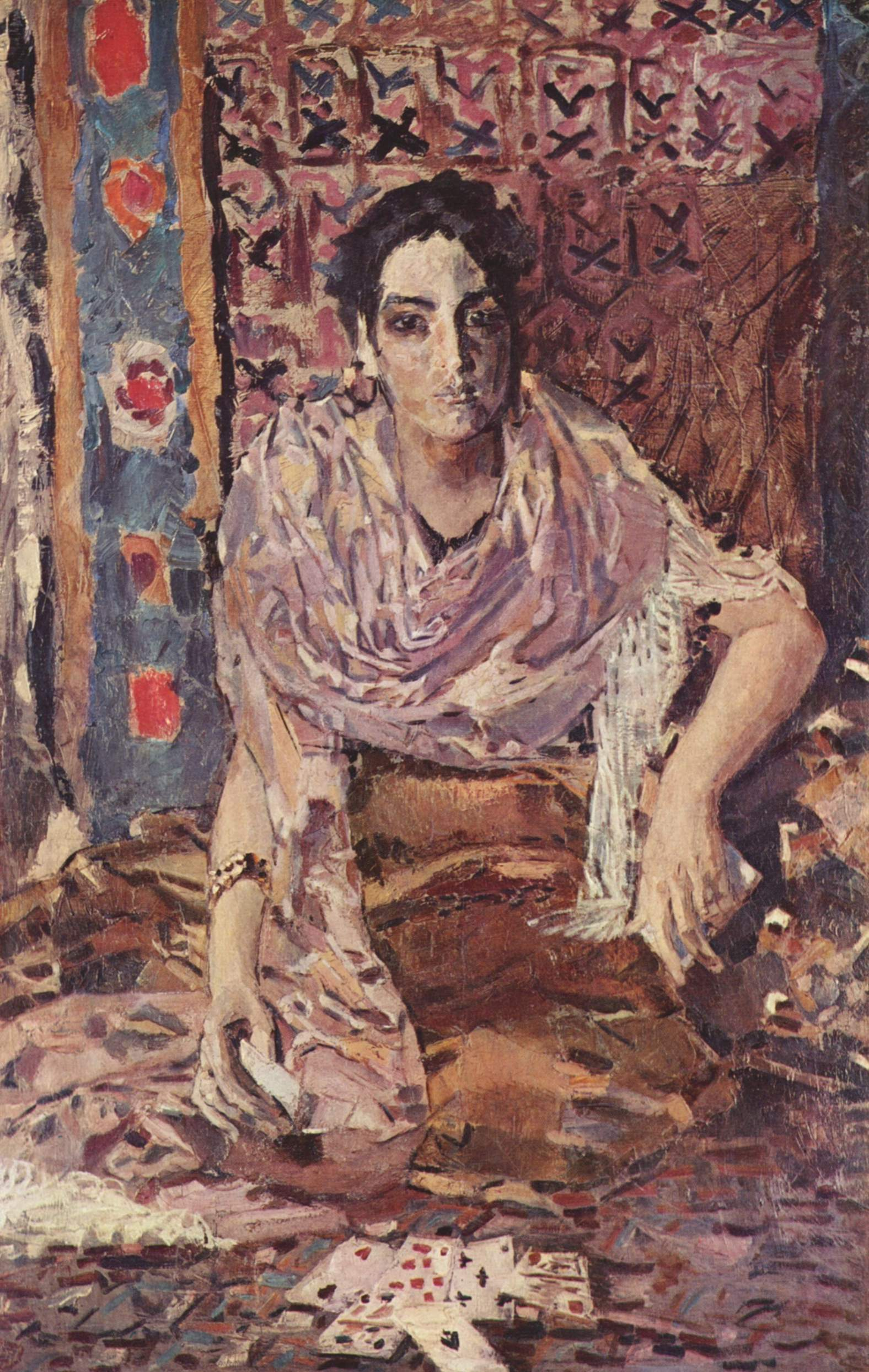
Гадалка. 1895. Холст, масло. Государственная Третьяковская галерея, Москва

Приблизительно к этому времени относится полотно «Гадалка», созданное буквально за один день под влиянием мощного личностного импульса. Композиция её аналогична портрету Мани Дахнович: модель сидит в такой же позе на фоне ковра. Черноволосая женщина восточного типа не смотрит на карты, её лицо непроницаемо. Определяющим цветовым фокусом картины является розовый шарф на плечах гадалки. По мнению Н. А. Дмитриевой, он выглядит «зловещим» в общем колористическом ансамбле, хотя традиционно розовый цвет считается безмятежным. По В. Домитеевой, моделью «Гадалки» послужила одна из возлюбленных художника — сибирская казачка. Однако и здесь первичным источником была опера «Кармен», откуда был заимствован и нерадостный итог гадания — туз пик. Картина была написана поверх уничтоженного портрета брата С. Мамонтова — Николая.
Художник не оставлял богемного образа жизни. По воспоминаниям К. Коровина, получив большой гонорар за живописные панно для особняка, он распорядился им следующим образом:

Он дал обед в гостинице «Париж», где жил. На этот обед он позвал всех там живущих. Когда я пришёл поздно из театра, то увидел столы, покрытые бутылками вин, шампанского, массу народа, среди гостей — цыганки, гитаристы, оркестр, какие-то военные, актёры, и Миша Врубель угощал всех, как метрдотель он носил завёрнутое в салфетку шампанское и наливал всем.
— Как я счастлив, — сказал он мне. — Я испытываю чувство богатого человека. Посмотри, как хорошо все настроены и как рады.
Все пять тысяч ушли, и ещё не хватило. И Врубель работал усиленно два месяца, чтобы покрыть долг.

### Нижегородская выставка 1896 года

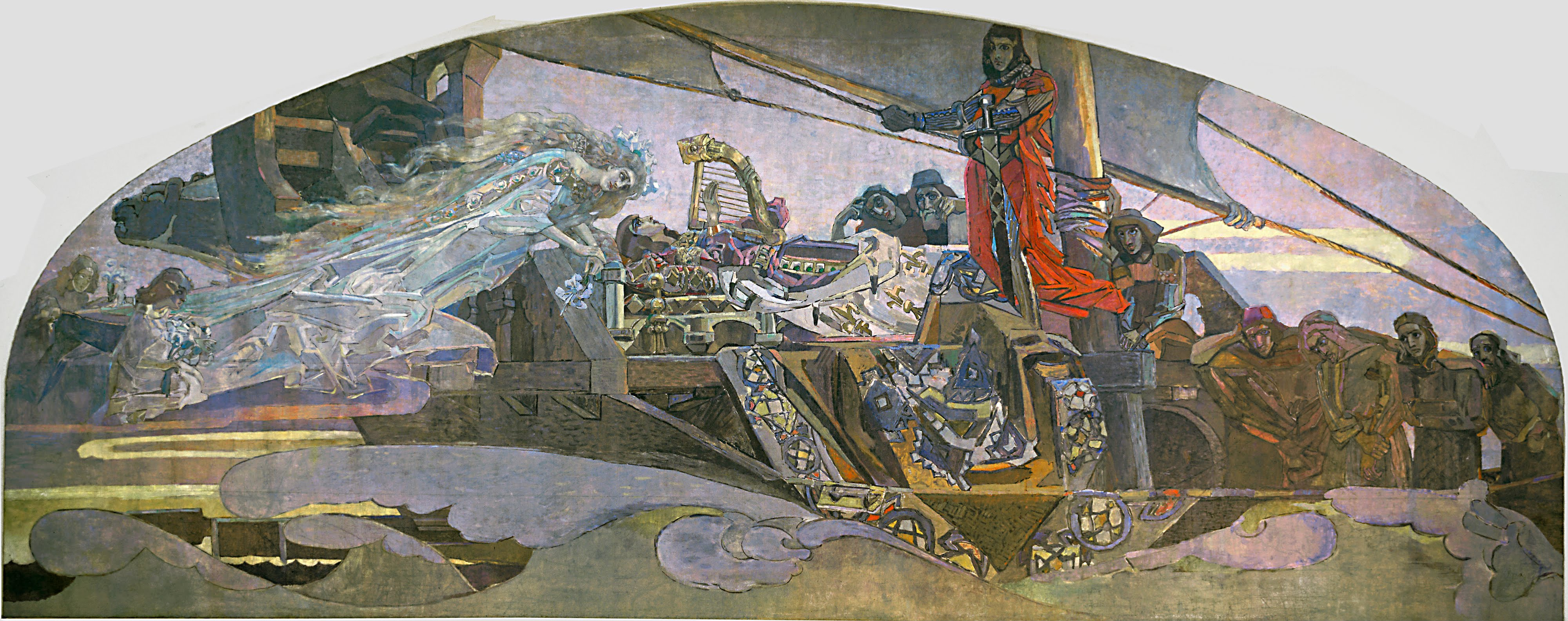
Принцесса Грёза. 1896. Холст, масло. Государственная Третьяковская галерея, Москва

В 1895 году Врубель попытался обозначить своё присутствие в общей художественной жизни России. В феврале он отправил на 23-ю выставку передвижников «Портрет Н. А. Казакова» (ныне известный только по единичным упоминаниям), который даже не был допущен к экспозиции. В том же сезоне он всё-таки участвовал в третьей выставке Московского товарищества художников со скульптурой «Голова великана» на тему пушкинской поэмы «Руслан и Людмила». Описание в газете «Русские ведомости» благожелательно перечисляло практически всех участников экспозиции, и лишь Врубеля отдельно упомянули как пример того, как можно лишить сюжет художественной и поэтической красоты.
Выходом для Врубеля стало участие во Всероссийской нижегородской выставке, приуроченной к коронации нового императора — Николая II. С. И. Мамонтов, курировавший отдел Русского Севера, обратил внимание, что в соседнем павильоне художественного отдела пустуют две больших стены, и смог договориться с министром финансов о занятии этого места большими панно — площадью 20 × 5 м. Заказ на эти панно — со свободным выбором темы — был передан Врубелю. Художник в тот период активно занимался оформлением особняка С. Морозова в Москве. Размер заказа — 100 квадратных метров — и срок исполнения — три месяца — обескураживали, но Михаил Александрович согласился. Для одной стены он взял былинный сюжет «Микула Селянинович» — как выражение силы русской земли, для другой — «Принцессу Грёзу» Ростана — как символ общей для всех художников мечты о прекрасном. В столь короткий срок было немыслимо самому выполнить работу, и написание холста по «Микуле» начал в Нижнем Новгороде Т. А. Сафонов, получив из Москвы эскиз Врубеля; декоративный фриз разрабатывал и писал А. А. Карелин.
5 марта 1896 года академик А. Н. Бенуа сообщил руководству Академии художеств, что во вверенном ему павильоне ведутся несогласованные работы, и потребовал от Врубеля эскизы предполагаемых панно. 25 апреля, после прибытия в Нижний Новгород М. А. Врубеля, последовала телеграмма в Петербург:

Панно Врубеля чудовищны, необходимо убрать, ждём жюри.
Прибывшая 3 мая комиссия Академии в составе В. А. Беклемишева, К. А. Савицкого, П. А. Брюллова и других сочла невозможным экспонирование работ Врубеля в художественном отделе выставки. Мамонтов призвал Михаила Александровича продолжать работу и отправился в Петербург, но тем временем возникли проблемы при переносе на холст «Микулы Селяниновича». Врубель пришёл к выводу, что пропорции фигур ему не удались, и принялся писать новый вариант прямо в павильоне на подмостках. Мамонтов пытался собрать в Петербурге новое жюри, но ему было отказано. 22 мая работы Врубеля вынесли из павильона, и он покинул выставку.

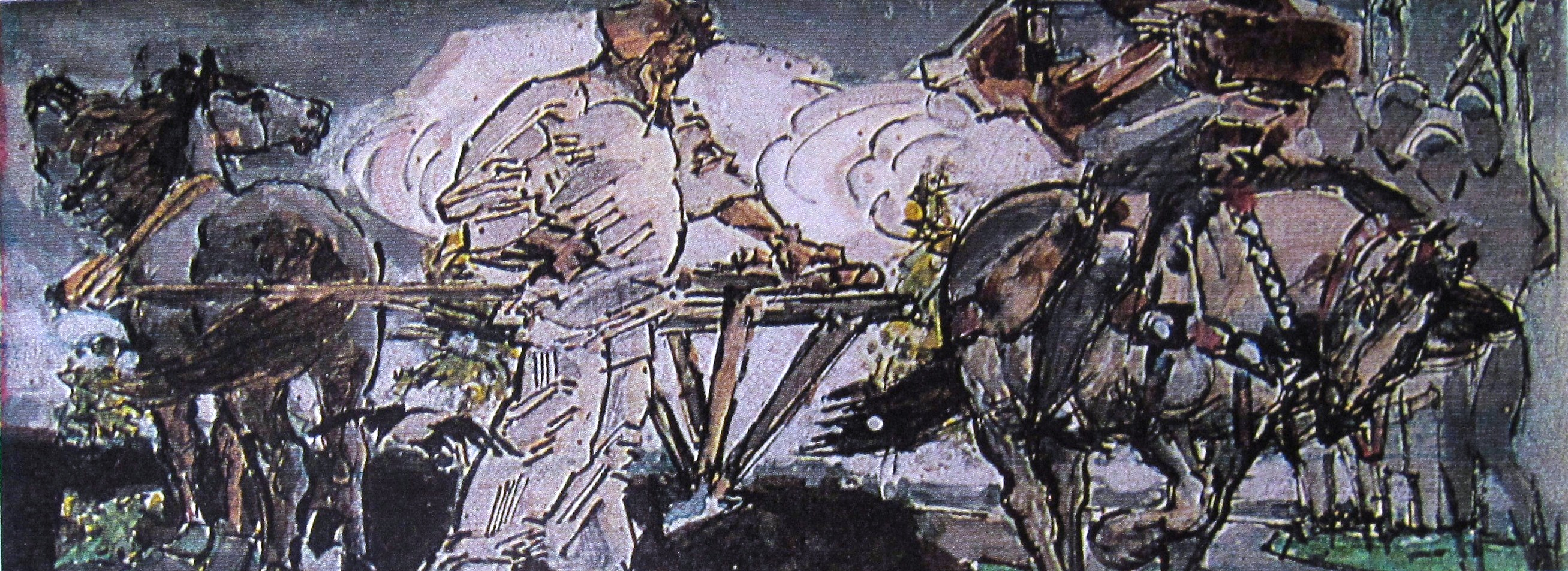
Микула Селянинович. Эскиз панно. До 1910. Бумага, чернила, акварель, гуашь. Государственный музей искусств Грузии, Тбилиси

Материально художник не пострадал: Мамонтов выкупил оба панно за 5000 рублей и договорился с В. Д. Поленовым и К. А. Коровиным о завершении недописанного наполовину «Микулы». Холсты скатали в рулоны и вернули в Москву, где Поленов и Коровин взялись за свою часть работы, а Врубель дорабатывал «Принцессу Грёзу» в сарае при абрамцевском Гончарном заводе. Полотна отвезли в Нижний Новгород как раз к визиту императорской четы, назначенному на 15—17 июля. Помимо двух гигантских панно, в экспозицию Врубеля включили «Голову Демона», «Суд Париса», «Голову великана» и «Портрет Арцыбушева». Впоследствии при возведении в Москве гостиницы «Метрополь» один из фронтонов, выходящий на Неглинную улицу, был украшен майоликовым панно, воспроизводящим «Принцессу Грёзу». Панно было изготовлено в Абрамцевской мастерской по заказу С. И. Мамонтова.
Михаил Александрович в это время уехал в Европу — заниматься матримониальными делами, — и всем распоряжался С. И. Мамонтов лично. Он построил специальный павильон под характерным названием: «Выставка декоративных панно художника М. А. Врубеля, забракованных жюри Императорской Академии художеств». Пять последних слов вскоре пришлось закрасить.
Началась новая газетная полемика вокруг творчества Врубеля. Её открыл Н. Г. Гарин-Михайловский статьёй «Художник и жюри», в которой впервые содержался взвешенный анализ его творчества. Против Врубеля выступил Максим Горький, освещавший события выставки: «Микулу» он описывал в насмешливых тонах, сравнивая былинного героя с Дядькой Черномором. «Принцесса Грёза» вызвала его возмущение как «кривлянье, уродование красивого сюжета». В пяти статьях Горький разоблачал «нищету духа и бедность воображения» художника.

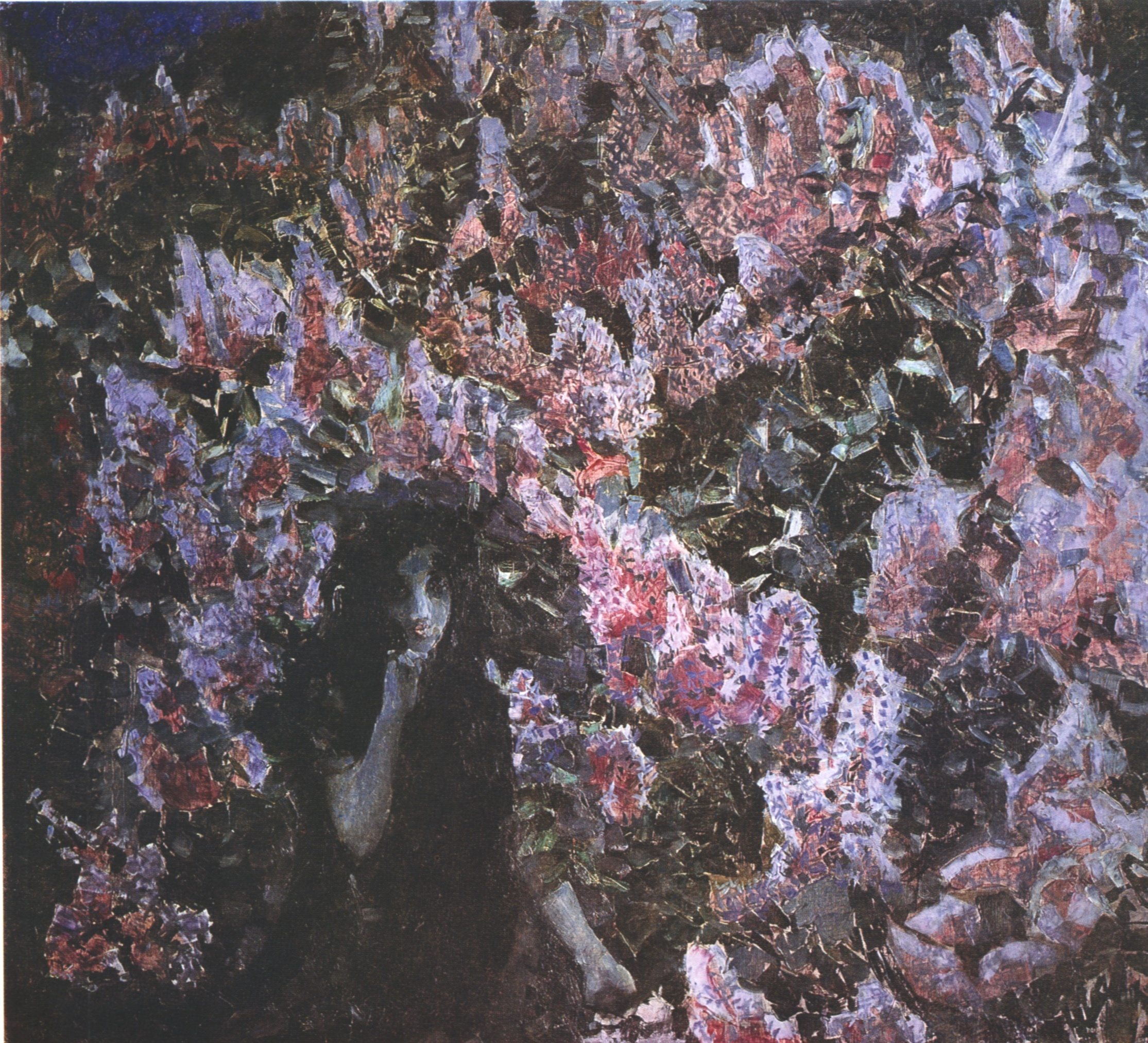
Сирень, 1900, Государственная Третьяковская галерея

О реакции официальных властей свидетельствует анекдот, помещённый в воспоминаниях К. Коровина:

Когда Врубель был болен и находился в больнице, в Академии художеств открылась выставка Дягилева. На открытии присутствовал государь. Увидев картину Врубеля «Сирень», государь сказал:
— Как это красиво. Мне нравится.

Великий князь Владимир Александрович, стоявший рядом, горячо протестуя возражал:

— Что это такое? Это же декадентство…

— Нет, мне нравится, — говорил государь.

— Кто автор этой картины?

— Врубель, — ответили государю. <…>

…Обернувшись к свите и увидев графа Толстого, вице-президента Академии художеств, [государь] сказал:

— Граф Иван Иванович, ведь это тот, кого казнили в Нижнем?..

### Женитьба, дальнейшая работа (1896—1902)

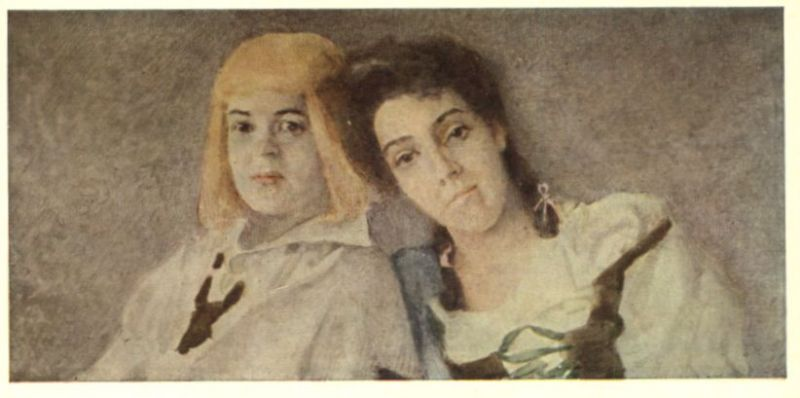
Портрет Татьяны Любатович в роли Гензеля и Надежды Забелы в роли Гретель

В самом начале 1896 года Врубель из Москвы приехал к С. Мамонтову в Петербург, где должна была состояться русская премьера оперы-сказки Э. Гумпердинка «Гензель и Гретель». Савва Иванович очень увлёкся этой постановкой, лично перевёл либретто и финансировал антрепризу Панаевского театра, должна была выступать и прима — Татьяна Любатович. Декорации и костюмы были заказаны К. Коровину, но он заболел, и его заказ переходил Врубелю. Так на репетиции Михаил Александрович впервые услышал, а потом и увидел Надежду Ивановну Забелу, исполнявшую роль сестрички Гретель.
Сохранились воспоминания Надежды Забелы об их первой встрече с Врубелем:

Я во время перерыва (помню, стояла за кулисой) была поражена и даже несколько шокирована тем, что какой-то господин подбежал ко мне и, целуя мою руку, воскликнул: «Прелестный голос!» Стоявшая здесь T. С. Любатович поспешила мне представить: «Наш художник Михаил Александрович Врубель», и в сторону мне сказала: «Человек очень экспансивный, но вполне порядочный».

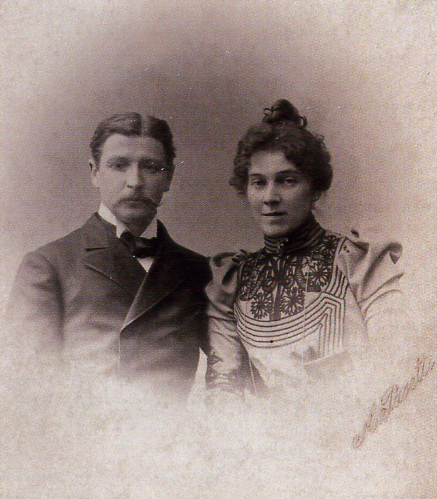
М. А. Врубель и Н. И. Забела. Фотография 1896 года

Врубель сделал предложение руки и сердца Н. Забеле едва ли не в день знакомства. Впоследствии он говорил сестре, что если бы она ему отказала, он бы немедленно покончил с собой. Знакомство с родственниками Забелы прошло не слишком удачно: смущала разница в возрасте (ему — 40 лет, ей — 28), да и самой Надежде Ивановне было известно, что «Врубель пьёт, что он очень беспорядочно относится к деньгам, сорит ими, а зарабатывает редко и случайно». Тем не менее уже 28 июля состоялось венчание — в Швейцарии — в Крестовоздвиженском соборе Женевы. Медовый месяц молодые провели в пансионе в Люцерне. Там Врубель продолжил работу над панно для готического кабинета А. В. Морозова — к моменту венчания он в буквальном смысле слова остался без копейки, и от вокзала шёл к наречённой пешком.
На осень 1896 года у Забелы-Врубель имелся ангажемент в Харьковской опере, однако у самого художника в городе не было работы; он вынужденно существовал на средства супруги. Это побудило его обратиться к театральной живописи и дизайну костюмов; по воспоминаниям современников, он стал собственноручно одевать жену перед спектаклями, переделал костюм для роли онегинской Татьяны. По мнению Н. А. Дмитриевой, лучшие произведения врубелевского московского периода пришлись на последние три-четыре года XIX века — благодаря Забеле и её увлечению Римским-Корсаковым. Их личное знакомство произошло в 1898 году — благодаря приглашению Надежды Ивановны в Русскую частную оперу Мамонтова, возобновившую регулярные московские сезоны. Забела вспоминала, что оперу «Садко», в которой она пела партию царевны Волховы́, Врубель слушал не менее 90 раз. Когда она спрашивала, не надоело ли ему, он отвечал: «Я могу без конца слушать оркестр, в особенности море. Я каждый раз нахожу в нём новую прелесть, вижу какие-то фантастические тона».

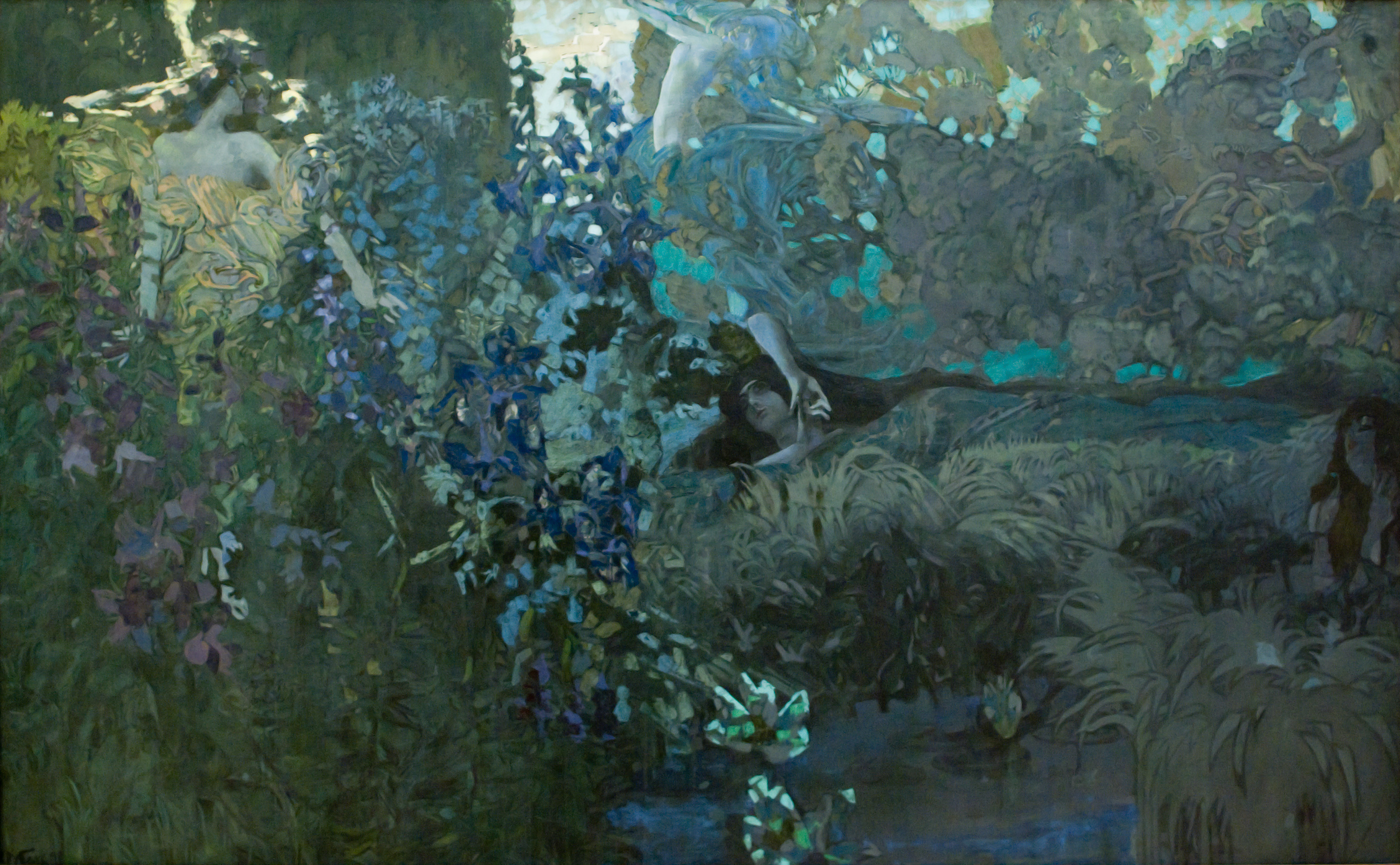
Утро. 1897. Холст, масло. Государственный Русский музей, Санкт-Петербург

Во время пребывания в Петербурге в январе 1898 года И. Е. Репин посоветовал Врубелю не уничтожать отвергнутое заказчиком панно «Утро», а попытаться показать его на какой-нибудь выставке. В результате полотно оказалось на организованной С. П. Дягилевым выставке русских и финляндских художников, которая состоялась в музее училища Штиглица.
Во время летнего пребывания на Украине в 1898 году проявились первые симптомы будущего недуга — мигрени усиливались до такой степени, что Михаил Александрович стал принимать в огромных количествах фенацетин (по воспоминаниям свояченицы — до 25 гран и более). Проявилась и отсутствовавшая ранее раздражительность, особенно если кто-то не соглашался с его мнением о каком-либо художественном произведении.

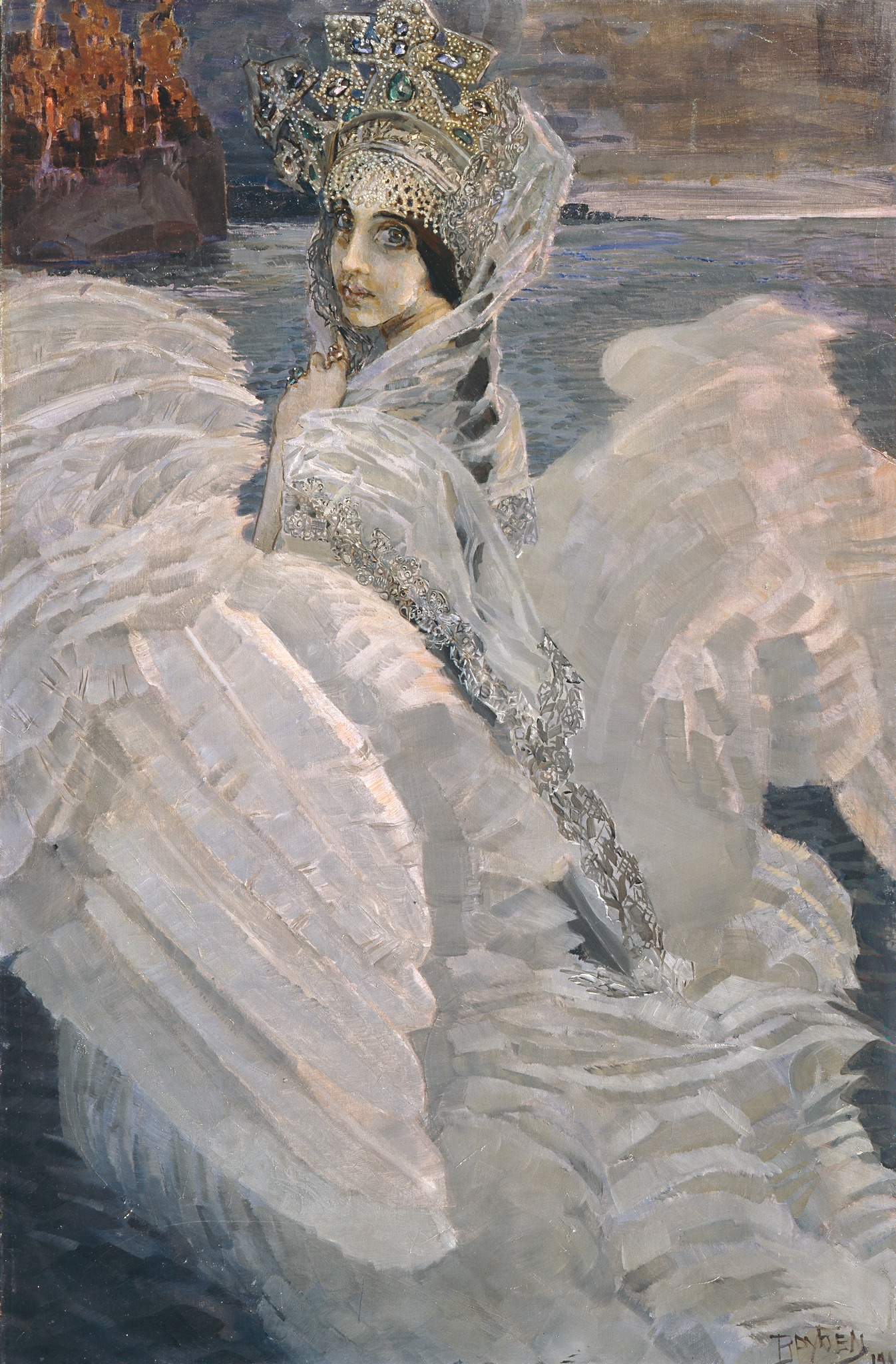
Царевна-Лебедь. 1900. Холст, масло. Государственная Третьяковская галерея, Москва

Последние годы XIX века ознаменовались для Врубеля обращением к сказочно-мифологическим сюжетам, среди которых выделялись «Богатырь», «Пан» и «Царевна-Лебедь». «Пана» Врубель написал буквально за день в Талашкине — имении М. К. Тенишевой, причём на холсте, на котором уже начал писать портрет жены. Исходным импульсом и здесь стал литературный — новелла Анатоля Франса «Святой Сатир». С большим трудом удалось организовать выставку «Богатыря» у Дягилева, уже после его экспонирования в Московском товариществе художников, где она не удостоилась внимания.
Картину «Царевна-Лебедь» часто описывают как созданную по следам оперной постановки, хотя холст был закончен весной, а репетиции оперы «Сказка о царе Салтане» проходили осенью, премьера последовала 21 декабря 1900 года. О достоинствах этой картины также велись споры — далеко не все критики соглашались безоговорочно признавать её шедевром. Н. А. Дмитриева так характеризовала работу: «в ней звучит что-то тревожное, — недаром это была любимая картина Блока. В сгущающихся сумерках с багряной полосой заката царевна уплывает во тьму и только в последний раз обернулась, чтобы сделать свой странный предостерегающий жест. Эта птица с ликом девы едва ли станет послушной женой Гвидона, и благополучия не обещает её грустный прощальный взор.

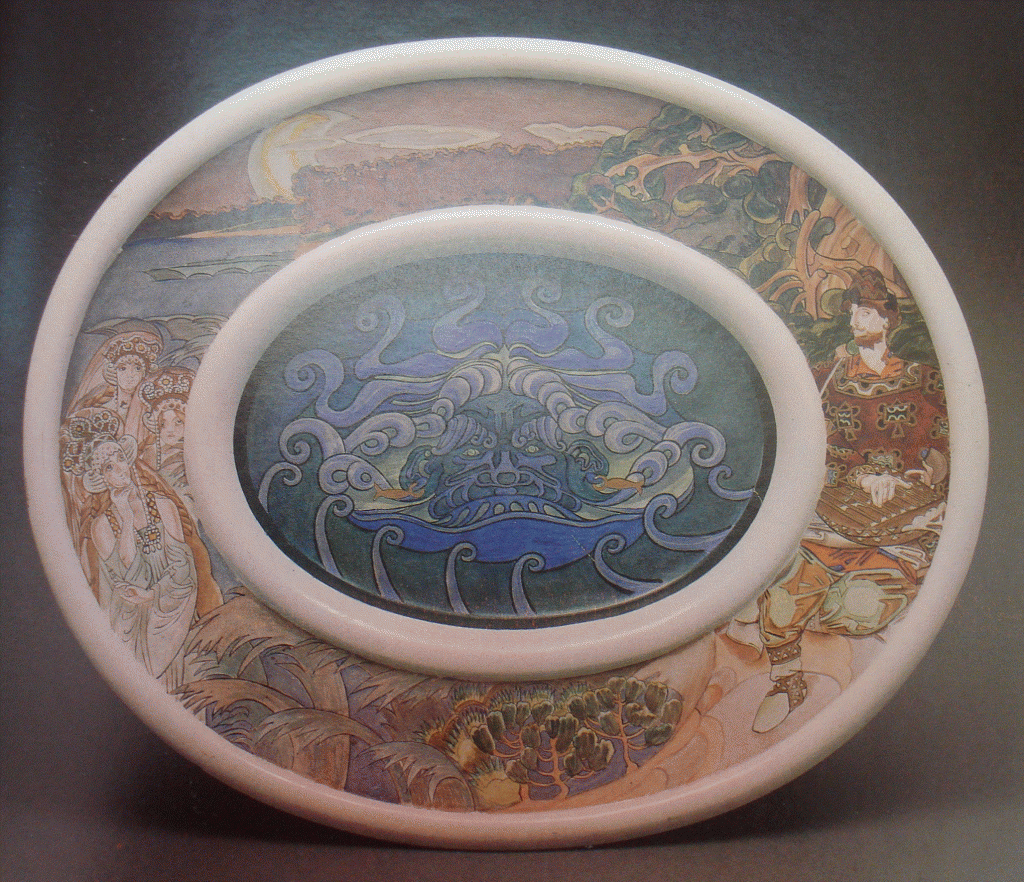
Блюдо „Садко“. Фарфор, роспись

Она не похожа на Надежду Ивановну Забелу — совсем другое лицо, хотя Забела и исполняла эту роль в „Сказке о царе Салтане“». Н. А. Прахов находил в лице Царевны-Лебеди сходство с сестрой Е. А. Праховой. Однако скорее всего художник создал собирательный образ, в котором преломились черты Э. Л. Праховой — былого объекта поклонения, и Н. И. Забелы, а может быть, и ещё чьи-то.
В середине лета 1900 года Врубели узнали о присуждении Михаилу Александровичу золотой медали (за камин «Вольга Святославич и Микула Селянинович») на Всемирной выставке в Париже. В тот год Гран-при получил В. Серов, а золотые медали — К. Коровин и Ф. Малявин. Произведения Врубеля — в основном прикладные керамические вещи и майолики, — экспонировались в Кустарном павильоне. Позже художник ещё четыре раза повторял камин «Вольга Святославич и Микула Селянинович» (только один из них, находившийся в Доме Бажанова, использовался по своему функциональному предназначению). В те же годы Врубель был приглашён художником на Дулёвский фарфоровый завод. Самая известная его работа по росписи фарфора — блюдо «Садко».

### Демон поверженный

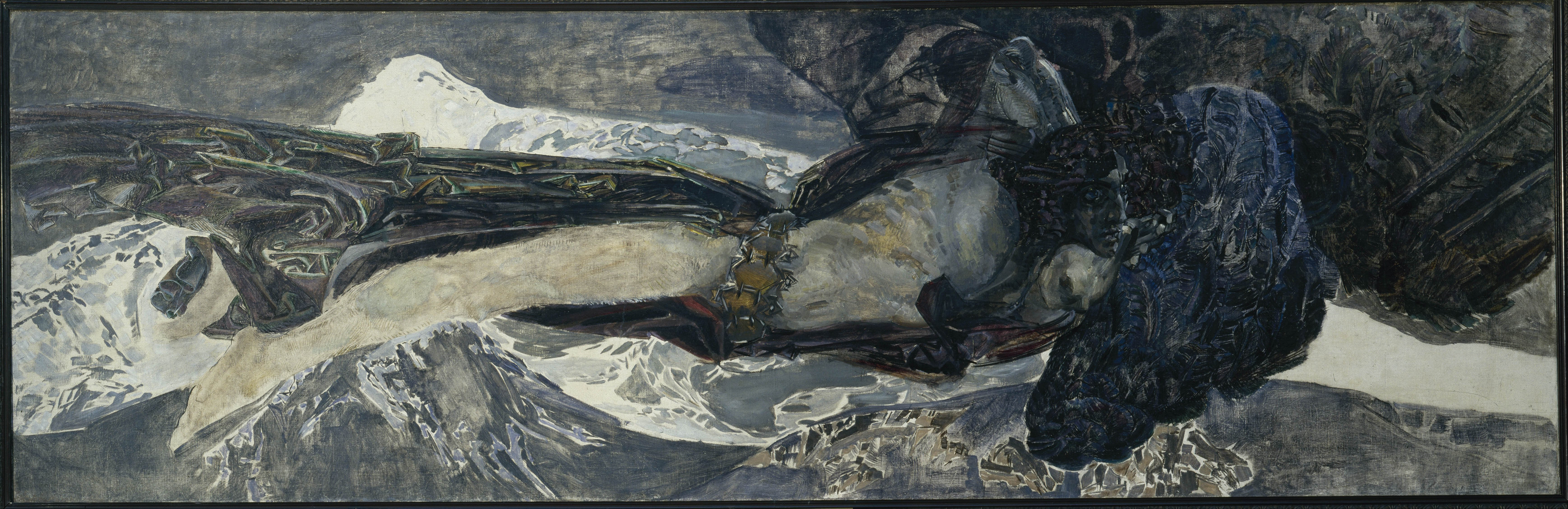
Демон летящий. 1899. Холст, масло. Государственный Русский музей, Санкт-Петербург

Тема Демона после почти десятилетнего перерыва вновь появилась в переписке Врубеля с Римским-Корсаковым в самом конце 1898 года. С 1899 года художник колебался между сюжетами «Демон летящий» и «Демон поверженный» и на первых порах выбрал первый, но картина так и осталась недописанной. Тема лермонтовского Демона переплеталась с темой пушкинского «Пророка», по мотивам которого Врубель написал картину и сделал несколько иллюстраций.

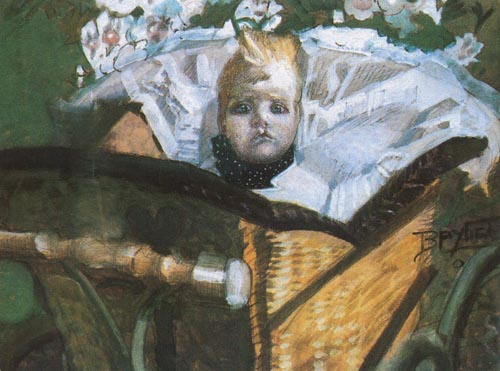
Портрет сына художника. 1902. Бумага, акварель, белила, уголь. Государственный Русский музей, Санкт-Петербург

1 сентября 1901 года у Надежды Врубель родился сын, названный Саввой. Ребёнок был крепкий, хорошо сложённый, но с характерным дефектом — «заячьей губой». Сестра Н. Врубель — Е. Ге полагала, что Михаил Врубель имел «вкус такой своеобразный, что он мог находить красоту именно в некоторой неправильности. И ребёнок, несмотря на губку, был так мил, с такими громадными, синими, выразительными глазами, что губка поражала лишь в первый миг и потом про неё забывали». В разгар работы над «Демоном» художник написал большой акварельный портрет шестимесячного сына в коляске, о котором Н. М. Тарабукин писал так:

Испуганное и скорбное лицо крохотного существа, промелькнувшего метеором в этом мире, полно необычайной выразительности и какой-то недетской мудрости. В его глазах как будто пророчески запечатлена вся трагическая судьба его недолговечности.
Рождение сына привело к резкому изменению образа жизни в семье: Н. Забела-Врубель отказалась от кормилицы и ради сына решила на время оставить сцену. Содержание жены и ребёнка целиком пало на плечи Михаила Александровича, и уже с сентября — октября 1901 года он постепенно впадал в депрессию, одновременно увеличивая число рабочих часов. С ноября работа над «Демоном поверженным» вошла в стадию исступления. Н. Яремич свидетельствовал об этом так:

Всю зиму Врубель работает с страшным напряжением. Вместо обычных трёх — четырёх часов, он работает по 14, а иногда и больше, — при искусственном освещении, никуда не выходя и едва отрываясь от картины. Раз в день он надевал пальто, открывал форточку и с четверть часа вдыхал холодный воздух, — это он называл своей прогулкой. Весь поглощённый работой, он стал нетерпимым ко всякой помехе, не хотел видеть гостей и едва разговаривал с своими. Демон уже много раз был почти закончен, но Врубель снова и снова его переписывал.

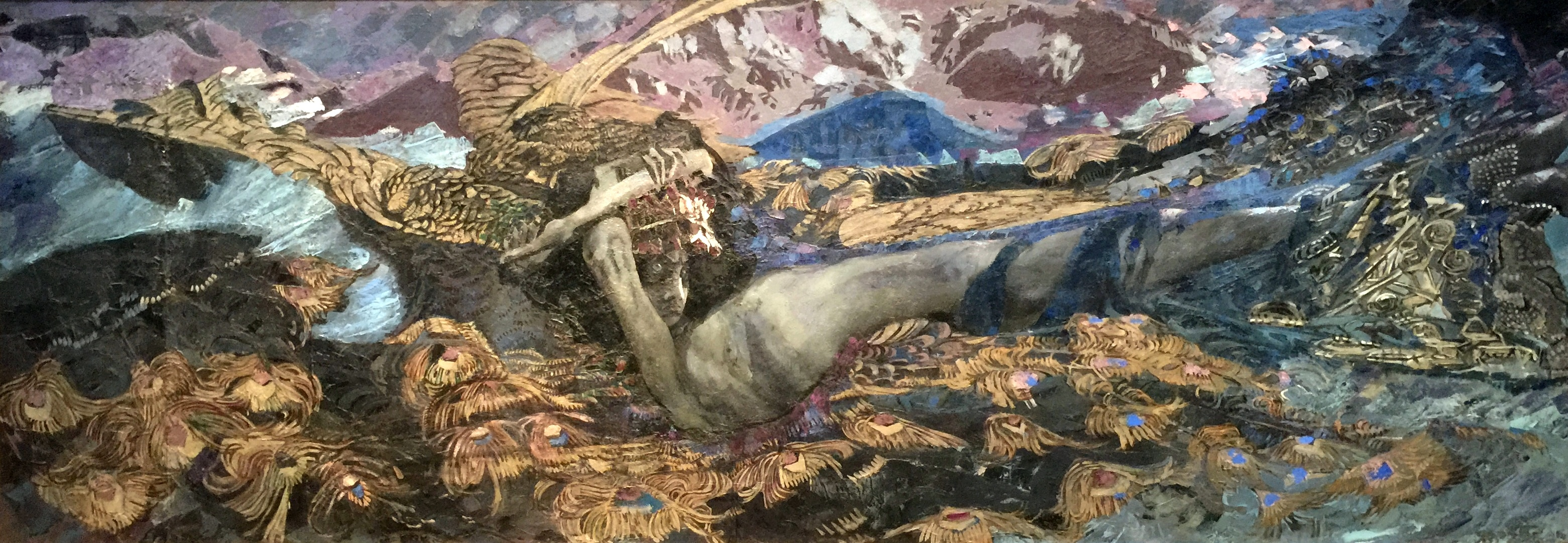
Демон поверженный. 1902. Холст, масло. Государственная Третьяковская галерея, Москва

По мнению Н. А. Дмитриевой, «это не лучшая из его картин. Она необычайно эффектна, и была ещё эффектнее в момент создания, когда розовый венец сверкал, павлиньи перья мерцали и переливались (уже через несколько лет ослепительные краски стали темнеть, жухнуть и теперь почти почернели). Сама эта утрированная декоративная эффектность лишает живопись подлинной глубины. В стремлении поразить, потрясти художник, уже утерявший душевное равновесие, изменял своему „культу глубокой натуры“ — и „Демон поверженный“, с чисто формальной стороны, более других картин Врубеля, написан в духе модерна».
Психическое состояние Врубеля непрерывно ухудшалось: появилась постоянная бессонница, день ото дня нарастало возбуждение, художник стал необыкновенно самоуверен и многословен. Неудачная экспозиция «Демона поверженного» в Москве 2 февраля 1902 года за день до закрытия выставки «Группы 36-ти» (художник рассчитывал, что картину купят для Третьяковской галереи), совпала с известиями о самоубийстве А. Риццони в результате некорректной критики на страницах журнала «Мир искусства».
Далее картину перевезли в Петербург, где Врубель продолжал непрерывно переписывать её, портя, по мнению друзей. Возбуждённое состояние художника заставило близких отвести его к знаменитому психиатру В. М. Бехтереву, который поставил диагноз «неизлечимый прогрессивный паралич» (в современной терминологии — третичный сифилис). Самому Михаилу Александровичу ничего не сказали, и он отправился в Москву. В старой столице ему стало ещё хуже, несмотря на то, что картину купил за 3000 рублей известный коллекционер Владимир фон Мекк. Судя по письмам Забелы Римскому-Корсакову, Врубель ударился в загул, пьянствовал, транжирил деньги и легко срывался по любому поводу. Жена с сыном попыталась бежать от безумного мужа к родственникам в Рязань, но он последовал за ними. В начале апреля с симптомами острого психического расстройства Михаил Александрович Врубель был госпитализирован в частную клинику Ф. А. Савей-Могилевича.

## Годы болезни. Угасание (1903—1910)

### Первый кризис
Сумасшествие художника привлекло к нему внимание прессы. Традиционно отзывы были недоброжелательными, например, в газете «Русский листок» в июне вышла статья «Душевнобольные декаденты», вызвавшая официальные опровержения. Вскоре появились статьи, в которых профессиональные художники писали, что «Демон поверженный» «содержит то, что должно быть во всяком произведении истинного искусства». Переменил мнение о Врубеле и А. Н. Бенуа, добавив в вёрстку своей «Истории русской живописи XIX века» эмоциональный пассаж об «истинной поэтичности» творчества Врубеля. Тогда же Бенуа и Дягилев приняли решение доказать публике вменяемость художника и организовали в ноябре 1902 года выставку тридцати шести его работ, в том числе всех трёх живописных «Демонов». Эта выставка стала переломной в отношении критиков и публики к наследию художника, однако мало кто верил, что Врубель выздоровеет и вернётся к искусству. Авторы
статей в «Мире искусства» писали о нём в тоне подведения итогов, употребляя прошедшее время: «он был».
Действительно, состояние Врубеля с апреля по август 1902 года было настолько тяжёлым, что к нему не пускали даже жену и сестру. Он был буен, нуждался в постоянном присмотре. В минуты просветлений он мог связно говорить и даже пытался рисовать, но десятки его больничных рисунков — это «примитивная порнография»; не уменьшалась и мания величия. Один из симптомов заболевания — Врубель раздирал до нитки одежду и нижнее бельё. Состояние его несколько улучшилось к сентябрю — он перестал буянить и рисовать, стал вежлив — и было решено перевести его в клинику В. П. Сербского при Московском университете. В клинике Сербского наметилось улучшение, хотя свидания с ним были запрещены, но он начал писать жене, в основном, в самоуничижительном тоне. Сербский подтвердил диагноз Бехтерева — «прогрессивный паралич вследствие сифилитической инфекции», заражение произошло ещё в 1892 году. После назначения препаратов ртути и успокоительных поведение его стало предсказуемым, к Михаилу Александровичу стали допускать посетителей, в том числе фон Мекка и П. П. Кончаловского. Однако художник уклонялся от разговоров об искусстве и чаще всего был мрачен. Прогноз был неутешительным: дальше лишь физическая и духовная деградация.

### Смерть сына. Второй кризис

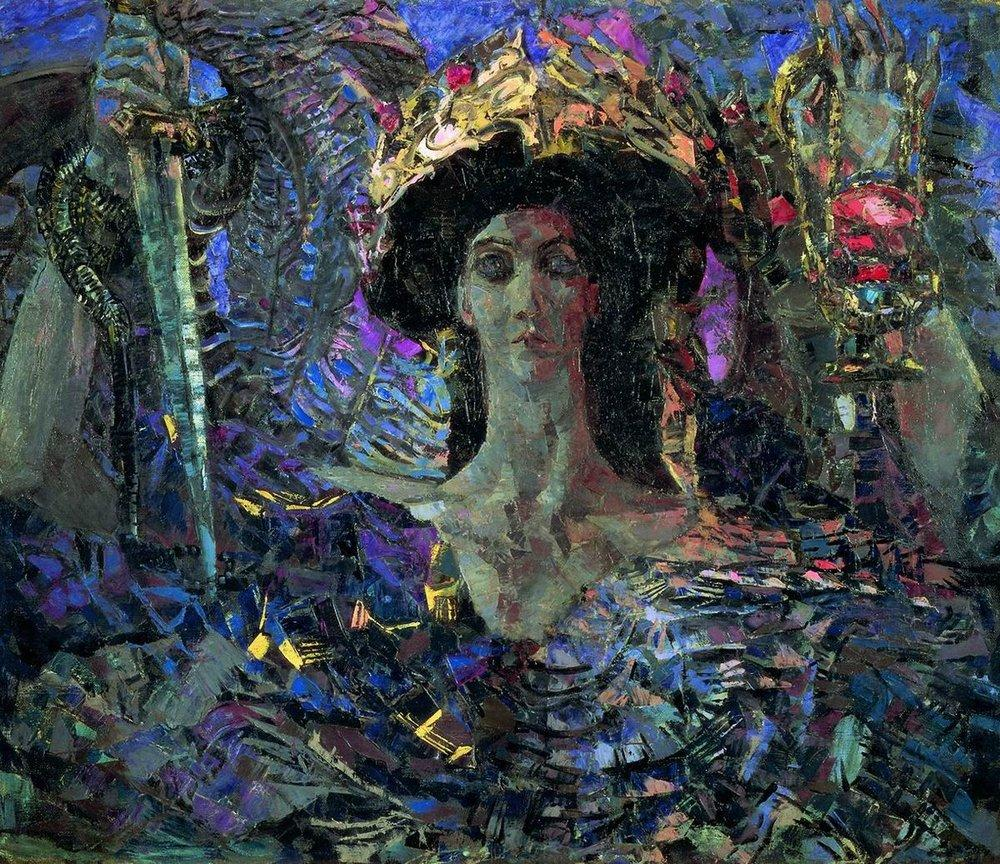
Шестикрылый серафим (Азраил). 1904. Холст, масло. Государственный Русский музей, Санкт-Петербург

В феврале 1903 года М. Врубеля выписали из клиники. Он был вял и рассеян, попытки заняться живописью ни к чему не приводили. Врачи советовали отправить его в Крым, однако апатия превратилась к апрелю в тяжёлую депрессию, и художник вернулся в Москву. В. фон Мекк предложил Врубелям провести лето в его имении в Киевской губернии, что несколько взбодрило Михаила Александровича и очень понравилось Надежде Ивановне. Накануне отъезда прихворнул двухлетний Саввочка, который уже пытался говорить. В Киеве болезнь обострилась, и через день — 3 мая — ребёнок умер. Врубель сразу вышел из апатии, и стал деятельно заниматься похоронами, старался быть бодрым и поддерживать жену, которая не произносила ни слова. Савву похоронили на Байковой горе (могила не сохранилась). Потеряв единственного ребёнка, супруги всё-таки поехали к фон Мекку, хотя явно не знали, что делать дальше и куда себя девать. В имении произошло резкое ухудшение психического состояния Врубеля, и уже через неделю он категорически заявил: «Везите меня куда-нибудь, а то я вам наделаю хлопот»; однако он очень боялся клиники при Кириловском монастыре.
Было решено отвезти художника в Ригу, где его сначала определили в больницу «Ротенберг» к доктору Теодору Тилингу, а затем, по рекомендации Тилинга, в загородную лечебницу для душевнобольных «Атгазен» к Максу Шенфельдту. Врубель пребывал в тяжелейшей депрессии и хотел свести счёты с жизнью, для чего морил себя голодом. Симптоматика была прямо противоположной, чем в прошлый раз: вместо мании величия — бред самоуничижения и галлюцинации. Однако лечащий врач не соглашался с диагнозом Бехтерева и Сербского, считал, что Врубель как творческая натура оказался в «меланхолии» и настаивал, что художник должен работать. Тот вернулся к своей давней работе «Пасхальный звон», который превратился в «Азраила». Забела с беспокойством писала Анне Врубель, что Михаил почти не спит, и его вновь не удовлетворяет лицо, которое он бесконечно переписывал. Работа не привела к улучшению. Вдобавок художник так ослаб, что его возили в кресле-каталке, а весенняя простуда переросла в острый ревматизм. Близкие полагали, что он не переживёт этой весны. Однако больной держался и летом, поэтому по совету Сербского 9 июля 1904 года Врубеля доставили в санаторную клинику Ф. А. Усольцева в Петровском парке.

### Клиника Усольцева. Реабилитация

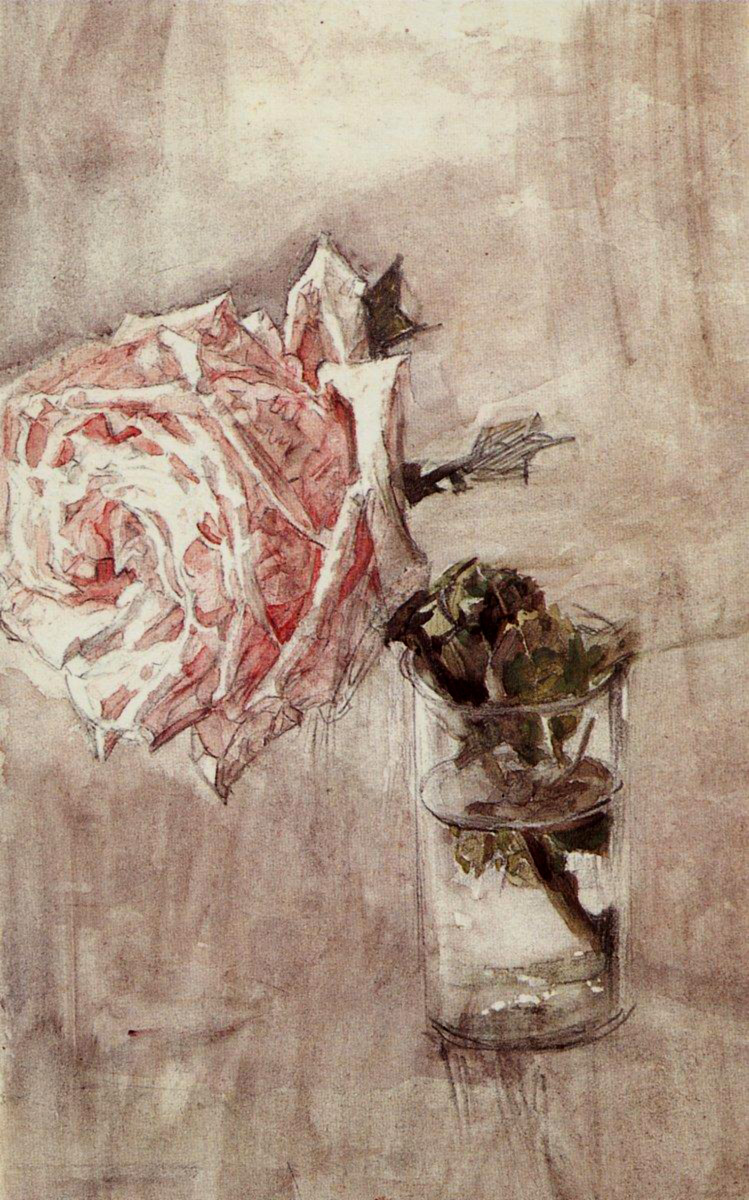
Роза в стакане. 1904, Государственная Третьяковская галерея

Доктор Усольцев поставил Врубелю диагноз «спинная сухотка» (то есть, согласно его мнению, бледной спирохетой был поражён спинной, а не головной мозг), остальное — галлюцинации-«голоса» — он списывал на маниакально-депрессивный психоз, характерный для артистических натур. В клинике произошло чудо: Врубель демонстрировал почти полную реабилитацию. Главную роль здесь сыграли методы Усольцева, а также близость жены и сестры, поселившихся по соседству на даче и видевшихся с Михаилом Александровичем каждый день. Иногда его отпускали на несколько часов домой, чтобы он мог пообедать с женой. Обстановка в клинике Усольцева вообще не должна была напоминать пациентам об их недугах, их не подвергали стеснительному режиму, и жили они в одном доме с семьёй своего врача. Приглашались люди искусства и певцы, устраивались домашние концерты. На вечерние мероприятия больные собирались вместе с медперсоналом. Усольцев ценил искусство Врубеля и всячески поощрял его творческую активность. В тот период с М. Врубелем активно общался П. И. Карпов — один из первых исследователей творчества душевнобольных. Терапия явно пошла на пользу — на одном из рисунков, сделанных в лечебнице Ф. А. Усольцева, художник сделал надпись: «Дорогому и многоуважаемому Фёдору Арсеньевичу от воскресшего Врубеля».

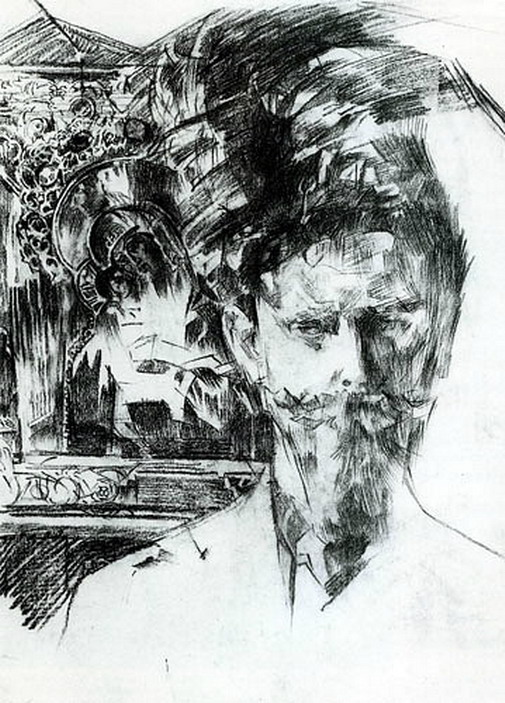
Портрет Усольцева на фоне иконы. 1904, частное собрание

Огромную часть больничного врубелевского наследия составляли карандашные рисунки — единственная сохранившаяся серия его натурных штудий. В это время он рисовал преимущественно портреты врачей, санитаров, больных, знакомых, группы играющих в карты и в шахматы, делал пейзажные наброски, зарисовывал уголки комнаты, простые предметы — кресло, брошенное на стул платье, смятую постель (цикл «Бессонница»), подсвечник, графин, розу в стакане. Вероятно, он ощущал потребность, возвращаясь к художественному
творчеству, «усиленно и смиренно штудировать натуру», о чём не уставал говорить окружающим. Вместо стилизации — «наивная передача самых подробных живых впечатлений». Среди больничных рисунков было несколько портретов доктора Усольцева, его жены, брата-студента. Существует незаконченный портрет Усольцева на фоне иконы в золочёном окладе (1904 года). Художнику удалось одним чёрным карандашом, без помощи цвета передать узорчатую фактуру фона и бликов на окладе и при этом не «потерять» лицо в дробности.
Летом 1904 года Н. Забела получила ангажемент в Мариинской опере, Врубель же не мыслил жизни без жены. Усольцев не настаивал на продолжении лечения, с августа супруги перебрались в Петербург. Вскоре оказалось, что из-за перенесённых испытаний пострадал голос певицы, Надежда Ивановна больше не могла выступать в опере и нашла себя в камерном жанре. К этому периоду относится огромное число холстов Врубеля, изображавших жену в разных сценах. Среди них выделяется двухметровое полотно «После концерта», запечатлевшее Забелу в платье, сшитом по эскизам Врубеля.

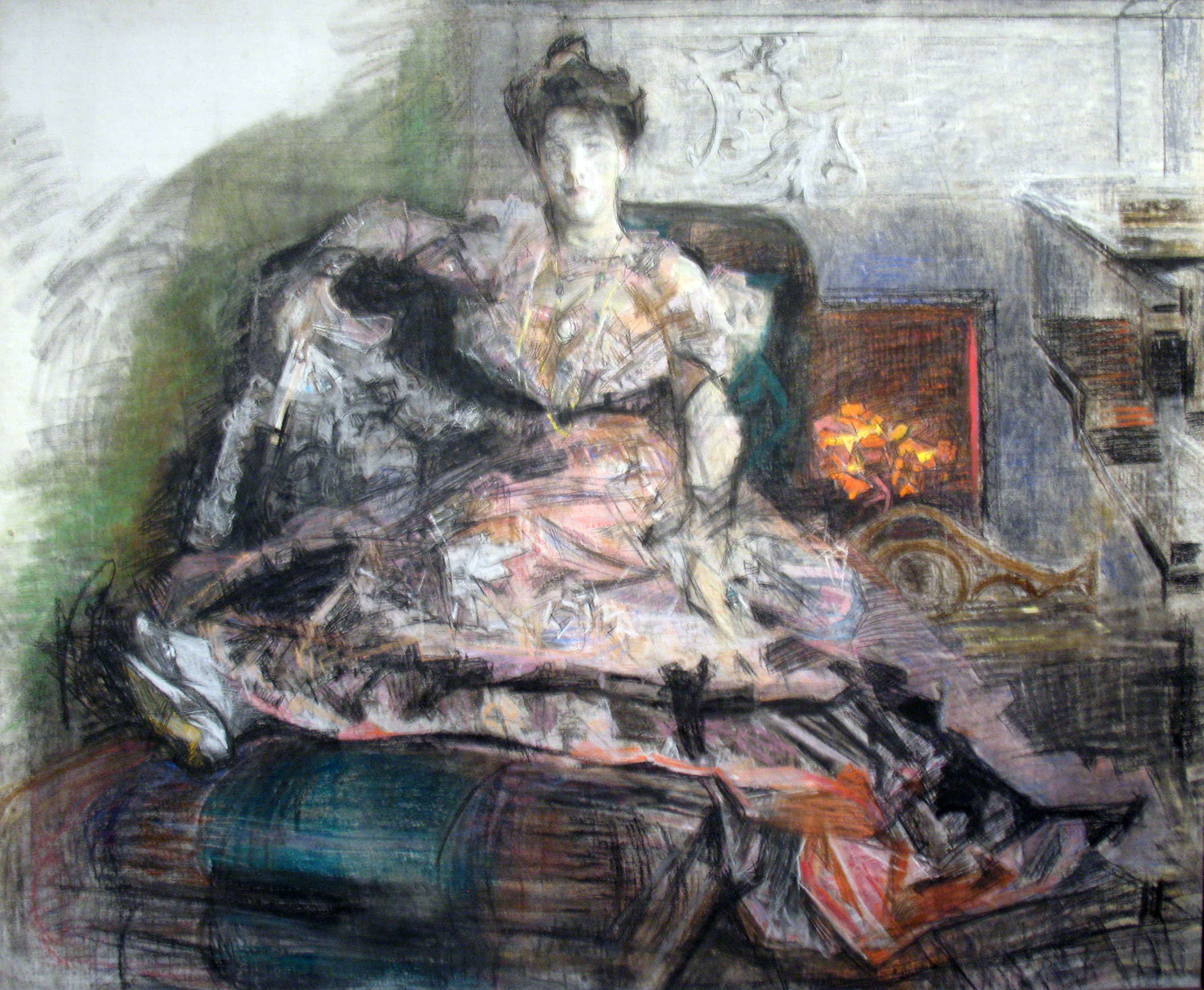
После концерта. Незаконченный портрет Н. И. Забелы-Врубель, 1905, Государственная Третьяковская галерея

Существенно изменилось и мнение о художнике публики и критиков. Сдвоенный номер «Мира искусства» (№ 10—11 за 1903 год) был целиком посвящён Врубелю, там были приведены репродукции его работ, многие его критики публично взяли свои негативные отзывы обратно. К началу XX века изменились также вкусы и предпочтения публики, в моду вошли импрессионисты и символисты, в результате приемлемыми стали символика и образный строй живописи Врубеля, его эмоциональность и культ красоты.

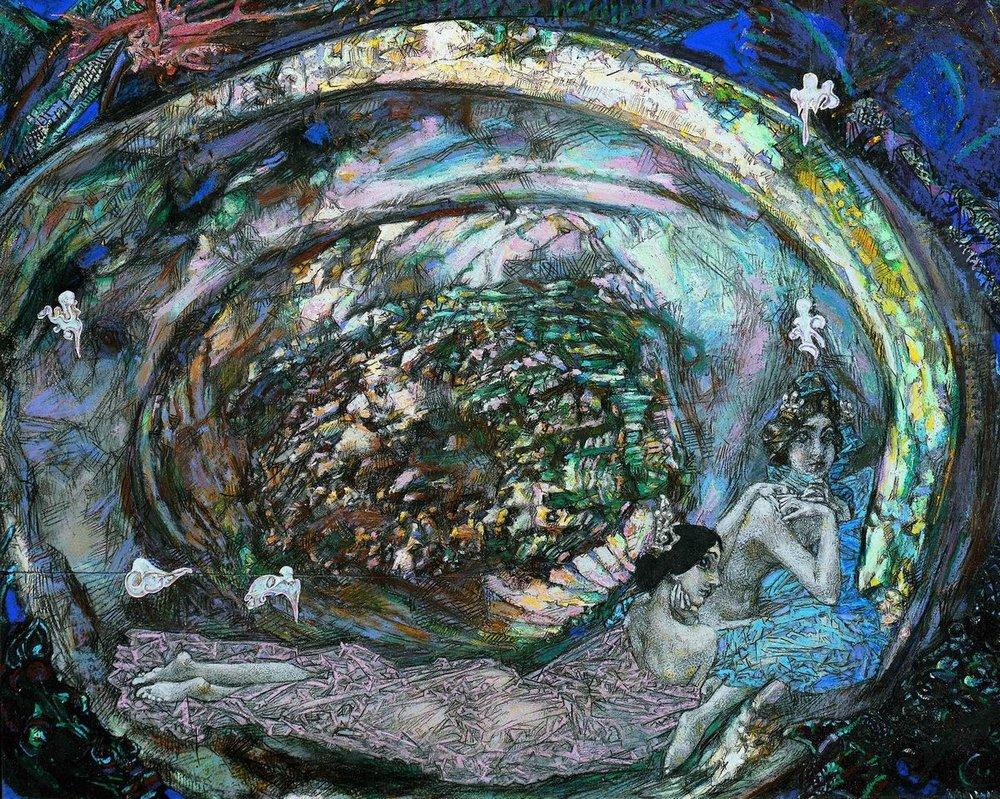
Жемчужная раковина, 1904, Государственная Третьяковская галерея

На выставке Союза русских художников 1905 года была показана очередная работа Врубеля — «Жемчужная раковина». Врубель сделал массу графических эскизов, вновь, как и в лермонтовских иллюстрациях, пытаясь решить задачу «чёрно-белой красочности». Однако на готовом полотне появились фигуры морских царевен, о которых Н. Прахову художник говорил так:

Ведь я совсем не собирался писать «морских царевен» в своей «Жемчужине». Я хотел со всей реальностью передать рисунок, из которого слагается игра перламутровой раковины, и только после того, как сделал несколько рисунков углём и карандашом, увидел этих царевен, когда начал писать красками.
Н. А. Дмитриева, впрочем, невысоко оценивала эту находку: «фигурки, которые он неожиданно для себя посадил в жемчужной раковине, едва ли достойны такого волшебного грота. Эти жеманные фигурки слишком напоминают своих многочисленных длинноволосых сестёр из типичного декора модерн; художник сам это смутно чувствовал — он не был доволен своими наядами». Позднее Врубелю мерещилось в них нечто непристойное, появившееся помимо его воли.
В феврале 1905 года симптомы психоза вернулись к Врубелю. Надежда Ивановна вызвала из Москвы Усольцева, который приехал за своим пациентом. Михаил Александрович всё понимал и не противился. Накануне отъезда в Москву, 6 марта, стал прощаться с друзьями и родными, посетил П. П. Чистякова в Академии художеств и Панаевский театр, в котором впервые увидел свою жену.

### Последняя творческая активность

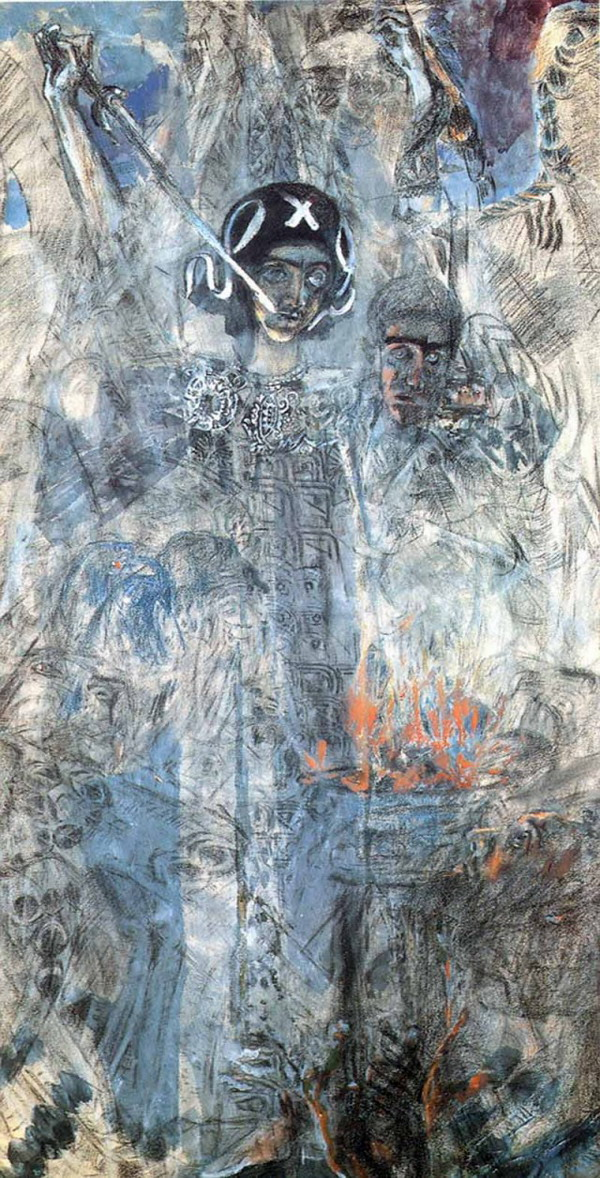
Видение пророка Иезекииля. Последняя картина Врубеля. 1906. Государственный Русский музей, Санкт-Петербург

О состоянии художника после госпитализации Н. И. Забеле писала супруга Усольцева — Вера Александровна:

В состоянии Михаила Александровича перемен нет. Сон как будто бы стал продолжительнее. Он спит через ночь по пять часов, и редкий день, чтоб не поспал хотя бы три часа. Кушает хорошо — и в своё время. Но, к сожалению, изорвал в клочки летнее новое пальто и брюки. Он притворился спокойным, лёг в кровать, закрылся одеялом и под ним начал теребить его и изорвал на полоски, прежде чем прислуга заметила… Сила физическая в нём очень большая — редкая для интеллигентного человека… Вы спрашиваете, нужно ли ему писать. Нет, не стоит писать. Он относится без внимания к письмам — и сам не пишет. Бред слишком владеет им… любовь к вам — проходит красной нитью через все его разговоры… Так, он объяснил мне, что пальто и брюки пригодятся Вам, если вставить в прорехи разноцветные куски материи….
Только через полгода Врубель смог более или менее адекватно реагировать на окружающих. Однако письма его к Забеле полны самоуничижения и покаяния. Несмотря на мучающие его «голоса», он вернулся к теме Пророка, начал писать шестикрылого серафима и обратился к теме видений пророка Иезекииля. Картину не удалось завершить: в самом начале 1906 года стало катастрофически падать зрение, подтвердив диагноз прогрессивного паралича; проявилась атрофия зрительного нерва. Содержался он в клинике почти исключительно за счёт жены, что было нелёгкой задачей, ибо месяц пребывания у Усольцева стоил 100—150 рублей, против девяти в университетской клинике у Сербского. Это понимало и театральное начальство, которое держало Забелу в труппе на жалованье 3600 рублей в год.

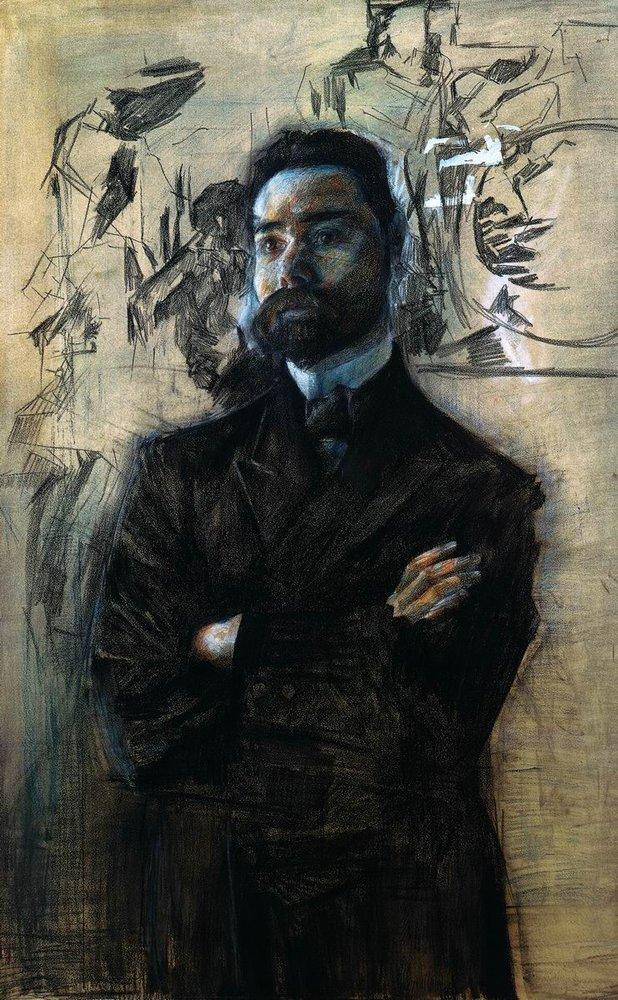
Портрет Брюсова. 1906. Бумага, уголь, сангина, белила. Государственная Третьяковская галерея, Москва

Признание Врубеля шло своим чередом: 28 ноября 1905 года Михаила Александровича избрали академиком живописи «за известность на художественном поприще». Тогда же в клинику прибыл Николай Рябушинский — издатель журнала «Золотое руно». Планы редакции включали тогда создание портретной галереи выдающихся современных писателей, которых должны были писать ведущие современные мастера. Так, Константина Бальмонта должен был писать Валентин Серов. Портрет идейного вождя редакции и мэтра русского символизма — Валерия Брюсова — заказали Врубелю. Рябушинский сразу купил ещё не начатый портрет за 300 рублей и ещё заплатил 100 за автопортретный рисунок «Голова пророка». Работу над портретом Брюсов описывал так:

Вот отворилась дверь, и вошёл Врубель. Вошёл неверной, тяжёлой походкой, как бы волоча ноги. Правду сказать, я ужаснулся, увидя Врубеля. Это был хилый, больной человек, в грязной измятой рубашке. У него было красноватое лицо; глаза — как у хищной птицы; торчащие волосы вместо бороды. Первое впечатление: сумасшедший! <…> В жизни во всех движениях Врубеля было заметно явное расстройство. Но едва рука Врубеля брала уголь или карандаш, она приобретала необыкновенную уверенность и твёрдость. Линии, проводимые им, были безошибочны.
Творческая сила пережила в нём всё. Человек умирал, разрушался, мастер — продолжал жить.

В течение первого сеанса начальный набросок был закончен. Я очень жалею, что никто не догадался тогда же снять фотографию с этого чёрного рисунка. Он был едва ли не замечательнее по силе исполнения, по экспрессии лица, по сходству, чем позднейший портрет, раскрашенный цветными карандашами.
Тогда же Рябушинский заказал Серову портрет самого Врубеля. Работу организовали так: по утрам художник рисовал Брюсова, после обеда академик Серов рисовал академика Врубеля. Хотя Н. Забела беспокоилась, под силу ли её мужу такое напряжение, но Ф. Усольцев категорически заявлял, что «как художник он был здоров и глубоко здоров». 1 февраля 1906 года Михаила Александровича поздравили с выходом в свет первого номера «Золотого руна», который открывался стихотворением Брюсова «М. А. Врубелю». Однако уже 12 февраля Врубель в собственноручном письме к жене жаловался, что не может ни читать, ни рисовать. Через несколько дней он полностью ослеп.

### Угасание. Кончина

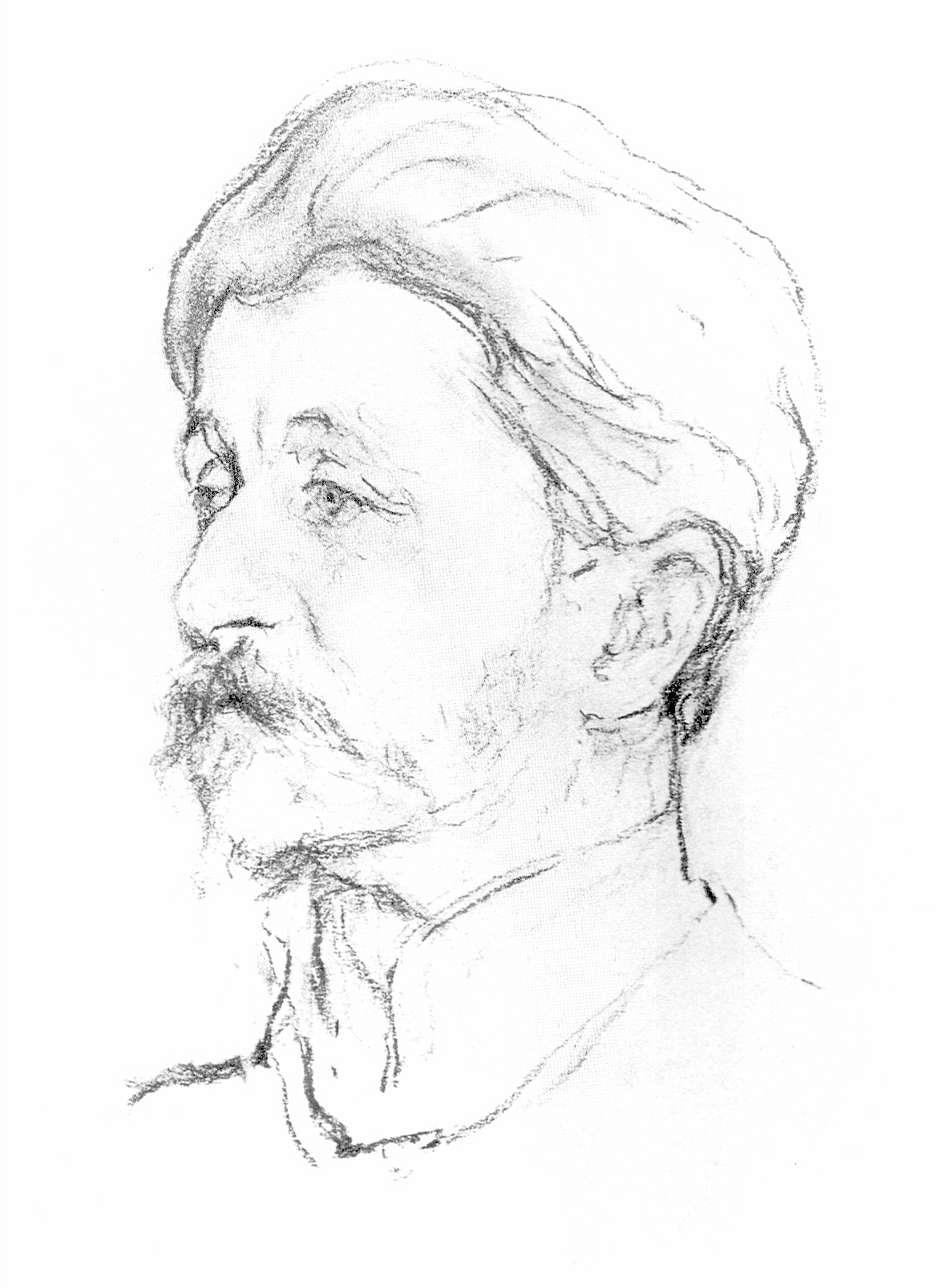
В. Серов. Портрет Врубеля. Начат с натуры в 1906 году в клинике Усольцева, опубликован в 1907 году. Государственная Третьяковская галерея

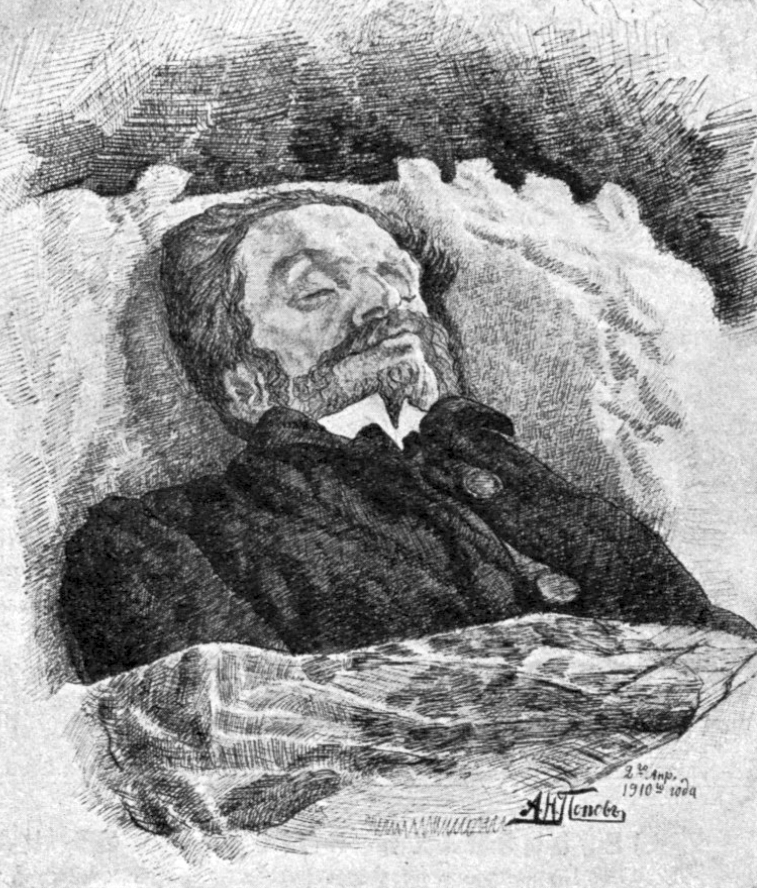
Врубель в гробу. Портрет сделан с натуры учеником академии художеств А. Н. Поповым во время прощания с художником в церкви при академии.

В начале февраля 1906 года к Врубелю приехала сестра Анна. Ей было суждено стать его главной сиделкой и поводырём. После совещания с Усольцевым было решено перевезти художника в Петербург: лечения не требовалось, ему был нужен уход и общество близких. Сестра и жена художника поселились в одной квартире, а Михаила Александровича поместили в хорошую клинику А. Г. Конасевича, в которой он встретил своё 50-летие. Однако клиника была далеко от дома (Песочная улица, дом № 9), в ней были строгие порядки, и в конце концов Врубеля переселили в больницу А. Э. Бари на 5-й линии Васильевского острова близ Академии художеств, где был совершенно свободный режим. В. Серов обратился к Совету Академии о выплате Врубелю пособия, которое бы позволяло покрывать больничные расходы, составлявшие 75 рублей зимой и 100 рублей летом. Прошение было удовлетворено.
С потерей зрения буйные эксцессы стали реже. Жена регулярно навещала его, иногда приводила аккомпаниатора и устраивала домашние концерты. Анна Врубель посещала брата ежедневно, гуляла с ним и читала ему вслух. Особенно часто, по её словам, перечитывались тургеневские стихотворения в прозе и чеховская «Степь», по мотивам которой когда-то Михаил Александрович написал картину. Екатерина Ге — сестра Надежды Забелы — вспоминала:

…Чтением Михаил Александрович очень интересовался и не переносил только грустного конца и всегда на место такого сочинял другой, более счастливый… иногда же он так был занят своим, что не мог слушать ни чтения, ни пения и рассказывал что-то вроде сказок, что у него будут глаза из изумруда, что он в древнем мире и во времена Возрождения и сделал все знаменитые произведения.

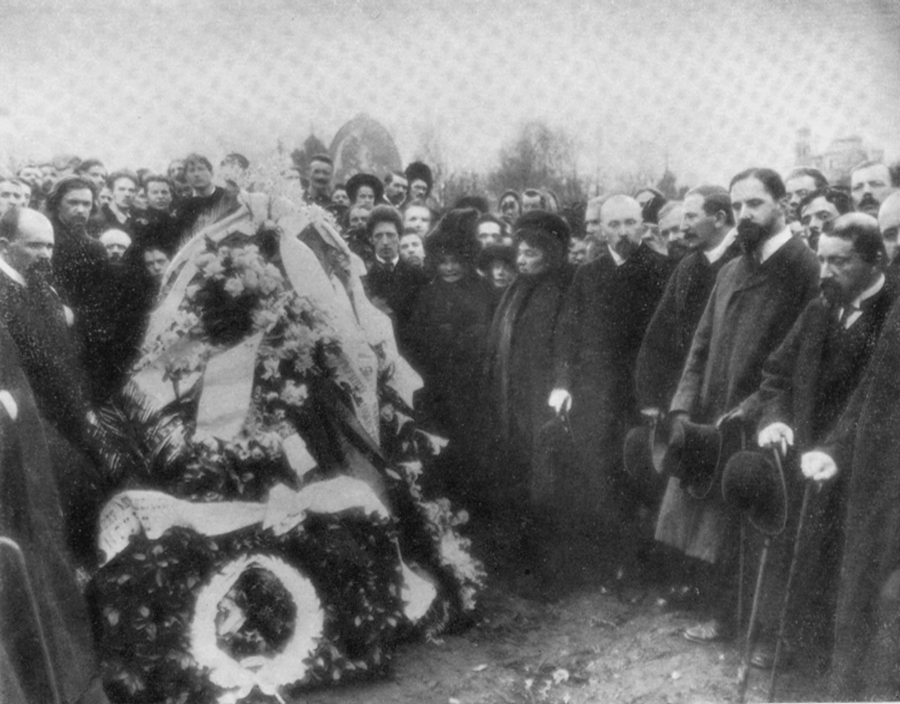
Похороны М. Врубеля, 3 апреля 1910 года. На переднем плане справа от венков: А. А. Блок, Е. И. Ге, Н. И. Забела-Врубель, Н. К. Рерих, Л. С. Бакст, И. Я. Билибин, В. Серов

В последние годы жизни Врубель практически постоянно был погружён в мир своих галлюцинаций, о которых весьма образно рассказывал окружающим. Иногда наступали просветления, и тогда он жаловался на постигшее его несчастье и изобретал аскетические практики, которые должны были вернуть ему зрение: отказывался от пищи, целыми ночами простаивал перед кроватью. Михаил Александрович мог не узнавать старых друзей, навещавших его, например, Поленова. Анна Александровна Врубель вспоминала, что в последний год её брат говорил, что устал жить. Суровым февралём 1910 года он намеренно простаивал под открытой форточкой и спровоцировал у себя воспаление лёгких, перешедшее в скоротечную чахотку. При этом он сохранял присущий ему эстетизм до последней минуты: Екатерина Ге вспоминала, что «хину он принимал почти с удовольствием, а когда ему дали салициловый натр, он сказал: „Это так некрасиво“». Доктор Усольцев ещё раньше писал: «С ним не было так, как с другими, что самые тонкие, так сказать, последние по возникновению представления — эстетические — погибают первыми; они у него погибли последними, так как были первыми».
Накануне смерти (1/14 апреля 1910 года) Врубель привёл себя в порядок, вымылся с одеколоном и ночью сказал ухаживавшему за ним санитару: «Николай, довольно уже мне лежать здесь — поедем в Академию». Действительно, на следующий день гроб был установлен в Академии художеств. В алфавите погребённых записали: «Скончался от прогрессивного паралича».

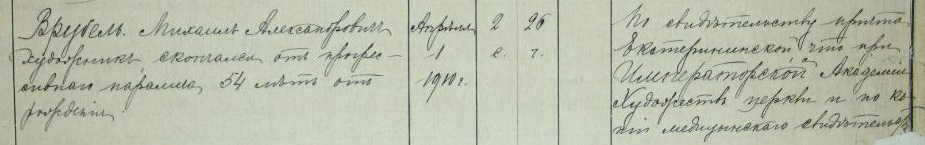
Запись в «Алфавите погребённых»

Заботу о похоронах взяла на себя Е. Ге, она же распорядилась снять посмертную маску.

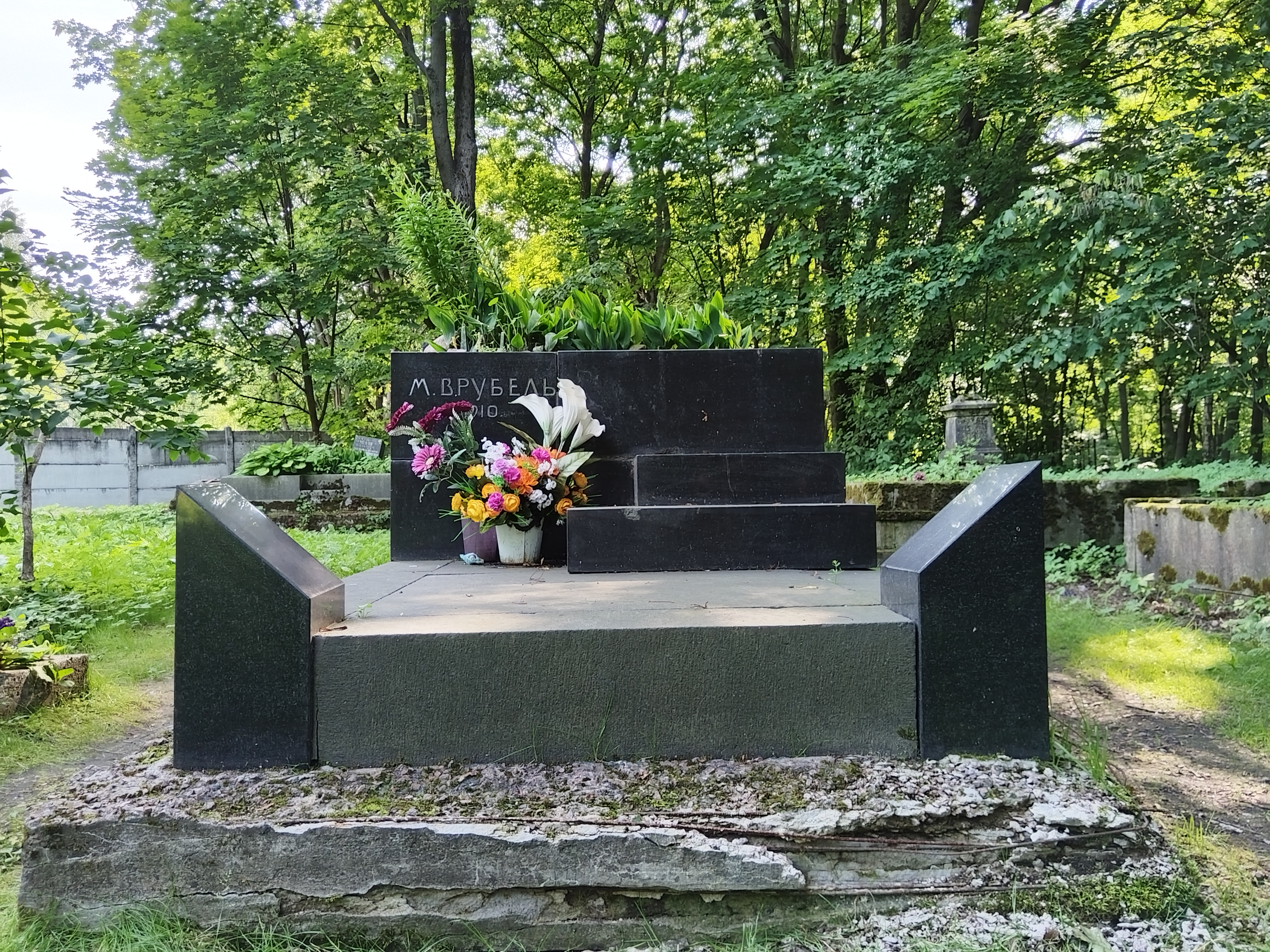
Могила Михаила Врубеля. 2025

3 апреля состоялись похороны на кладбище Воскресенского Новодевичьего монастыря в Санкт-Петербурге. Единственную речь произнёс Александр Блок, назвав художника «вестником иных миров», он также сказал: «Он оставил нам своих Демонов, как заклинателей против лилового зла, против ночи. Перед тем, что Врубель и ему подобные приоткрывают человечеству раз в столетие, я умею лишь трепетать. Тех миров, которые видели они, мы не видим».

## Личность
Особенности личности Врубеля отмечали все знавшие его, но присущие ему черты характера и темперамент были настолько своеобразны, что подвергались переосмыслению в свете его душевной болезни. По мнению В. Домитеевой, лучший портрет Врубеля в литературе создал его друг и коллега К. Коровин. Все характерные черты личности художника были им весьма точно схвачены:

Ценил Левицкого, Боровиковского, Тропинина, Иванова, Брюллова и старых академиков… Как-то его спросил мой приятель Павел Тучков о крепостном праве.

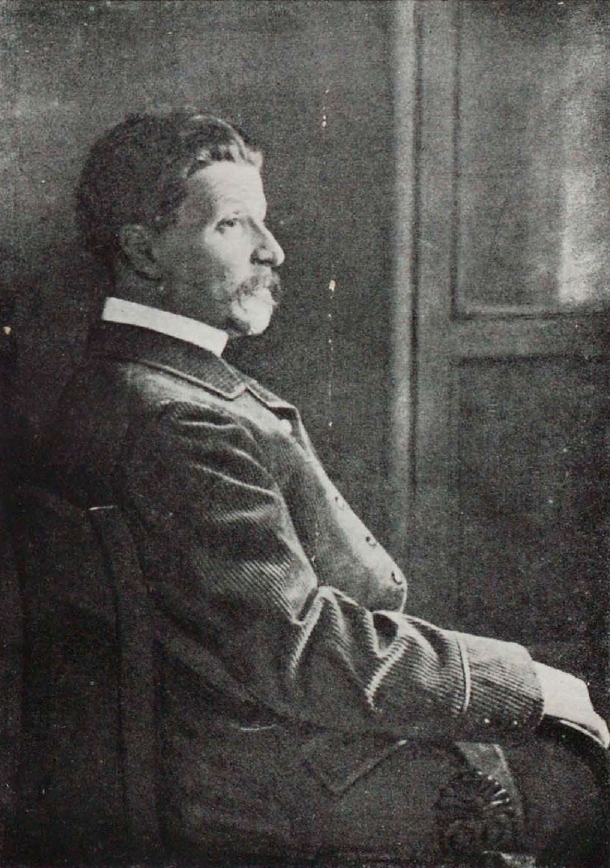
Врубель в 1898 году

— Да, недоразумения были везде, и на Западе. Чем лучше узаконенное право первой ночи? А раньше — инквизиция? Этого, кажется, как-то мало было в России. Но жаль, что народ оставил без понимания своих творцов красоты. Ведь у нас не знают Пушкина, а если и читают, то это такое малое количество. А жаль…
Раз кто-то сказал при Врубеле, что в России — повальное пьянство.
— Неправда, — ответил Врубель, — за границей пьют больше. Но там на это не обращают внимания, и пьяных сейчас же убирает отлично поставленная полиция.
Как-то летом у Врубеля, который жил со мною в мастерской на Долгоруковской улице, не было денег. Он взял у меня 25 рублей и уехал. Приехав вскоре обратно, он взял большой таз и ведро воды, и в воду вылил из пузырька духи, из красивого флакончика от Коти. Разделся и встал в таз, поливая себя из ведра. Потом затопил железную печь в мастерской и положил туда четыре яйца и ел их с хлебом печёные. За флакон духов он заплатил 20 рублей…
— А чудно, — говорю я ему. — Что же это ты, Миша…

Он не понял. Словно это так необходимо. Раз он продал дивный рисунок из «Каменного гостя» — Дон Жуан за 3 рубля. Так просто кому-то. И купил себе белые лайковые перчатки. Надев их раз, бросил, сказав: «Как вульгарно».
Очевидцы утверждают, что находившийся в психиатрической больнице Врубель цитировал наизусть «Илиаду» по-гречески, «Гамлета» по-английски и «Фауста» по-немецки. Прекрасное знание латинского и греческого языков, которое Врубель получил в гимназии, позволило ему в студенческие годы зарабатывать репетиторством.

## Наследие. Память

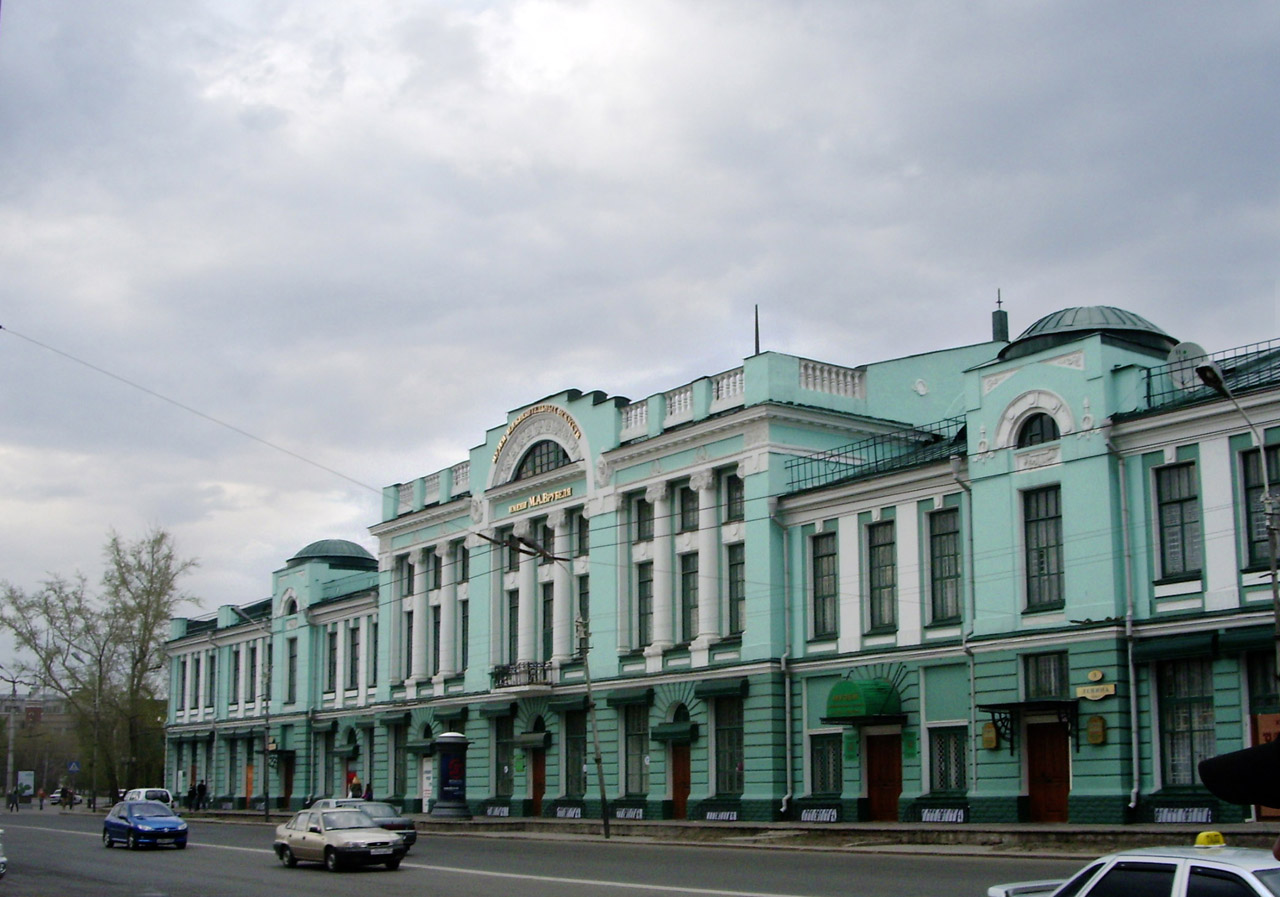
Музей изобразительных искусств имени Врубеля. Врубелевский корпус. Омск

Надежда Ивановна Забела-Врубель скончалась 20 июня 1913 года после концерта, ей было 45 лет. Похоронили её рядом с Михаилом Александровичем. За надгробный памятник взялся скульптор Леонид Шервуд, но к 1913 году удалось лишь установить постамент из тёмного гранита. Кладбище Новодевичьего монастыря после революции очень сильно пострадало, было разрушено множество могил. В 1930-х годах в Александро-Невской лавре был организован музей-некрополь, и тогда же с Новодевичьего в Александро-Невскую лавру начали переносить могилы известных людей, но этот процесс так и не завершился. Не состоялся и предполагавшийся перенос праха Михаила Александровича Врубеля. В 2015 году общественностью было инициировано изготовление нового памятника, однако власти Санкт-Петербурга отказали в разрешении на установку.
Работы Врубеля находятся в собраниях Государственной Третьяковской галереи в Москве, Государственного Русского музея в Санкт-Петербурге, Музее имени М. А. Врубеля в Омске, а также в Национальном музее «Киевская картинная галерея» (бывш. Киевском музее русского искусства) и Одесском художественном музее, в Национальном художественном музее Республики Беларусь в Минске. Его именем названы некоторые объекты и посвящены памятные знаки в Омске, Киеве, Воронеже, Москве, Саратове, Одессе.
Относительно места и положения Врубеля в русском и мировом искусстве мнения разных исследователей расходятся. По Н. А. Дмитриевой, это место «исключительно и обособленно». Она не считала Врубеля типичным представителем эпохи модерна, поскольку он «совпадал с модерном в своих далеко не лучших вещах». Модерн, согласно Дмитриевой, был мало органичен для искусства Врубеля, — намного менее, чем для Бакста или Серова, — поскольку «культ глубокой натуры», исповедуемый Врубелем, модерну был несвойственен.
Согласно В. А. Леняшину, Михаил Александрович смог реализовать символизм как стройную эстетическую и философскую систему в изобразительном искусстве. При этом как творец он не мог не быть одиноким, проделав эволюцию от «отшельника, алхимика, пришельца из иного эзотерического пространства» в пророка. П. Ю. Климов, специально рассматривавший творческое наследие Врубеля в контексте русского модерна, признавал его представителем революционной ветви русского модерна, и утверждал, что положение и значение его в тогдашней культурной среде равно только позиции Александра Ива́нова для русского академизма. Это произошло благодаря сочетанию природной одарённости Врубеля и его позднему приобщению к художественному миру России вообще. С точки зрения П. Ю. Климова, уже во врубелевских эскизах киевского периода была заложена программа модерна и имелись все его признаки: стилизация как главный принцип интерпретации формы, стремление к синтезу, акцентирование роли силуэта, холодная цветовая гамма, символизм настроения.
Стремительная стилевая эволюция Врубеля объясняется тем, что он не был связан ни с академизмом, ни с передвижниками и, следовательно, ему не требовалось усилий для преодоления доктрины. Академизм же им воспринимался как отправная точка для собственного движения вперёд, как совокупность базовых профессиональных навыков. По складу личности и художественного мышления он был ярко выраженным индивидуалистом, ему чужды были идеи социальной справедливости, соборности, православного единства, питавшие других художников его поколения. При этом одиночество Врубеля объяснялось и сугубо социальной средой: модерн, будучи буржуазным видом искусства, ещё не имел в 1880-е годы своих потребителей в России. Врубелю оставалось ждать почитателей, заказчиков и покровителей, которые появились только в середине 1890-х годов.
В честь М. А. Врубеля был назван мыс в Охотском море (Курильские острова, остров Харимкотан).

## Выставки
- 2021—2022 (3 ноября — 8 марта) — Москва. Государственная Третьяковская галерея. Михаил Врубель. Представлено более 300 произведений из 14 российских и зарубежных музеев. К выставке подготовлен специальный выпуск журнала «Третьяковская галерея», посвящённый М. Врубелю.

Выставки на Украине

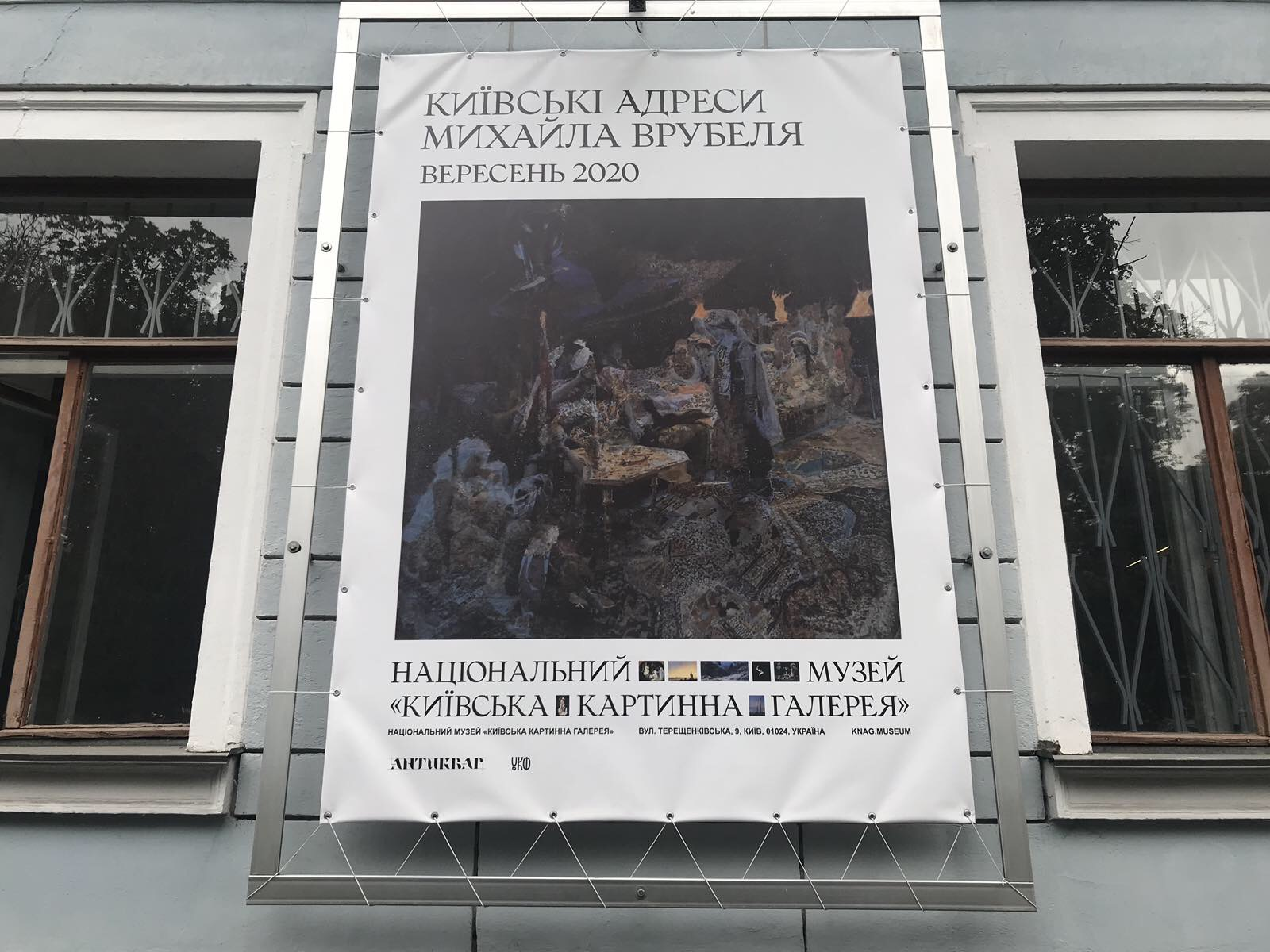
Выставка «Киевские адреса Михаила Врубеля» (сентябрь 2020) в Национальном музее «Киевская картинная галерея».

- 23 ноября — 31 декабря 2011 г. в Киевском национальном музее русского искусства проходила выставка «Великий и прекрасный триумвират», посвящённая юбилеям трёх русских художников — 150-летию Константина Коровина, 155-летию Михаила Врубеля и минувшему в предыдущем году 145-летию со дня рождения Валентина Серова[179]. На выставке были представлены около ста произведений Врубеля, среди которых «Натурщица в обстановке Ренессанса», «Девочка на фоне персидского ковра» и эскизы для росписи Владимирского собора в Киеве[179].
- В сентябре 2020 г. открылась выставка «Киевские адреса Михаила Врубеля» в Национальном музее «Киевская картинная галерея»[180]. Выставка знакомит зрителей с памятниками архитектуры, улицами, домами и другими местами Киева, связанные с художником и кругом его киевских знакомых. Среди экспонатов особенно выделяются эскизы неосуществлённых росписей Владимирского собора, портреты известных киевлян (Адриана и Елены Праховых, художника Николая Мурашко, писателей Иеронима Ясинского и Владимира Кигна) и пейзажные зарисовки Врубеля с видами киевской Куренёвки, местности Кинь-Грусть[180]. Творческая биография М. Врубеля и его работы из коллекции музея представлены в контексте культурной и художественной жизни Киева и истории его выдающихся памятников архитектуры. Выставка представлена в рамках проекта «Киевская картинная галерея. Обновления» в сотрудничестве с издательским домом «Антиквар» и при поддержке Украинского культурного фонда[180].

## В кинематографе
- 1953 — «Римский-Корсаков». В роли Врубеля — Сергей Курилов.
- 1989 — «Этюды о Врубеле». В роли художника — Эдишер Гиоргобиани.
- 2023 — «Шаляпин». В роли Врубеля — Александр Яцко.
- 2023 — «Арт и факт» (мини-сериал), 3 серия. В роли Врубеля — Владимир Кошевой.